# Biserica de lemn din Săliștea de Sus, Nistorești

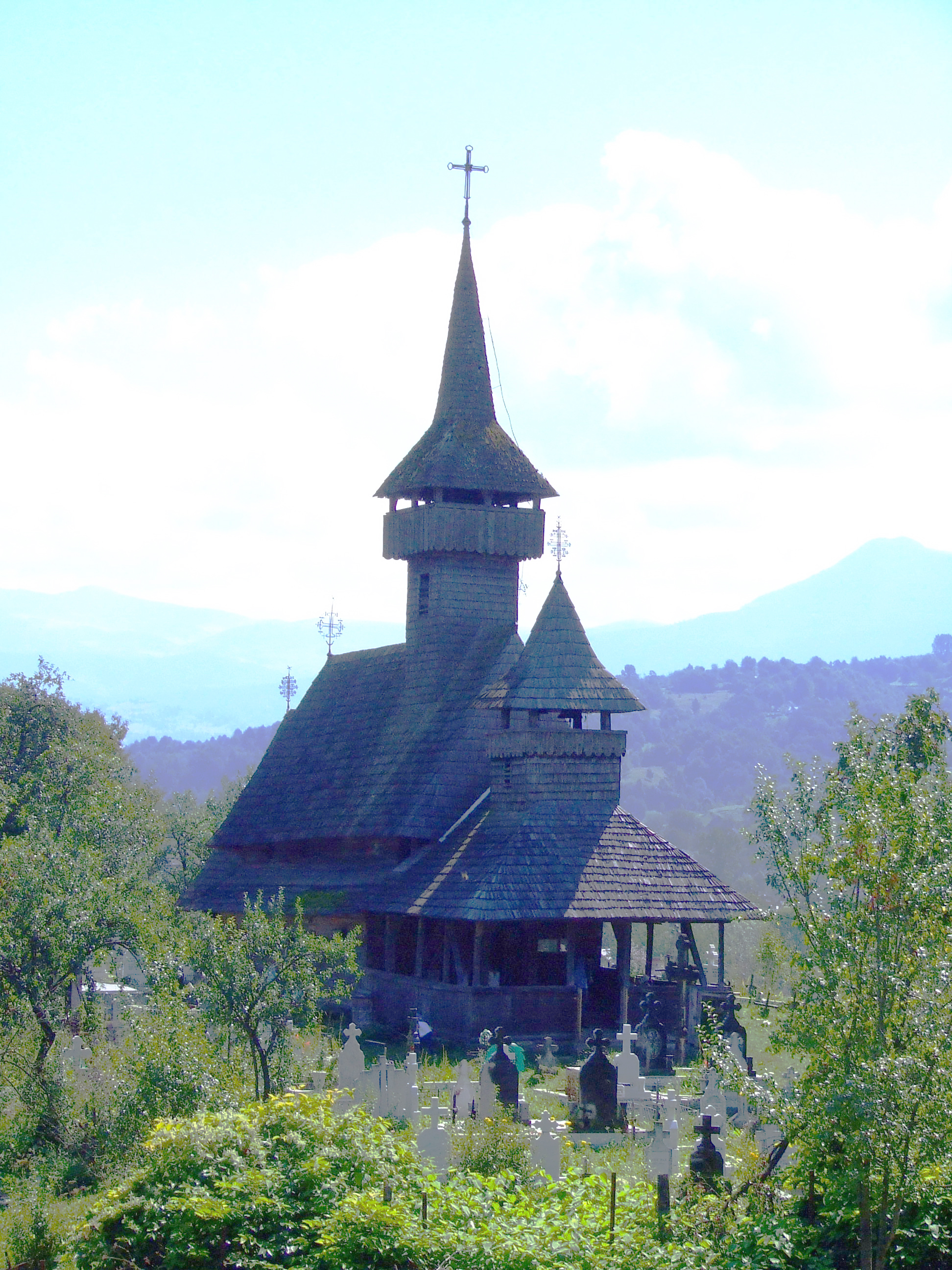
Biserica de lemn din Săliştea de Sus - Nistoreşti, judeţul Maramureş, 2008

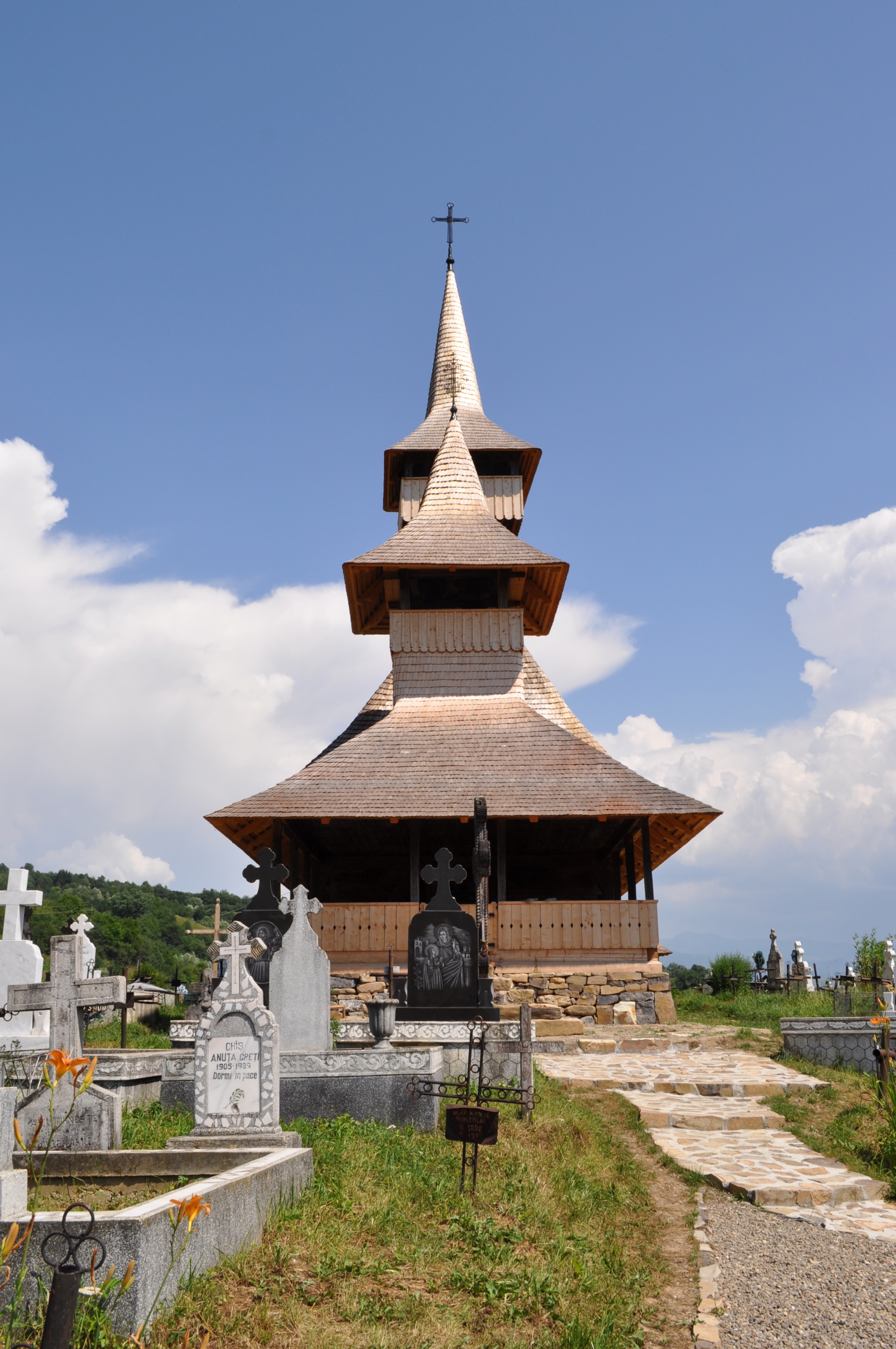
Biserica, cu aspectul schimbat, după lucrările majore de reparații din anii 2011-2012.

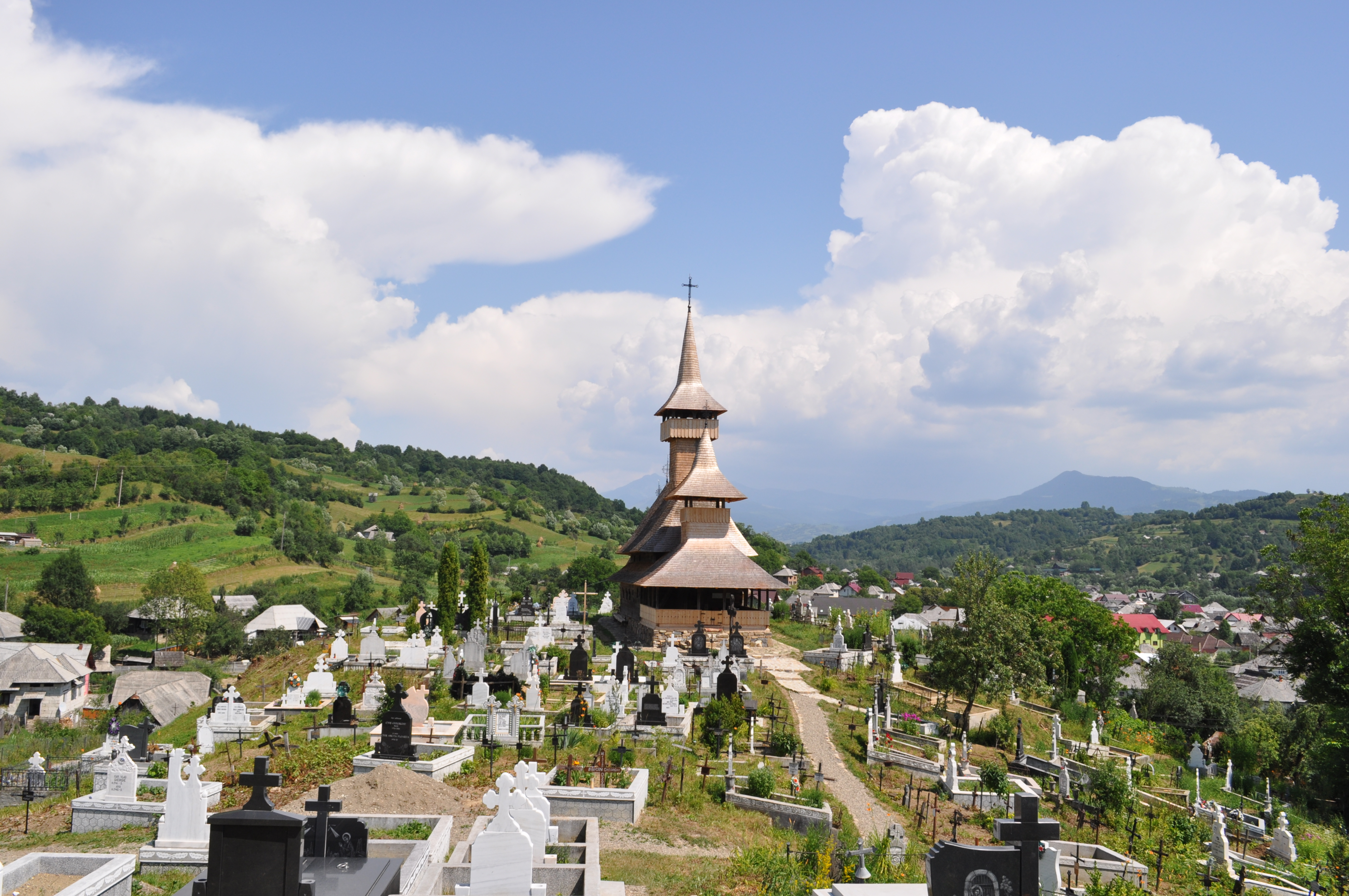
Biserica de lemn „Sfântul Nicolae” din Săliștea de Sus - Nistorești, județul Maramureș, foto: iulie 2012.

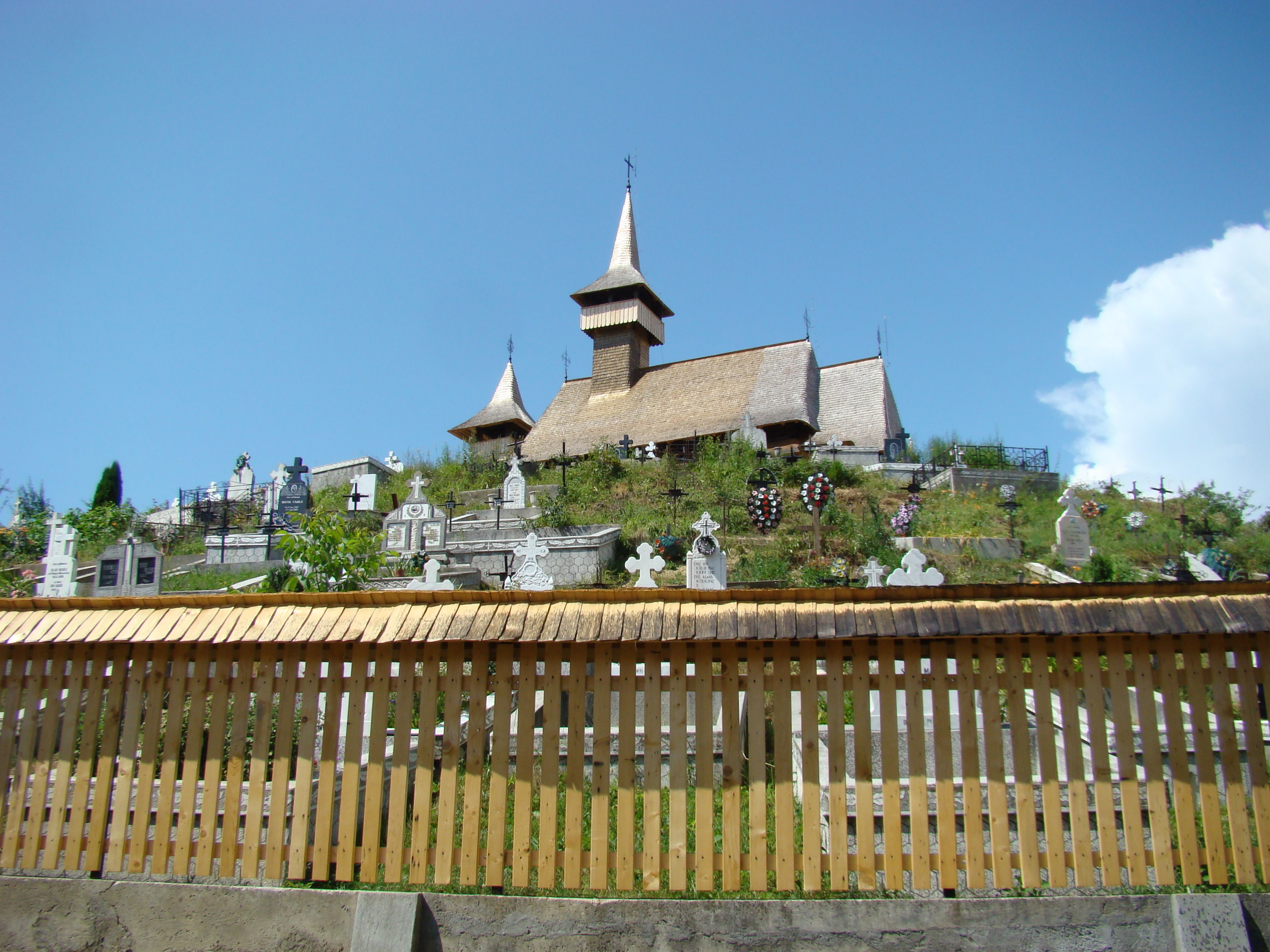
Biserica de lemn „Sfântul Nicolae” din Săliștea de Sus - Nistorești, județul Maramureș, foto: iulie 2012.

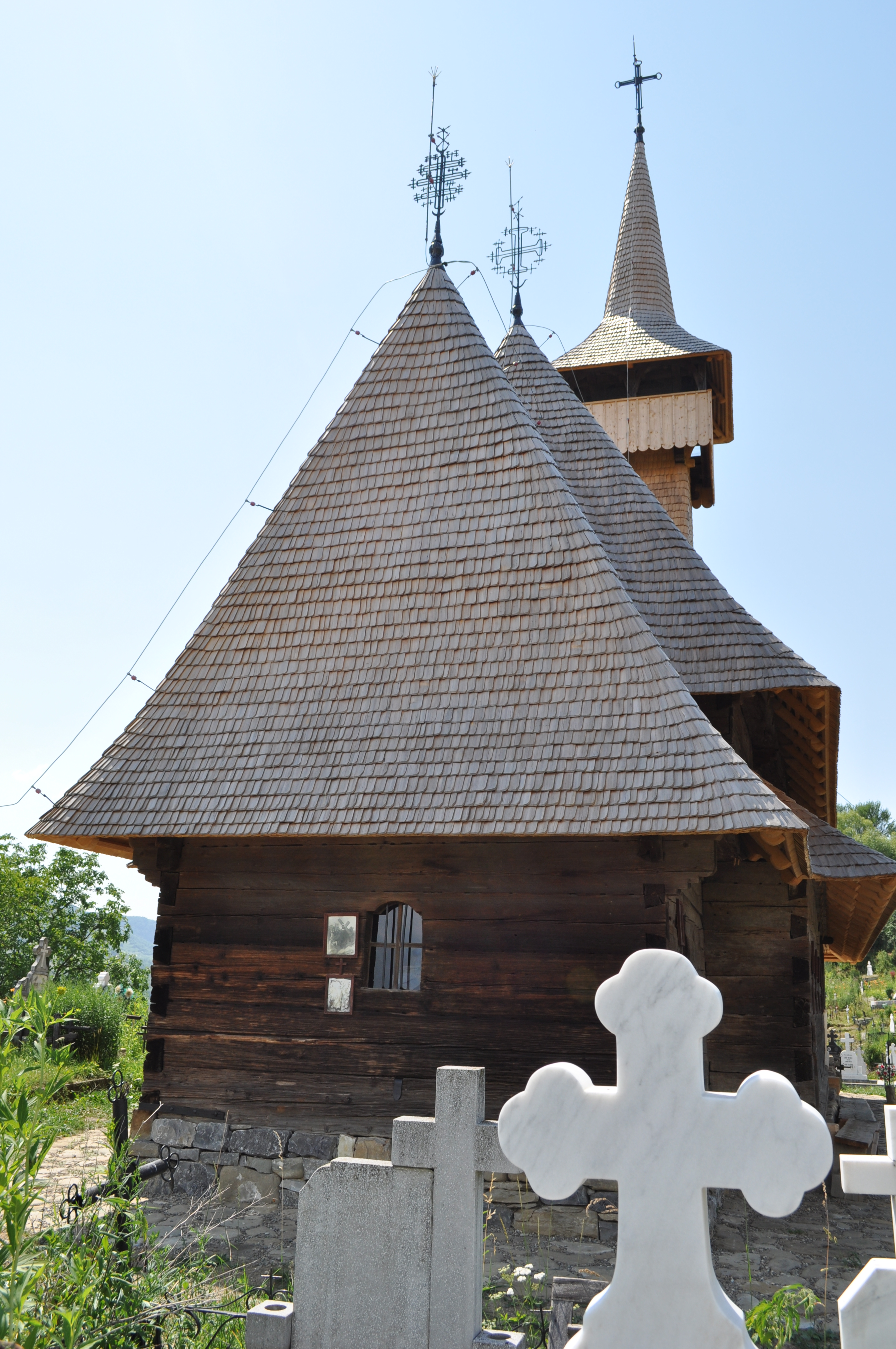
Biserica (est)

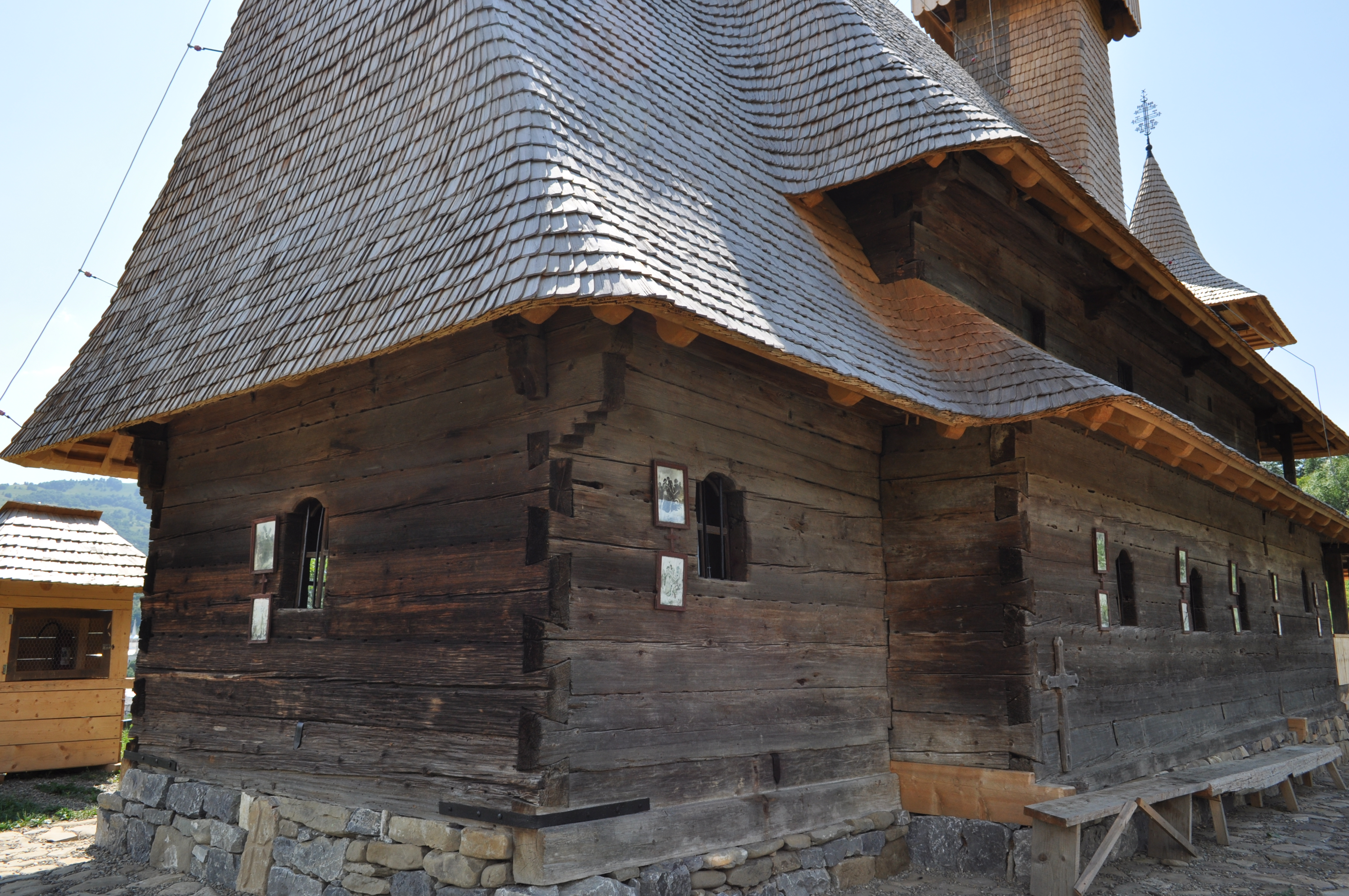
Butea bisericii

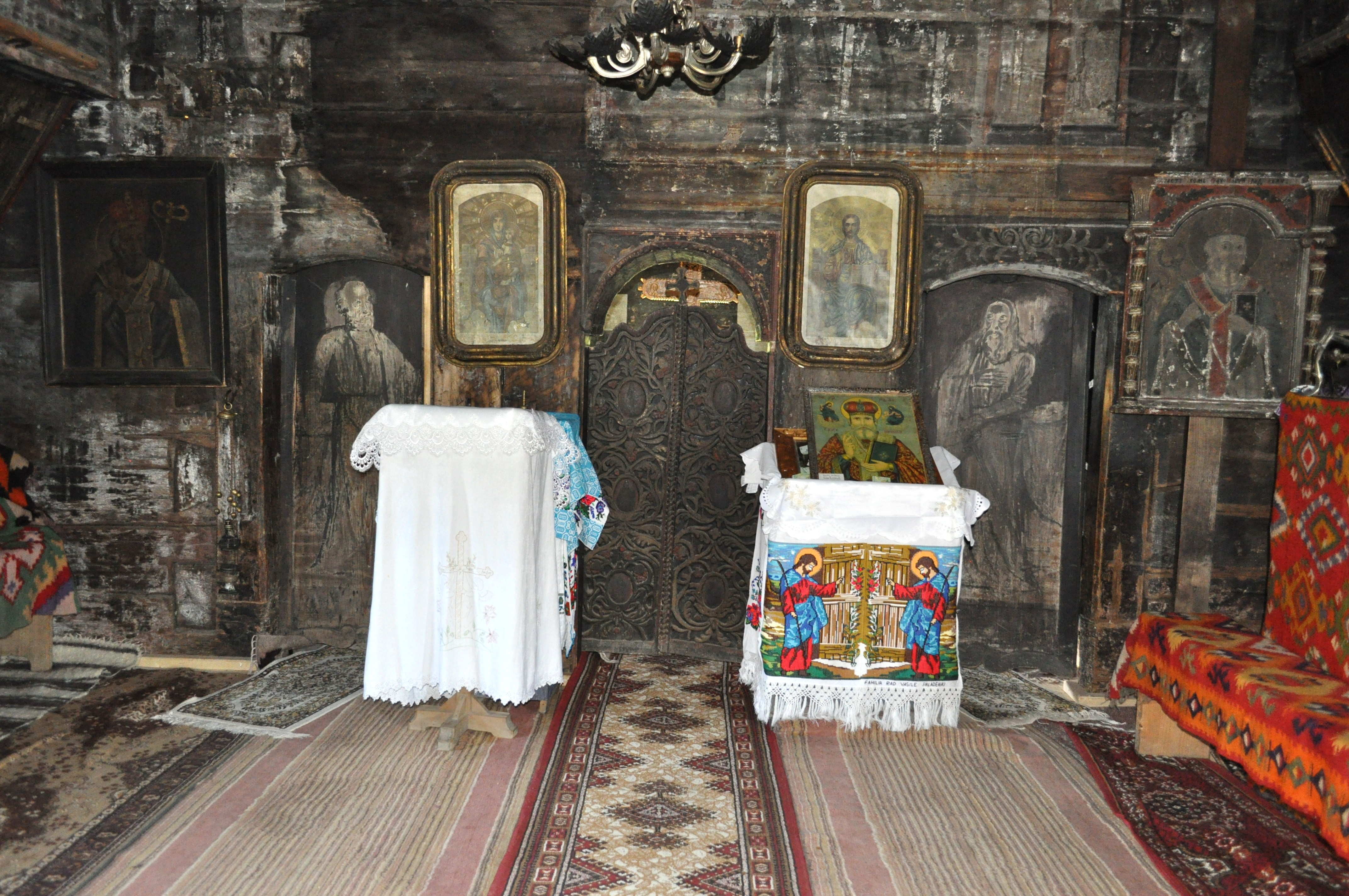
Ușile împărătești și diaconești, icoanele împărătești

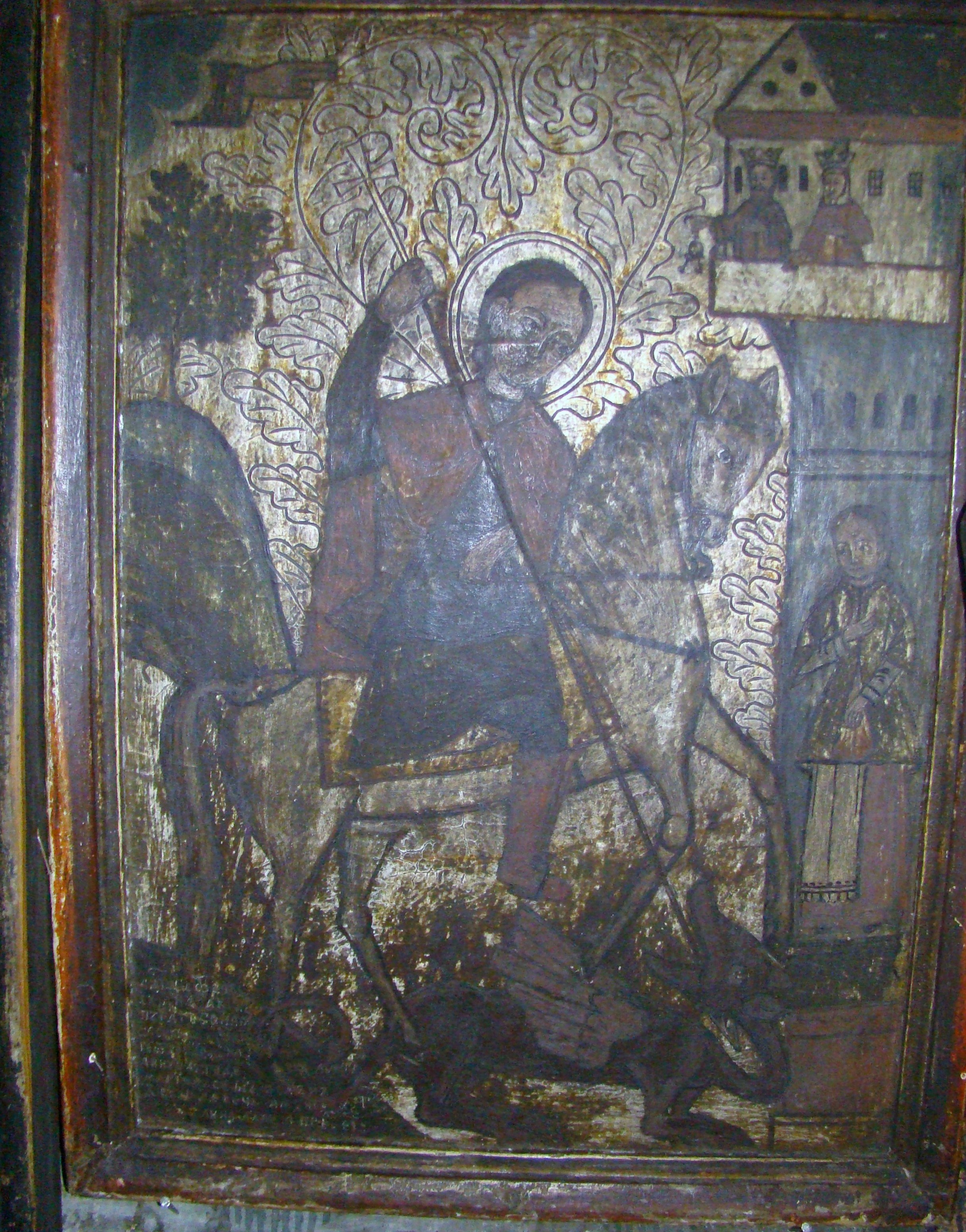
Sfântul Mare Mucenic Gheorghe

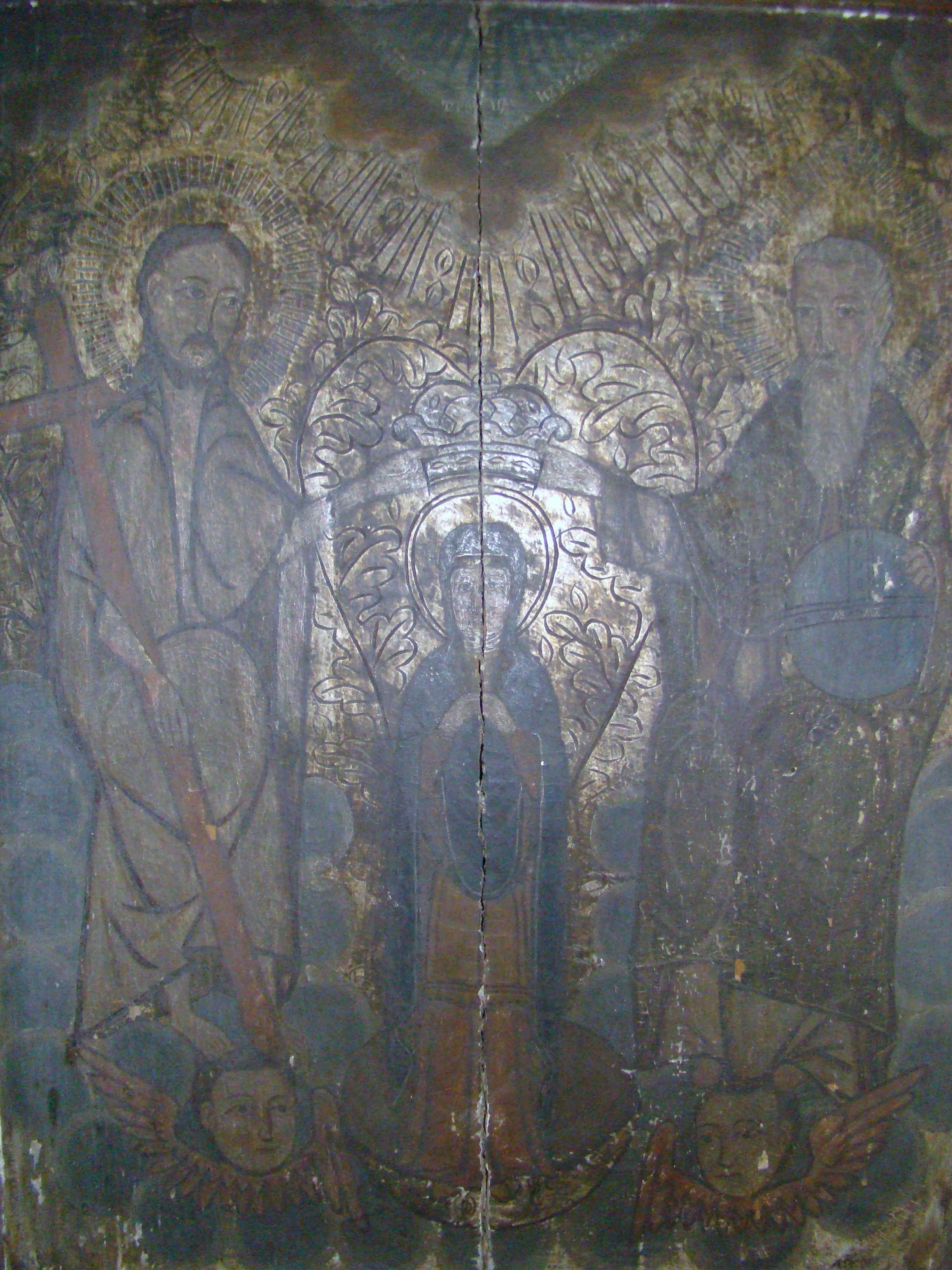
Icoană pe lemn: Încoronarea Mariei (Alexandru Ponehalschi-1772)

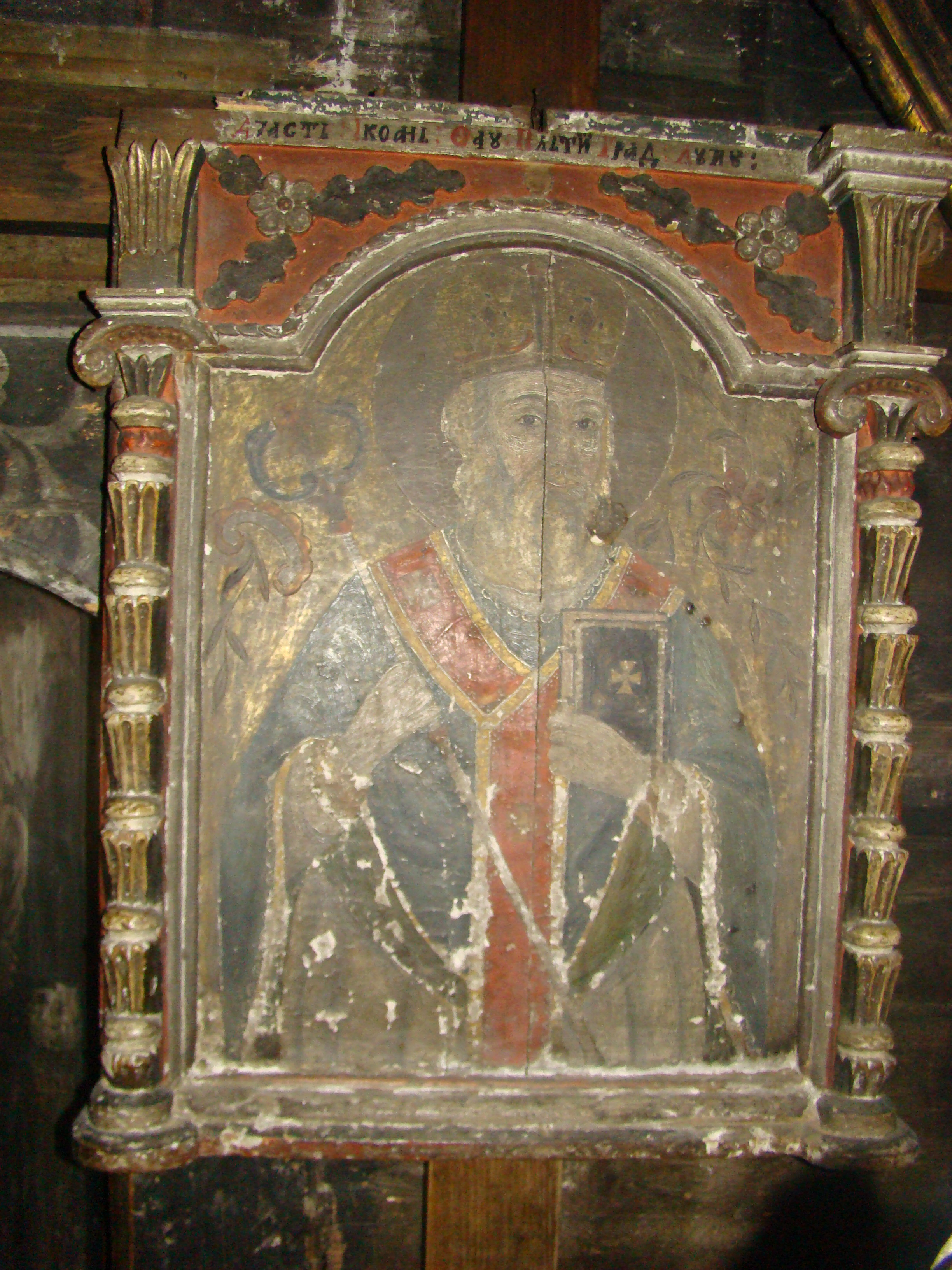
Sfântul Ierarh Nicolae

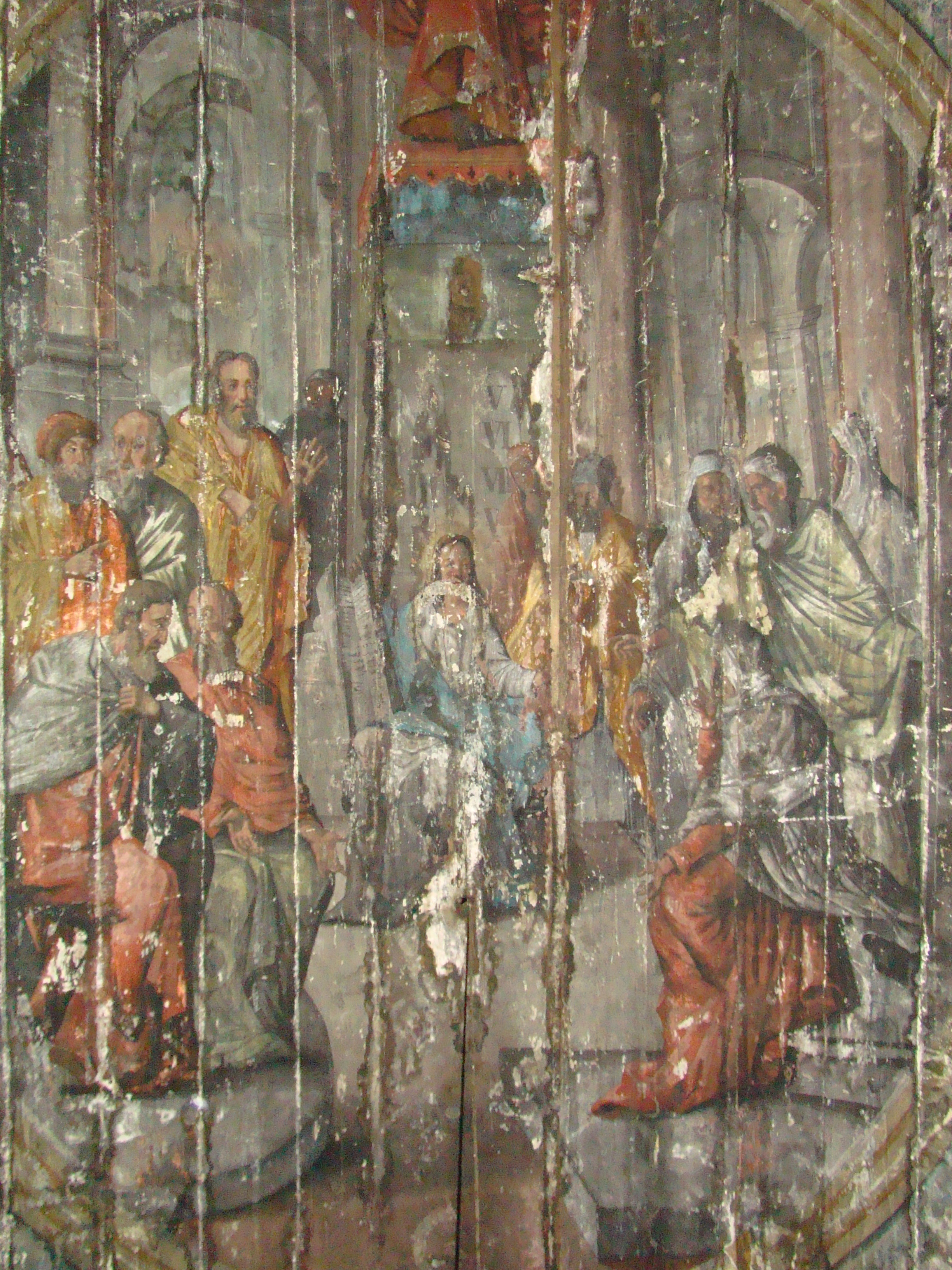
Pictura de pe bolta naosului

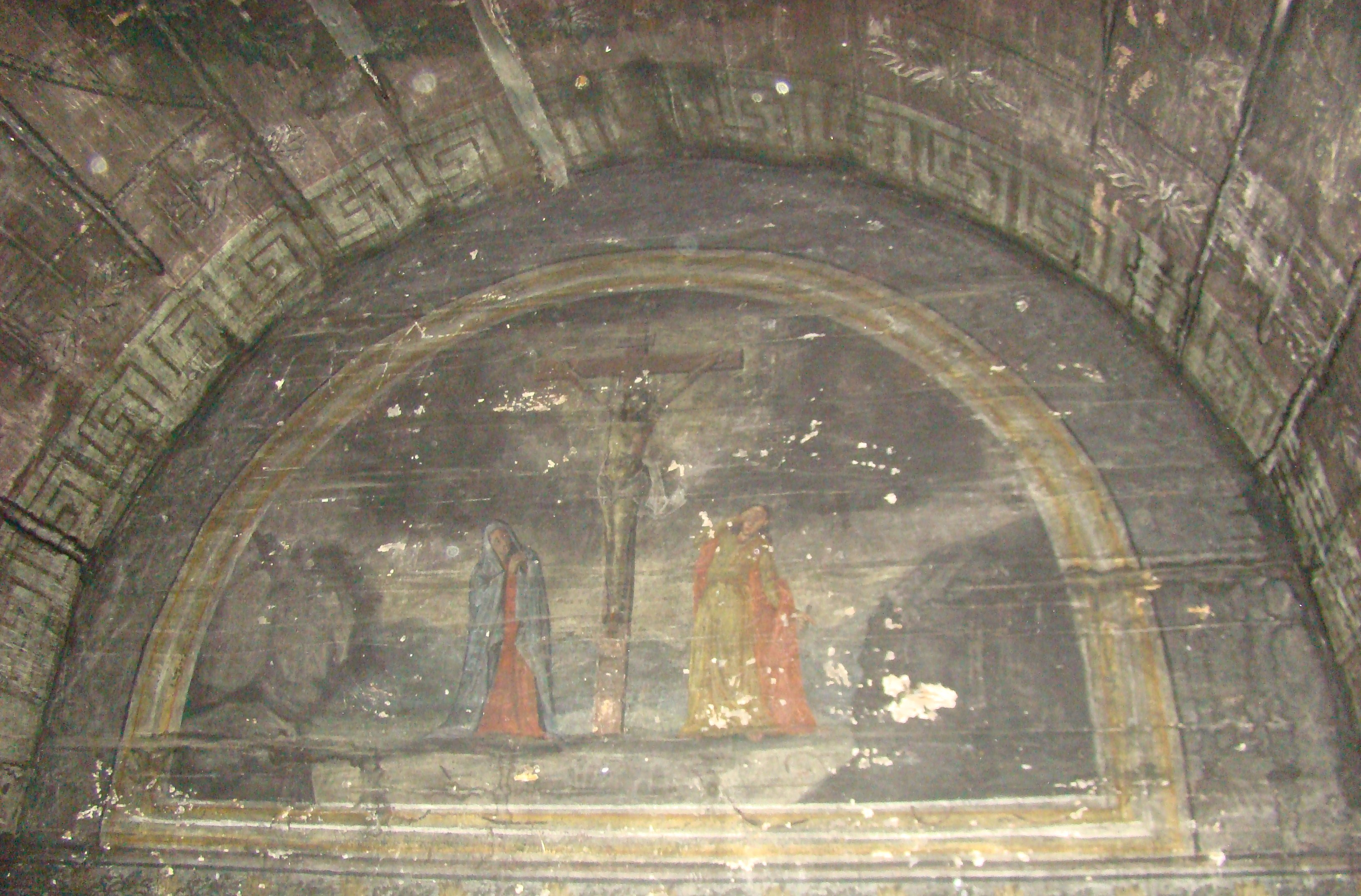
Răstignirea (dosul tâmplei)

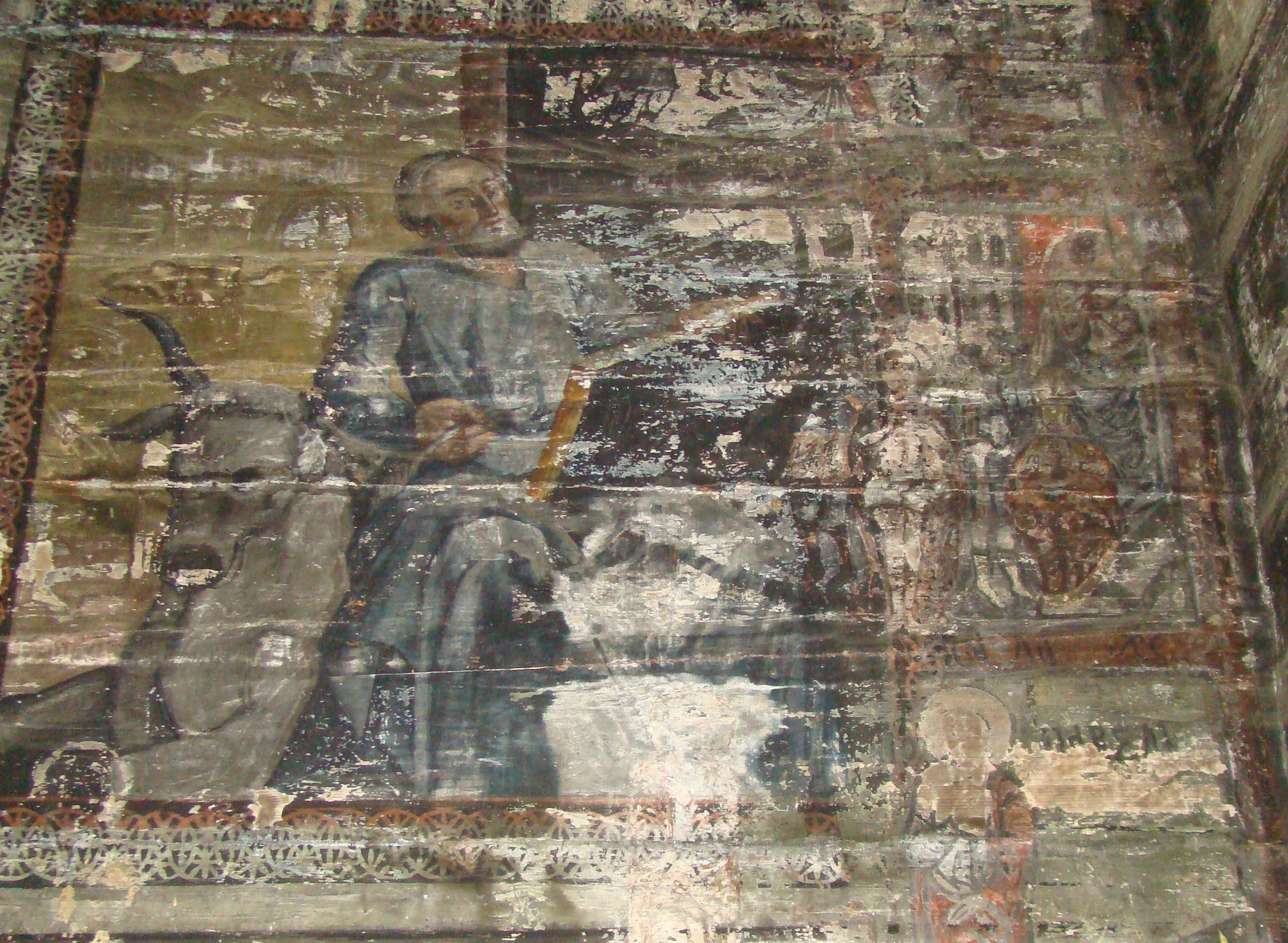
Bolta naosului: Evangheliștii

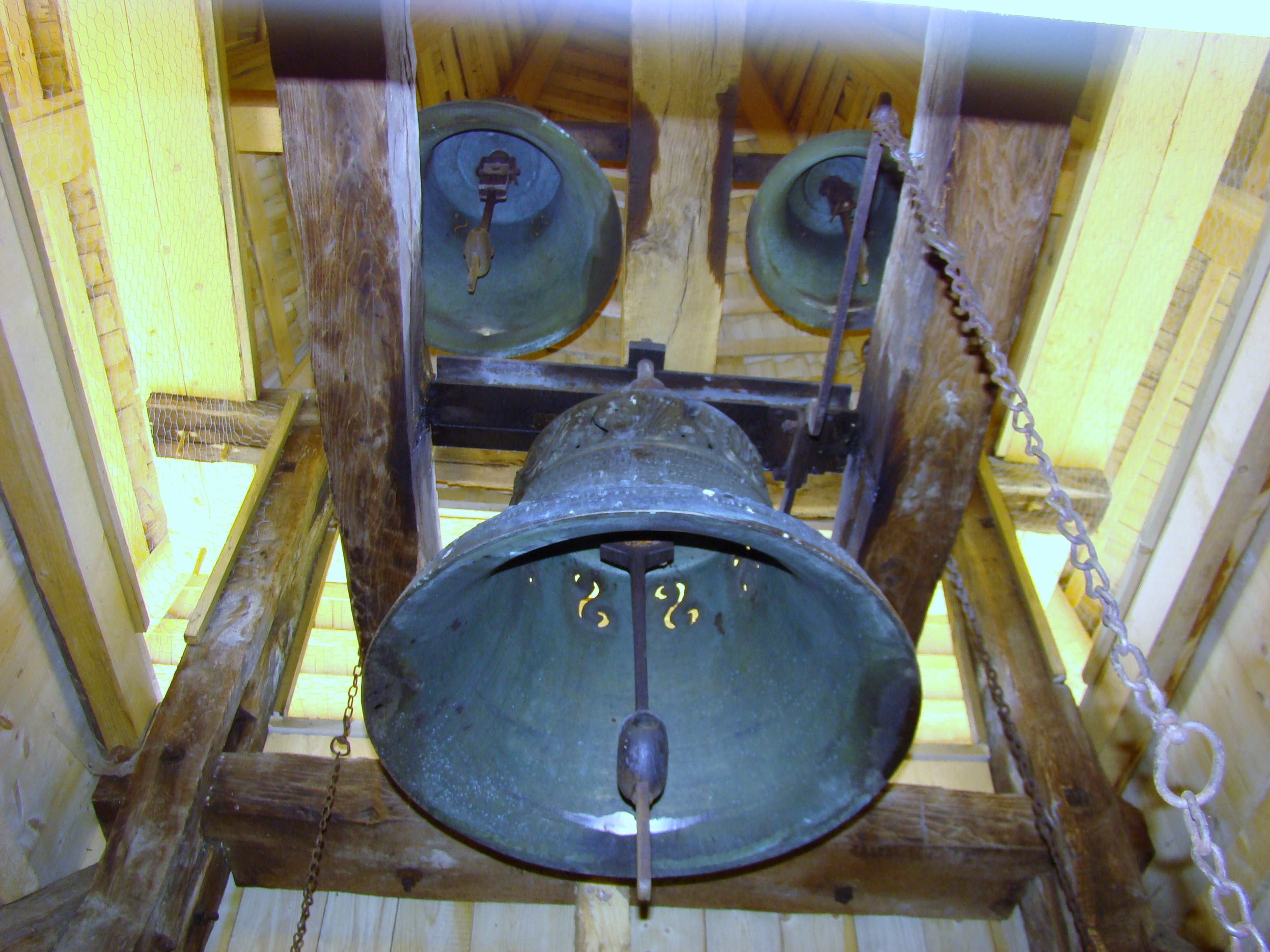
Clopotele bisericii

Biserica de lemn din Săliștea de Sus, Nistorești, orașul Săliștea de Sus, județul Maramureș, datează din anul 1680. Are hramul „Sfântul Nicolae”. Biserica se află pe noua listă a monumentelor istorice sub codul  MM-II-m-A-04633.

## Istoric
Localitatea a fost atestată la 1365.  Biserica de lemn, cu hramul „Sfântul Nicolae”, a fost construită pe la 1680 de către o familie înstărită, descendentă a unui anume Nistor, de unde și denumirea bisericii, zisă a Nistoreștilor. Ctitoria Nistoreștilor este biserica mai nouă a localității, după cum reiese din mai multe însemnări pe marginea unor vechi tipărituri: „Cumpărat-au aciastă anume Penticostariu Nistoru Ilieșu și cu soțu său Porhiru ... și au datu pomană la biserica cea nouă din Seliște...văleat 1753.” A fost construită pe un loc ridicat, în partea de sus a localității Săliștea de Sus, pe partea dreaptă a văii. 
Construcția din lemn de brad, adus din locul numit „Gruiul Rusului”, a fost incendiată de tătari la 1717, fiind salvată de o femeie care a cărat apă cu găleata până a stins focul, spune legenda.

## Trăsături
Monumentul se aseamănă cu Biserica Bulenilor ca siluetă.  Absida altarului este de formă dreptunghiulară și acoperită cu o boltă semicilindrică.  Naosul este și el acoperit cu o boltă semicilindrică supraînălțată, astfel că acoperișul are dublă poală.  Peste pronaosul tăvănit se înalță turnul-clopotniță cu silueta sa sveltă. 
Biserica păstrează parțial pictura murală. Dintre scenele  conservate se pot menționa în pronaos Judecata de pe urmă (pe peretele nordic) și Pilda celor zece fecioare.  Pe boltă se mai poate distinge, într-un cerc mare, o scenă cu Ridicarea din Mormânt a lui Iisus, în culori vii, ce trădează o bună stăpânire a penelului de către zugrav.  Un număr de icoane ne vorbesc de activitatea zugravului Alexandru Ponehalschi, în jurul anului 1772, și la această biserică. 

## Imagini din exterior

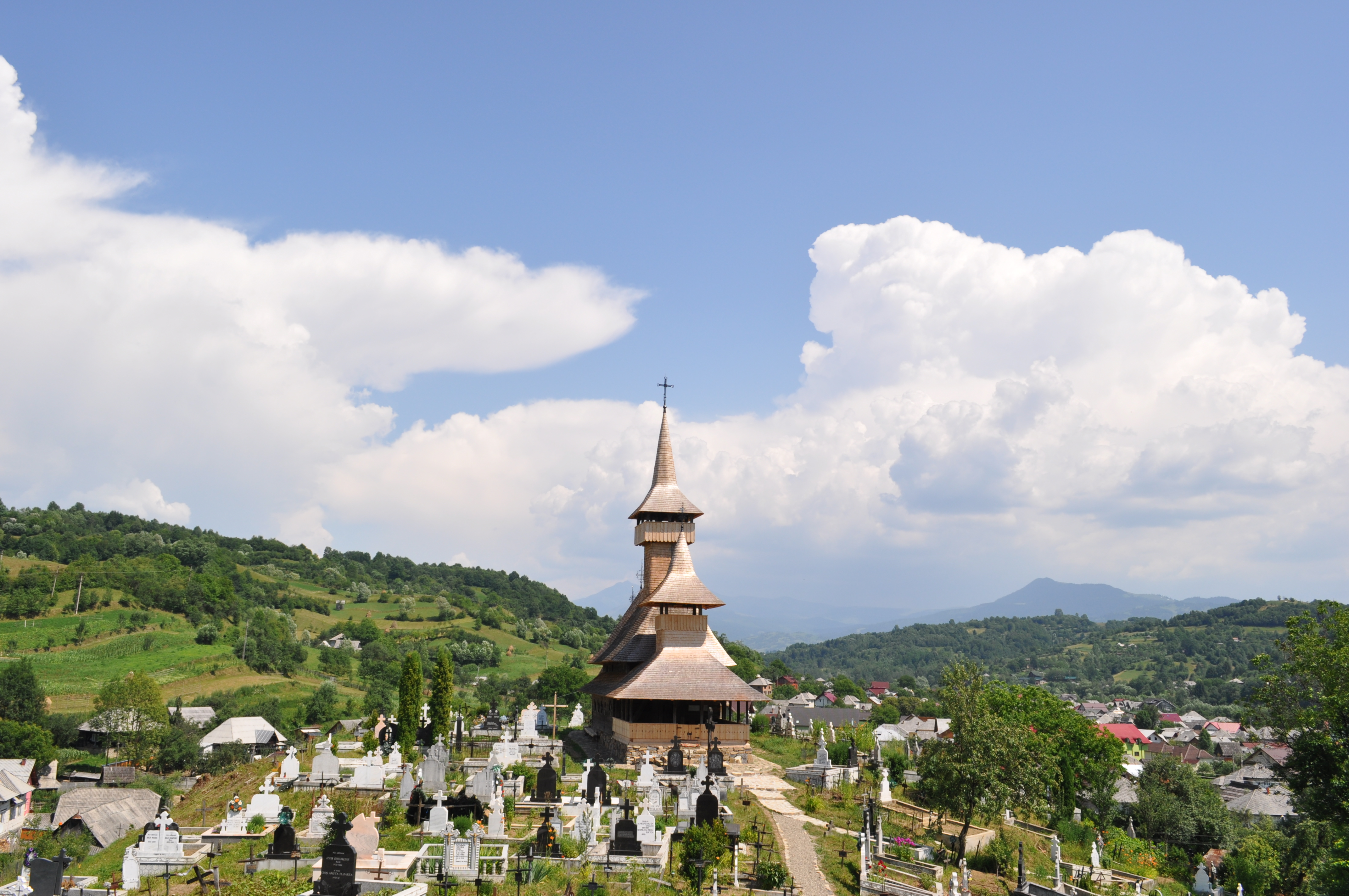
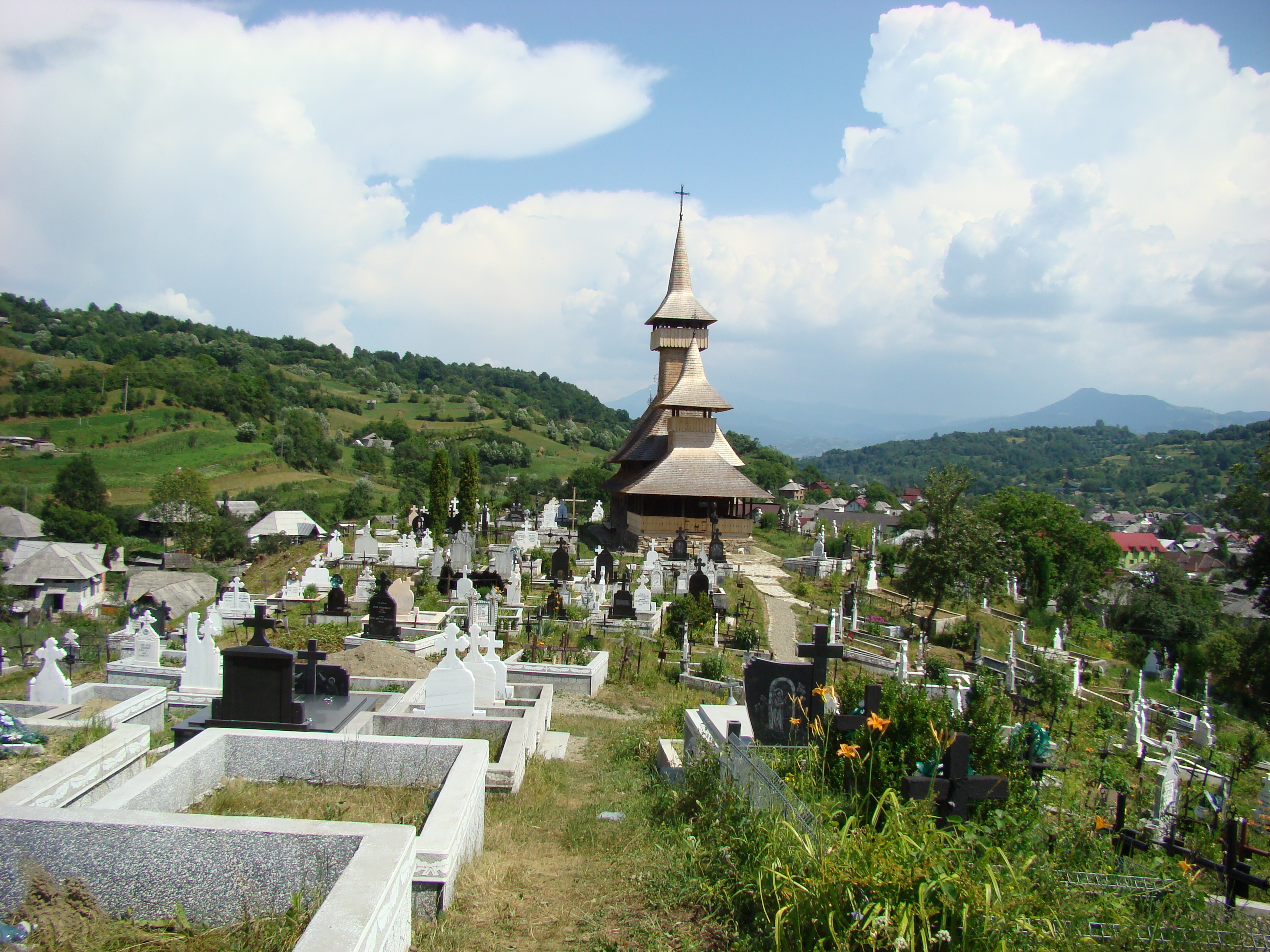
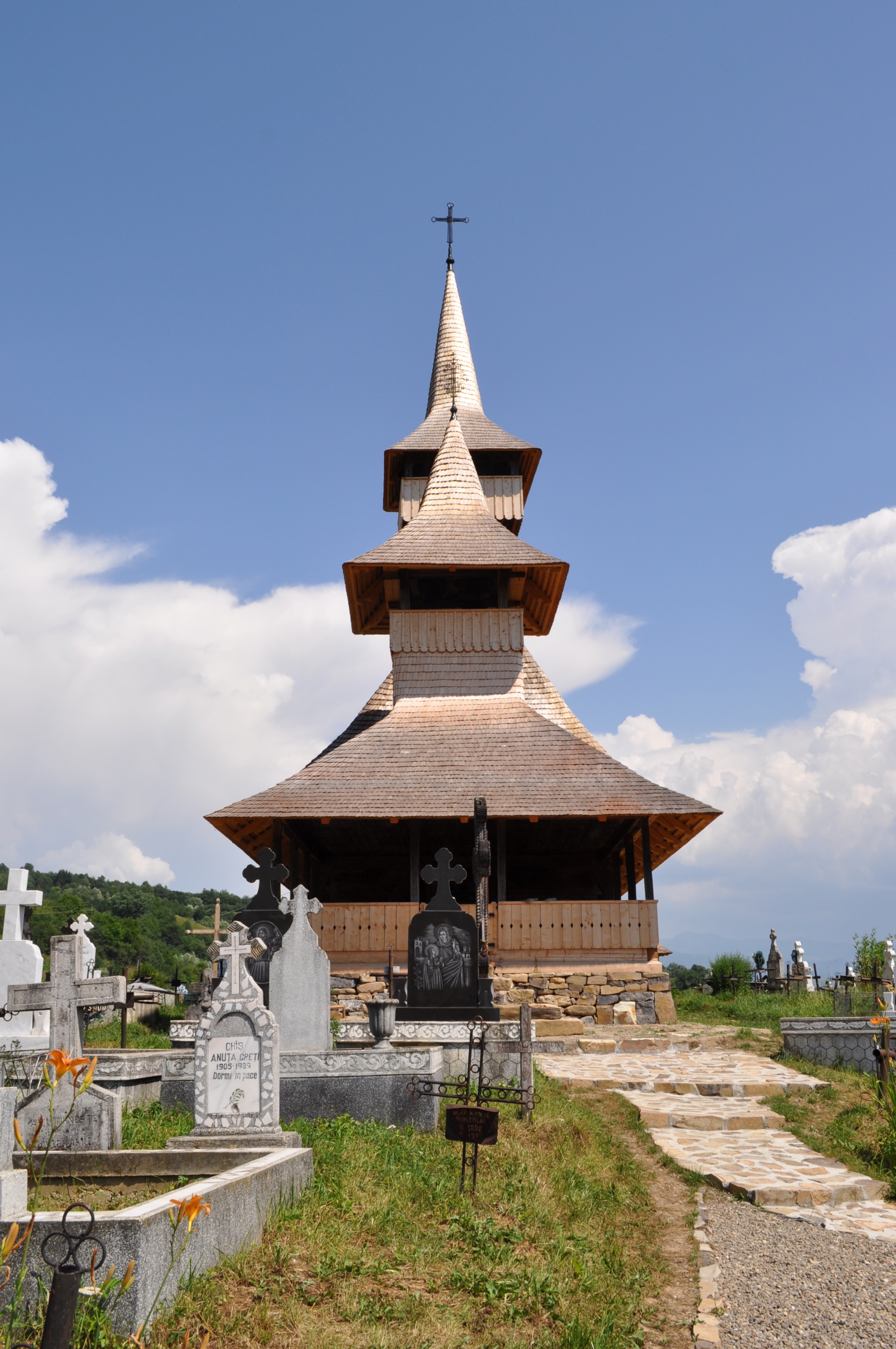
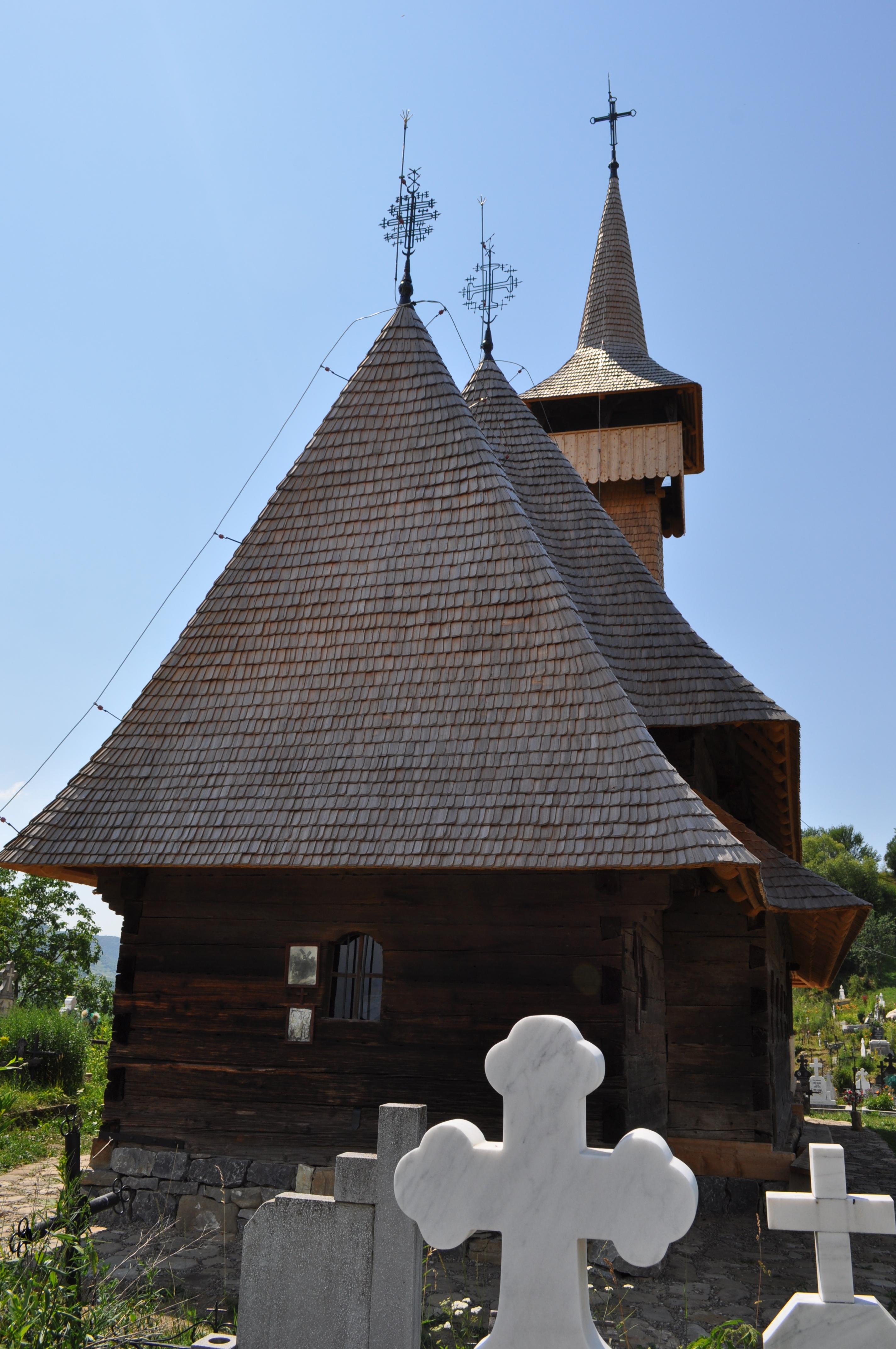
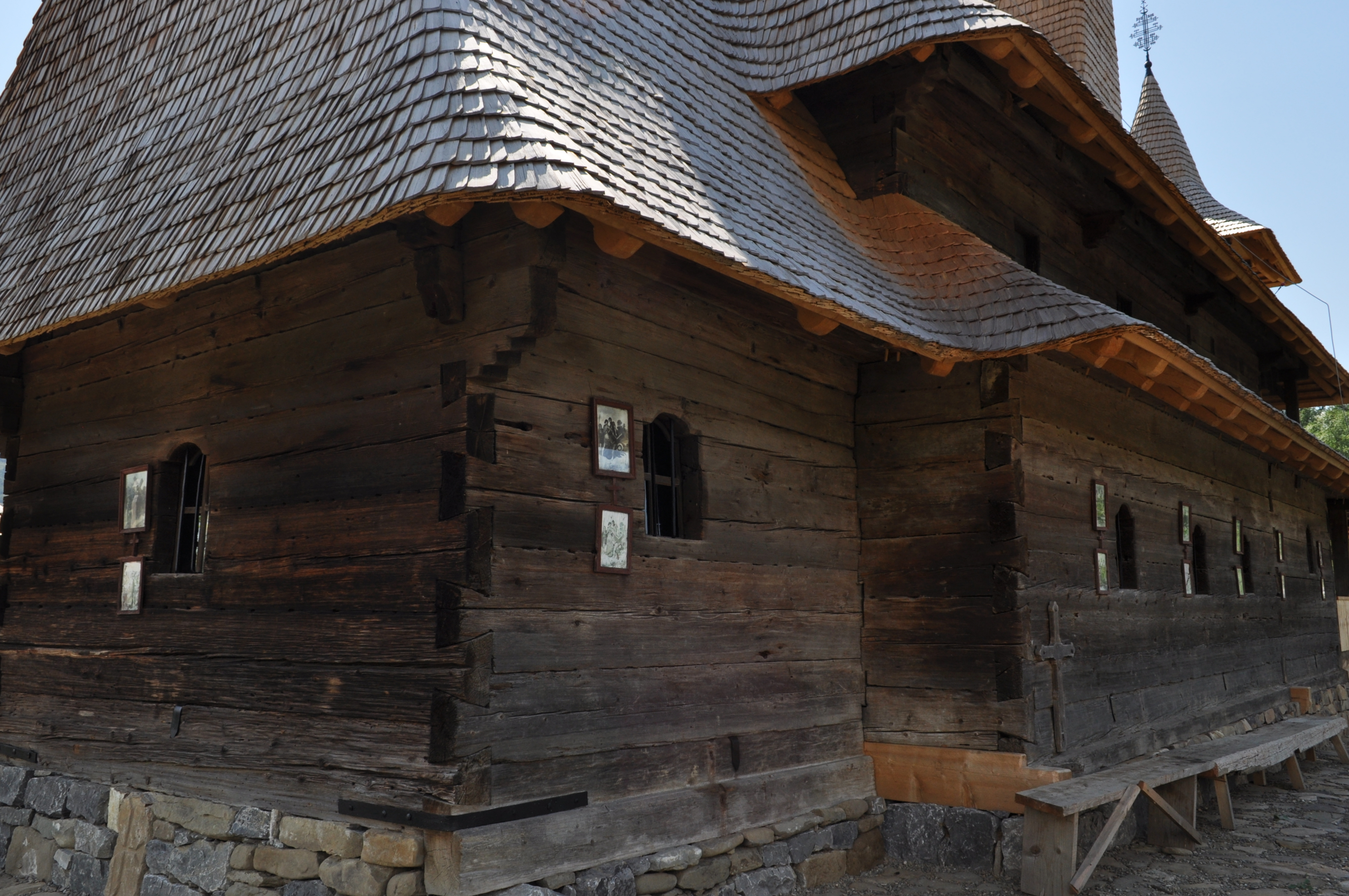
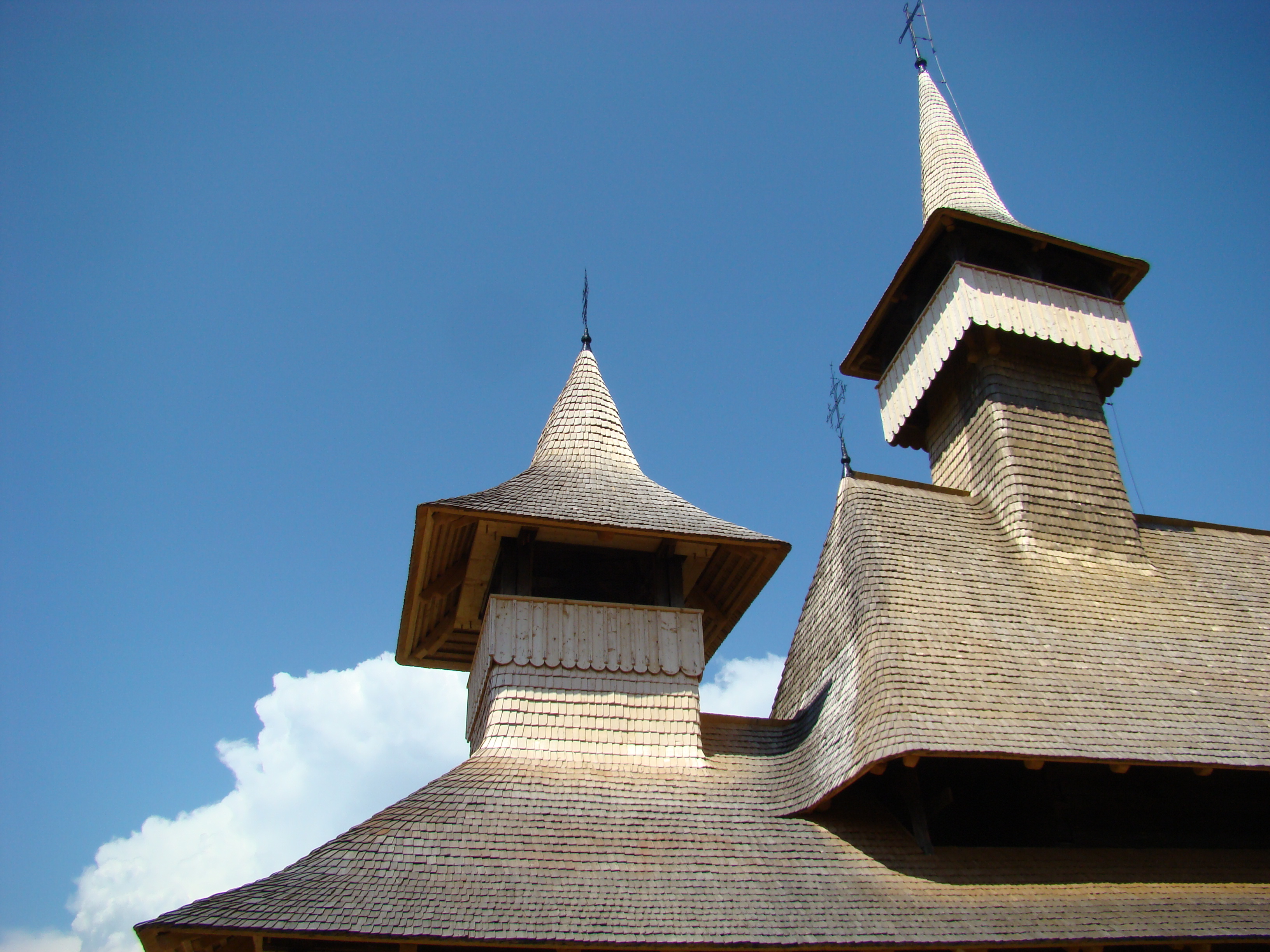
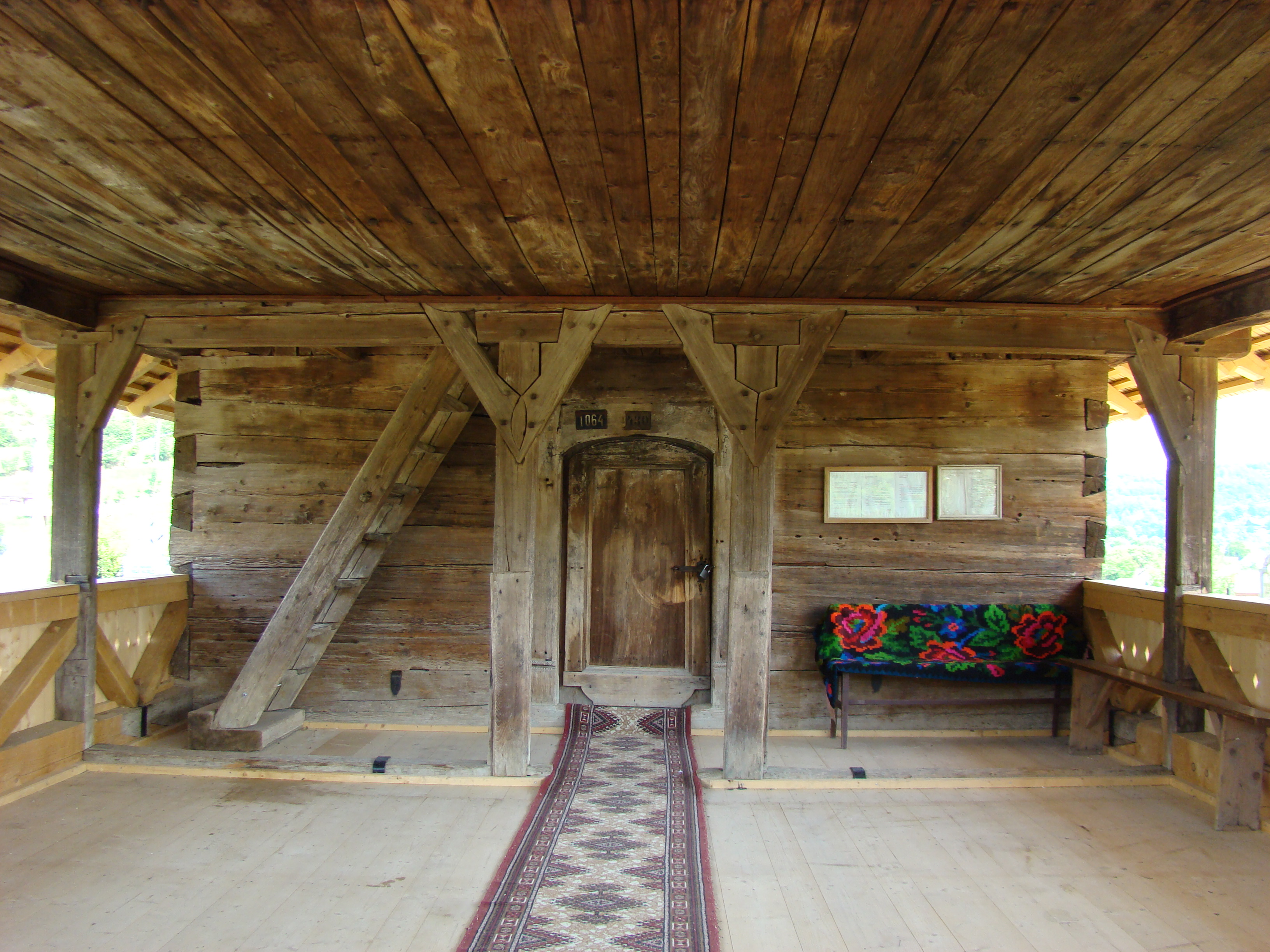
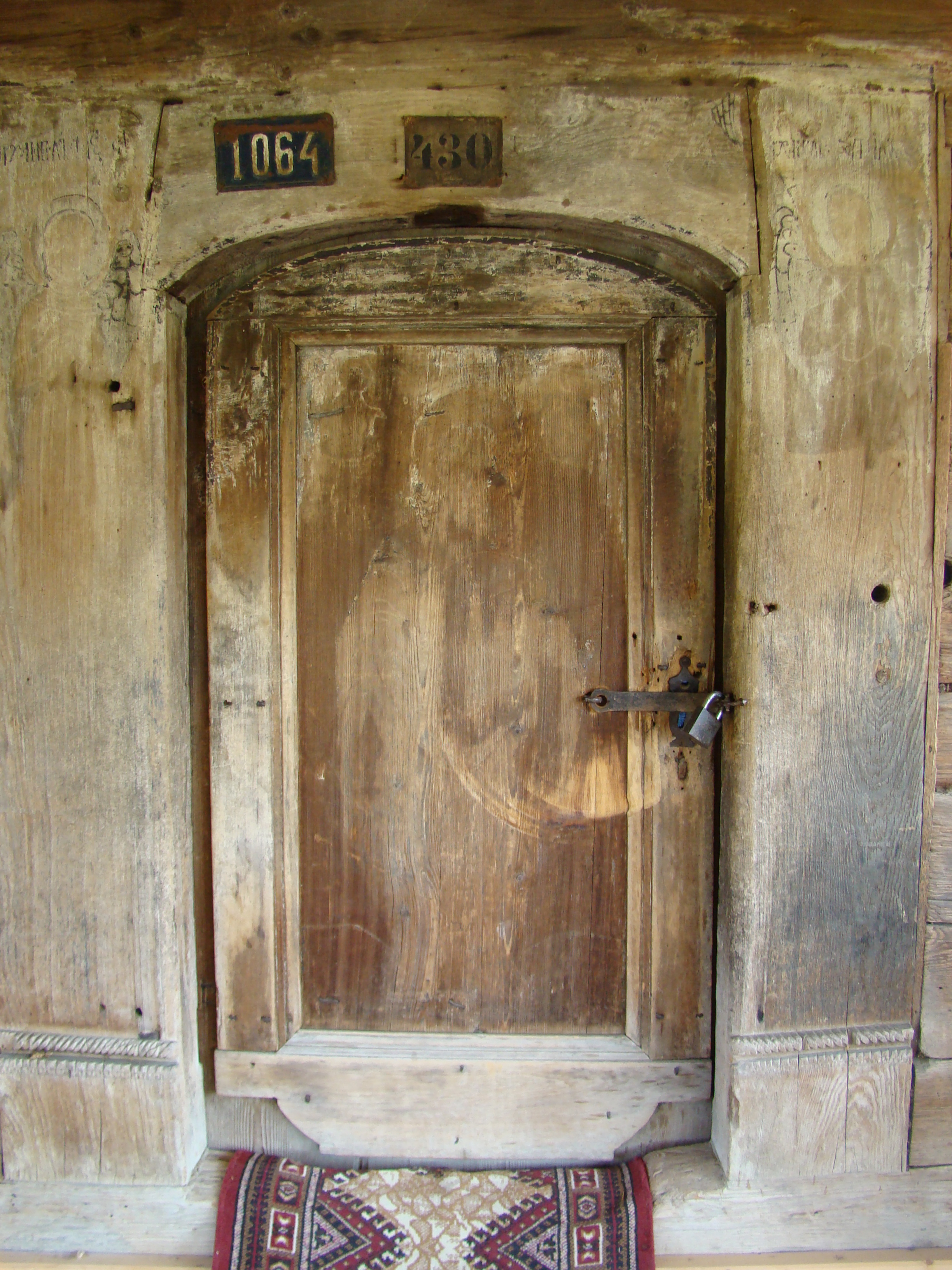
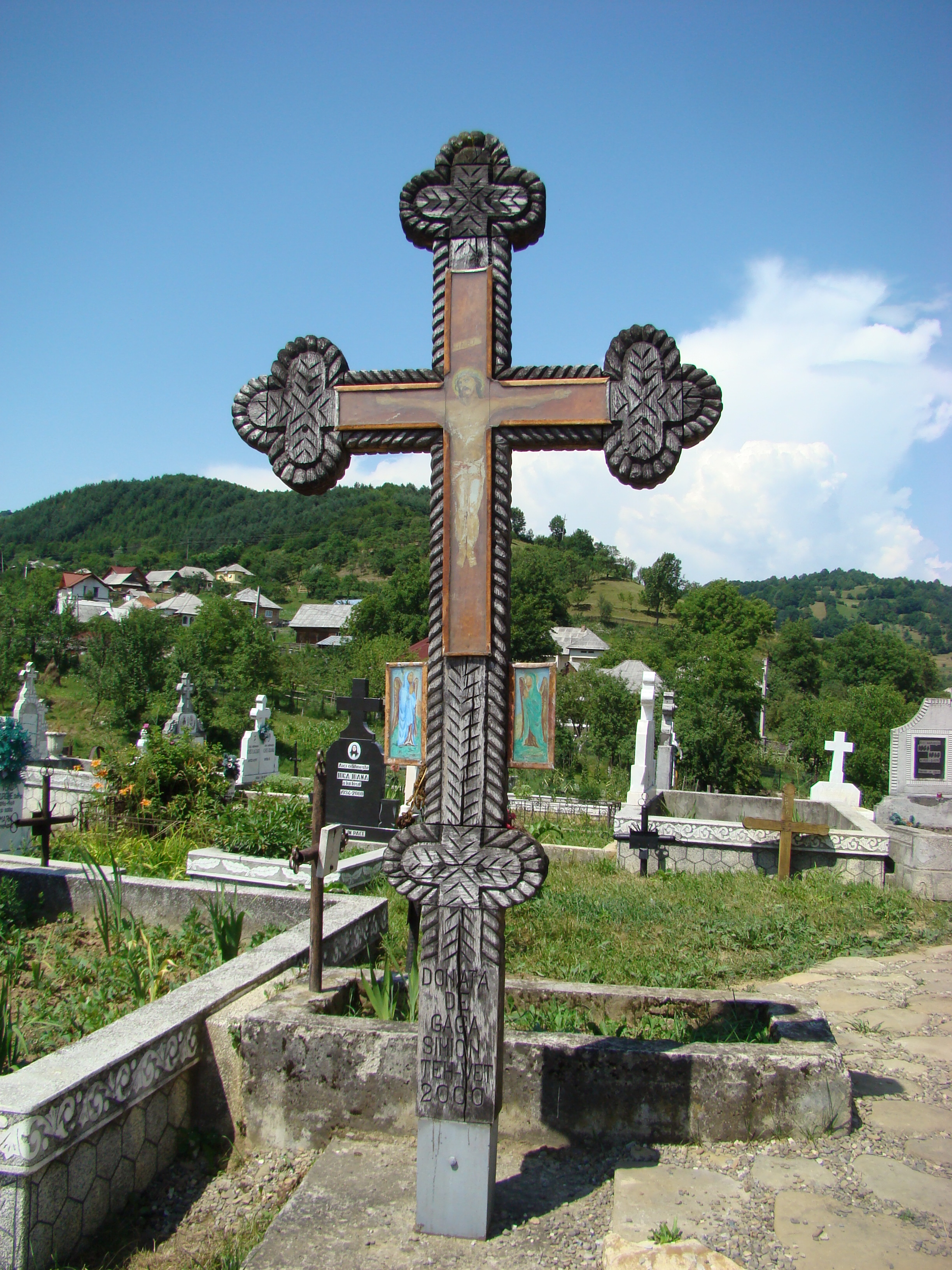
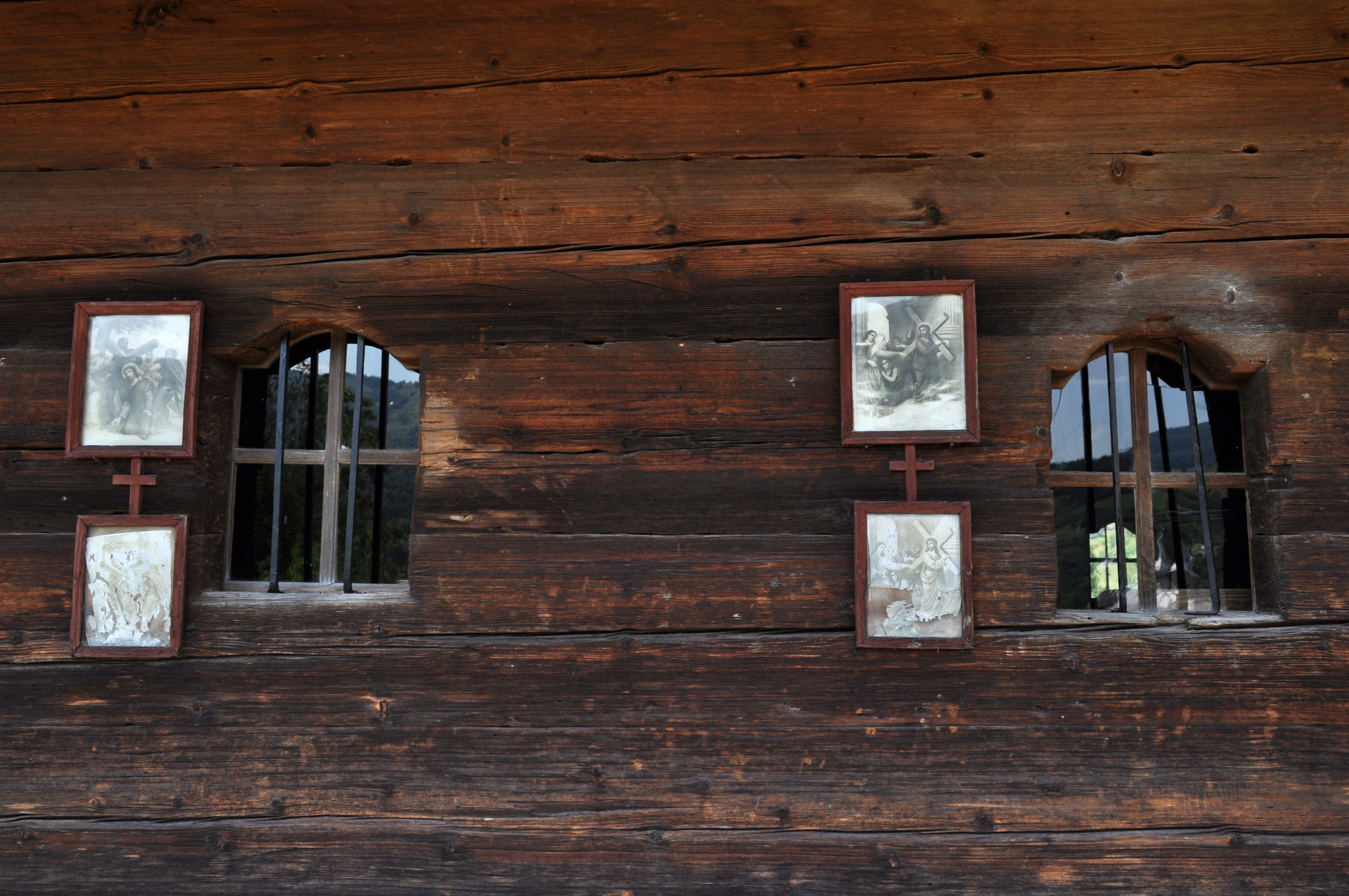
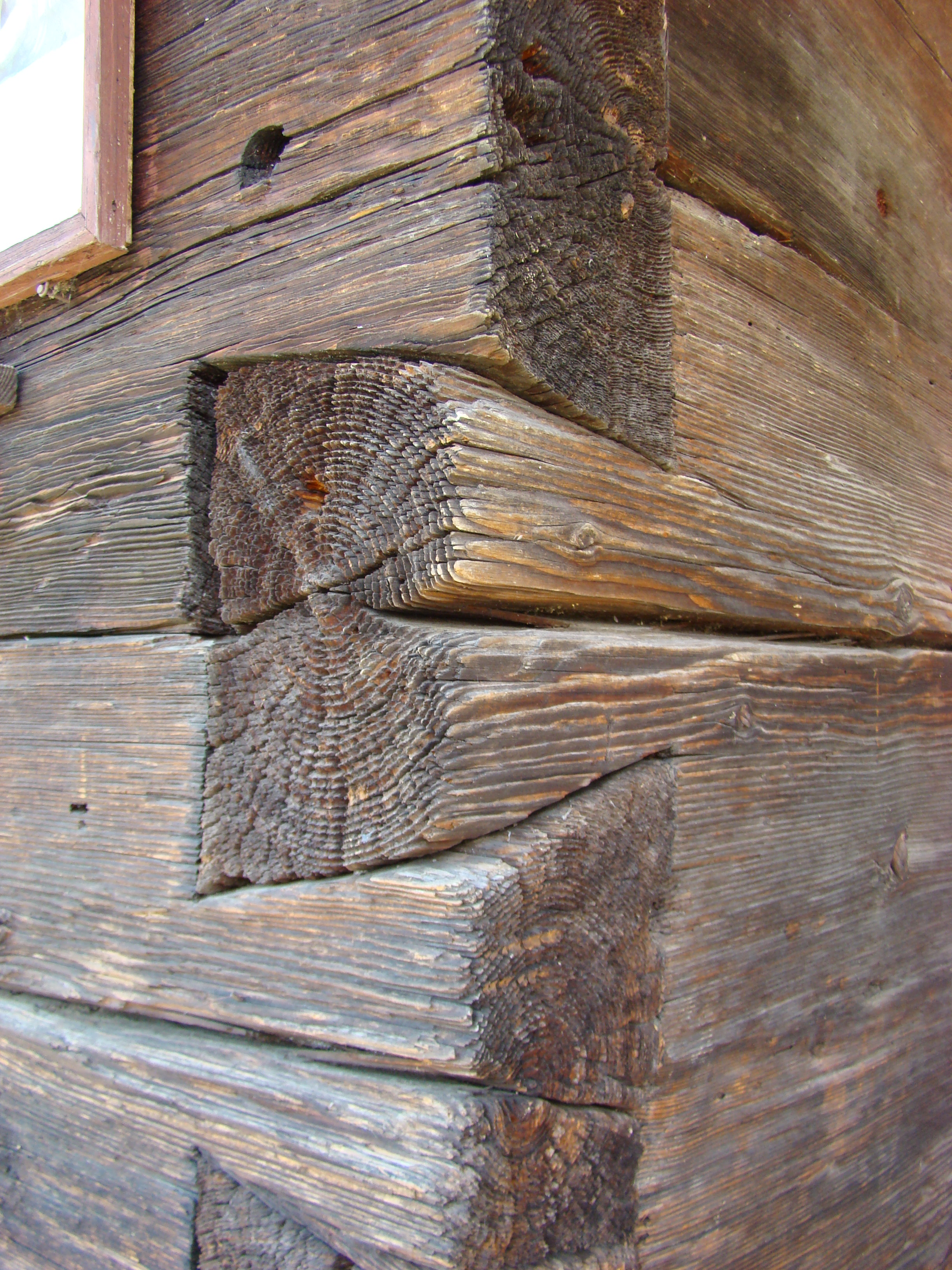
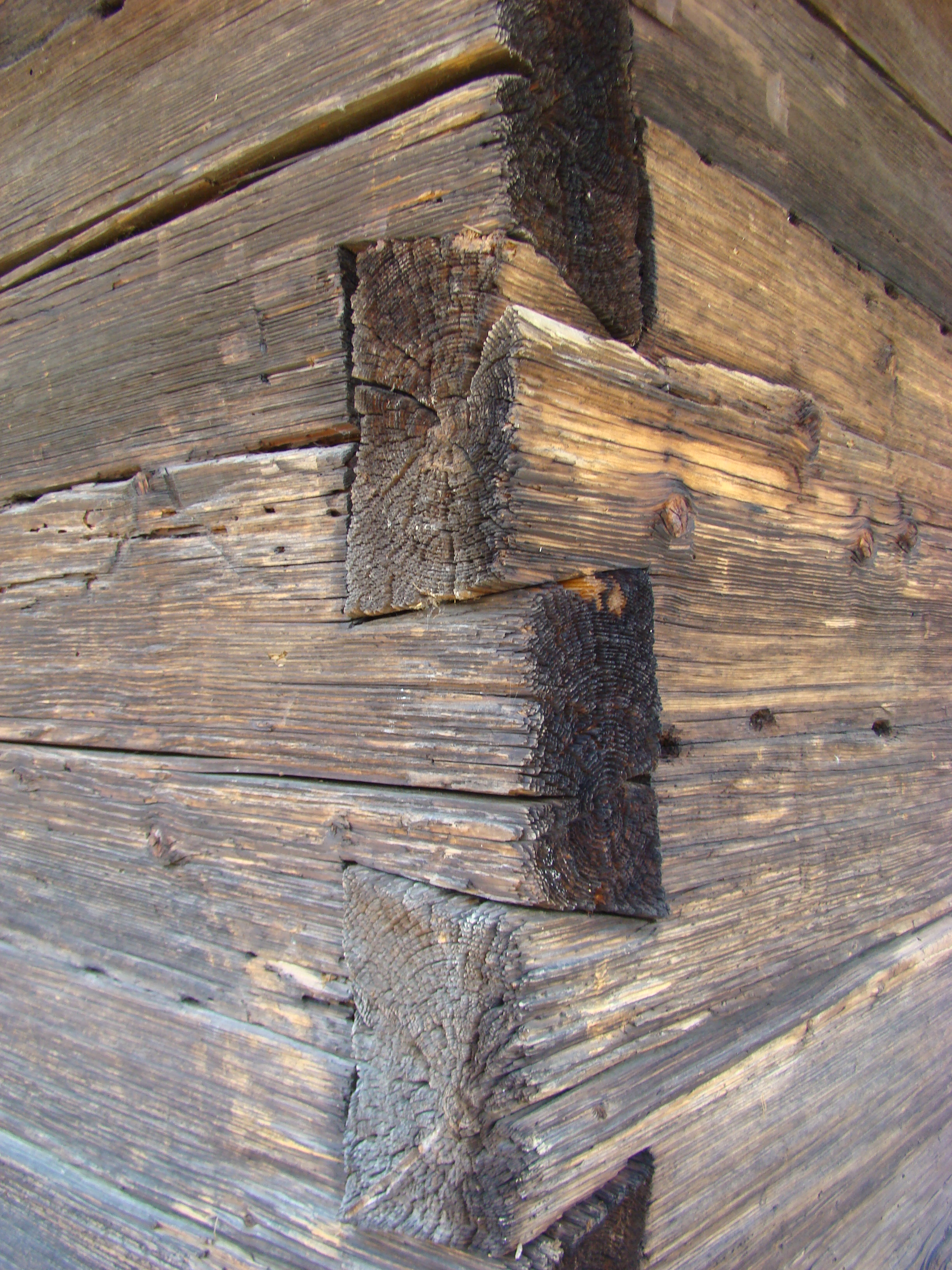
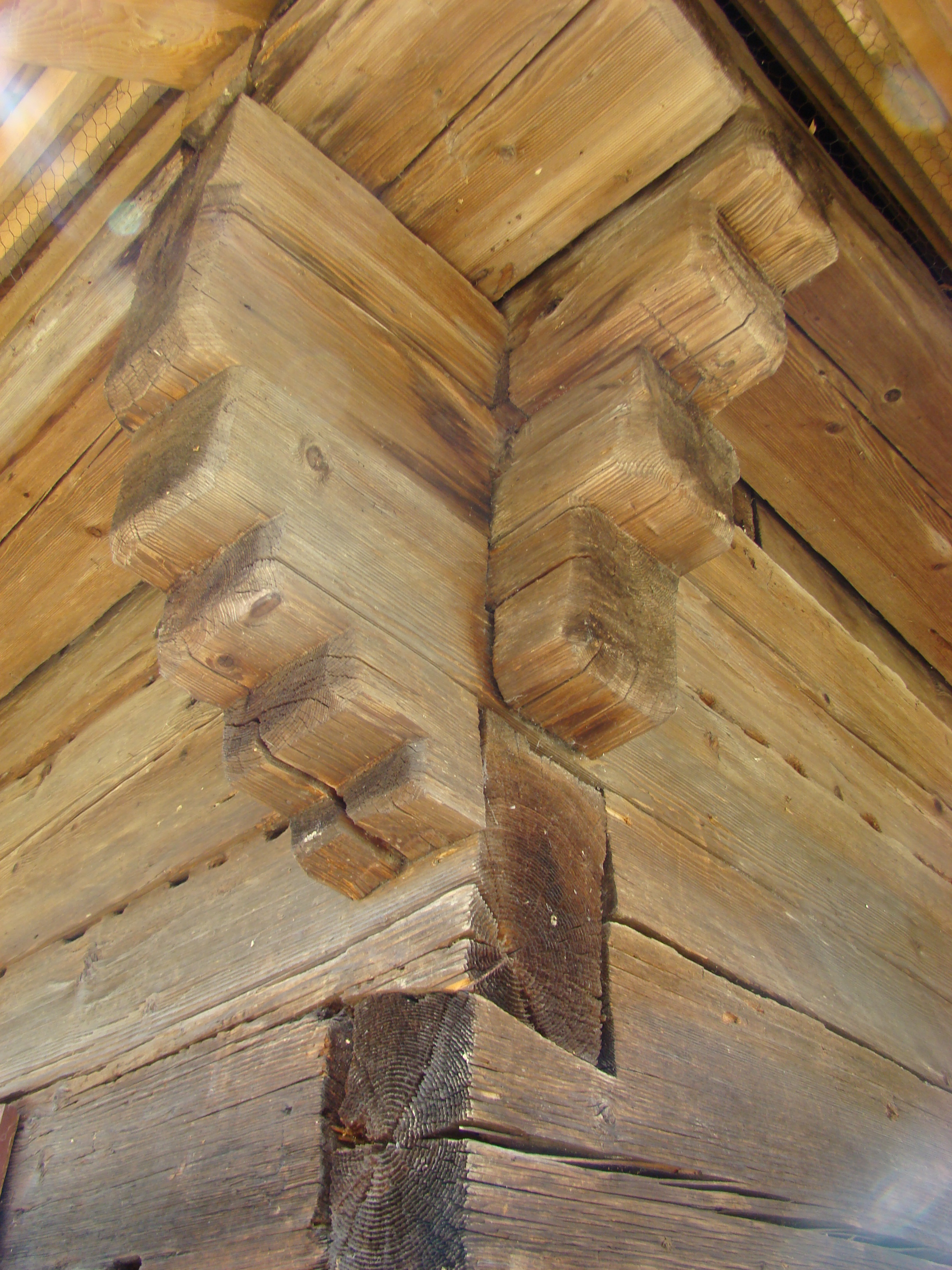
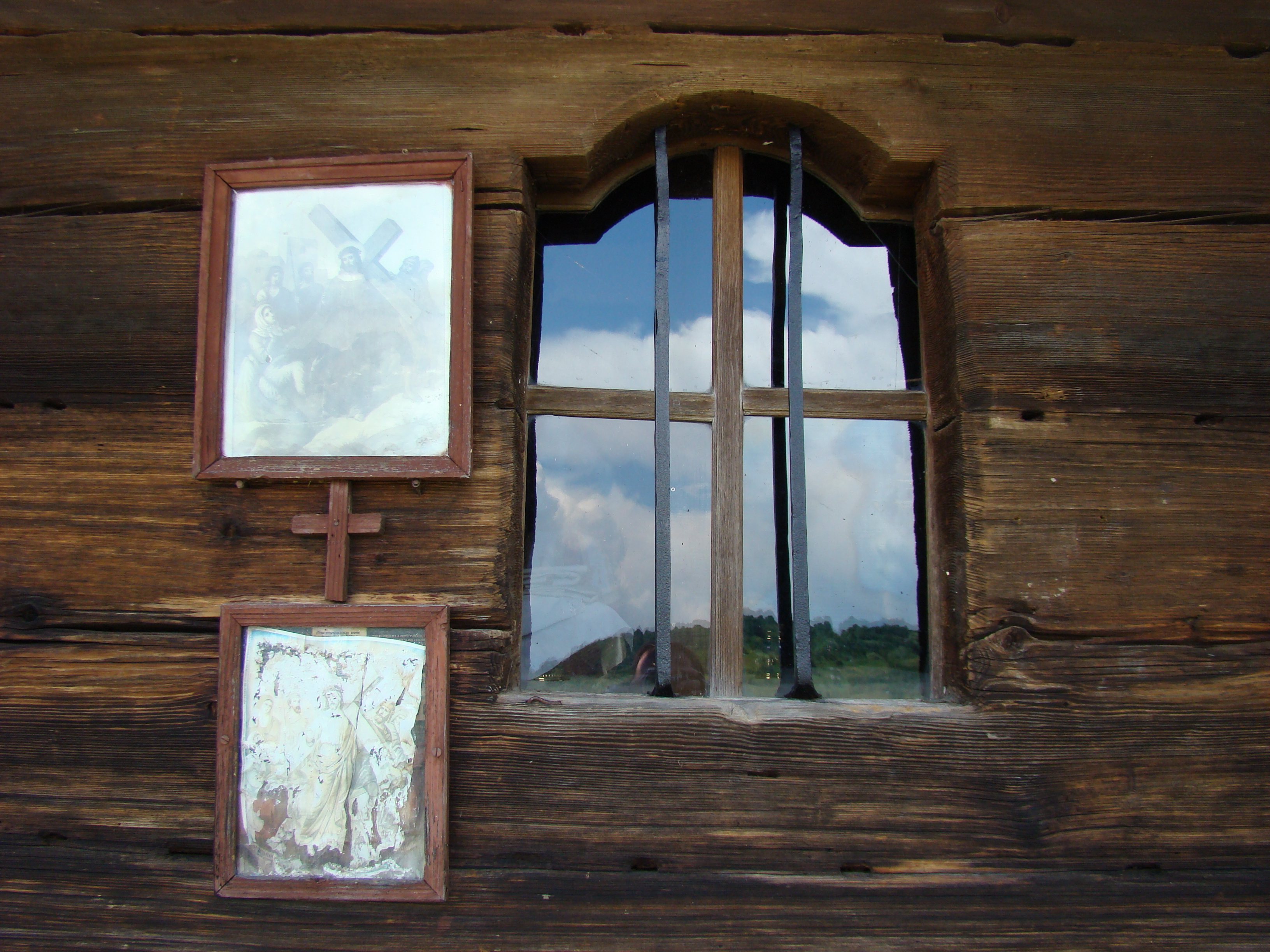
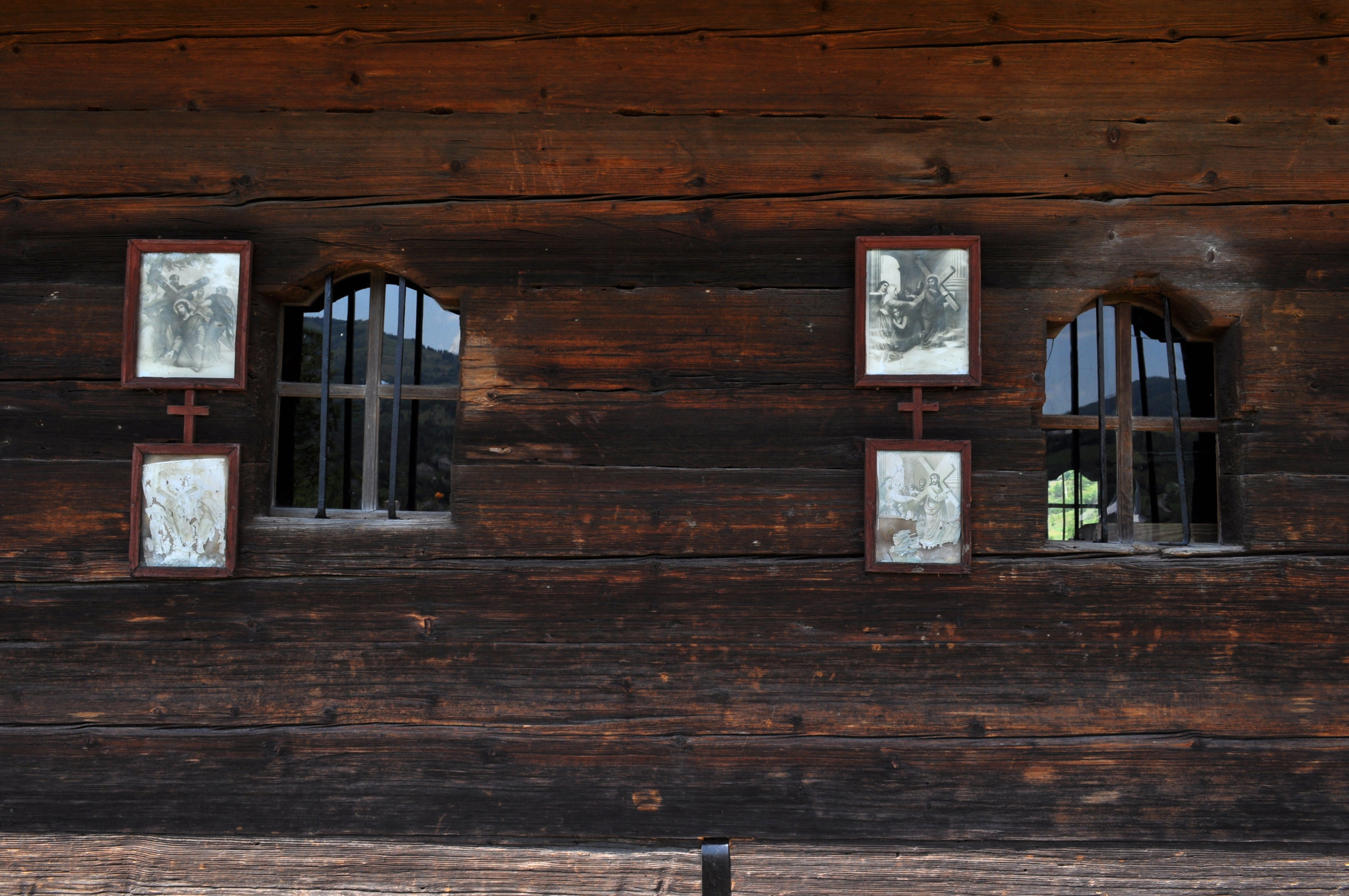
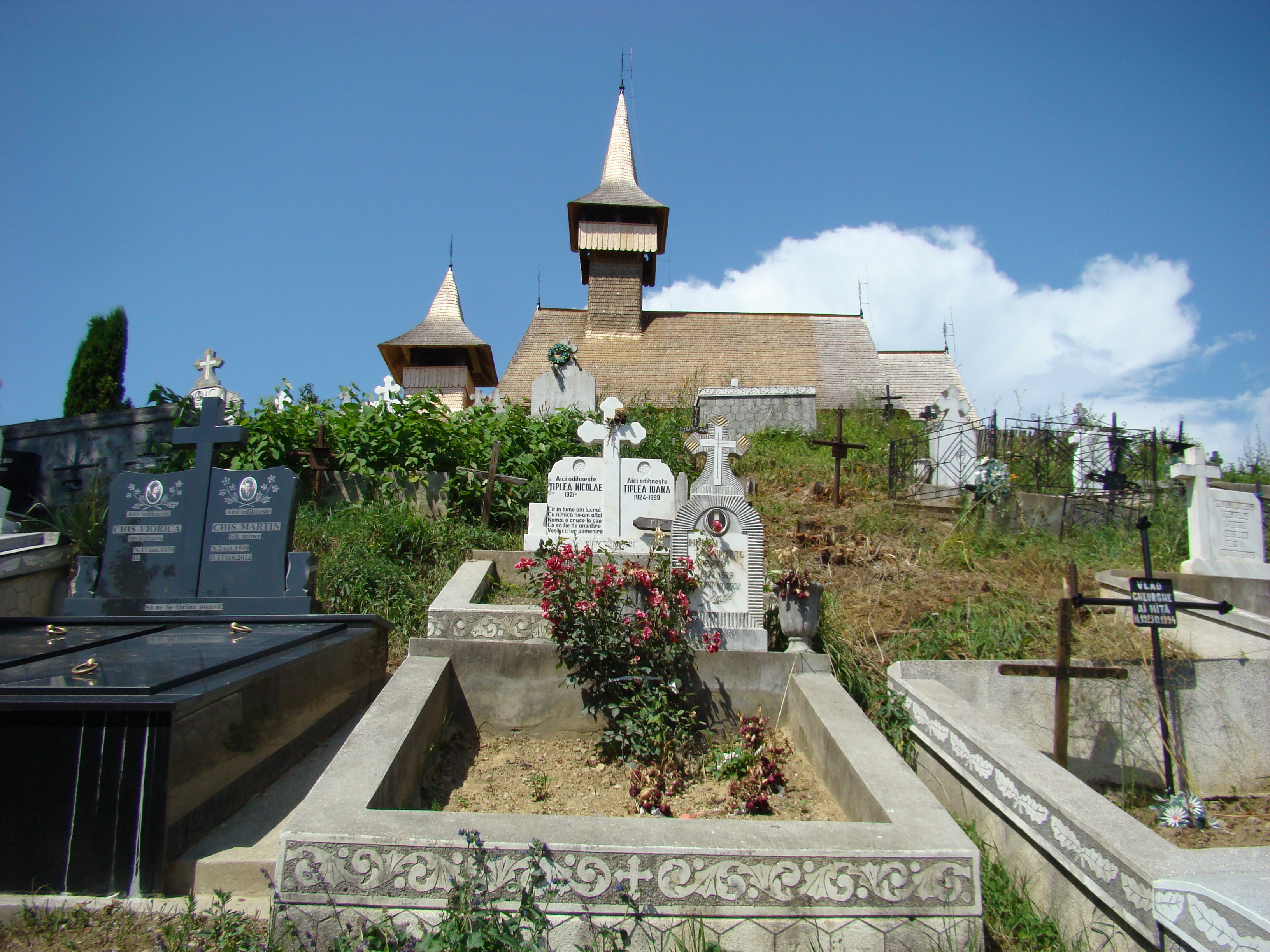
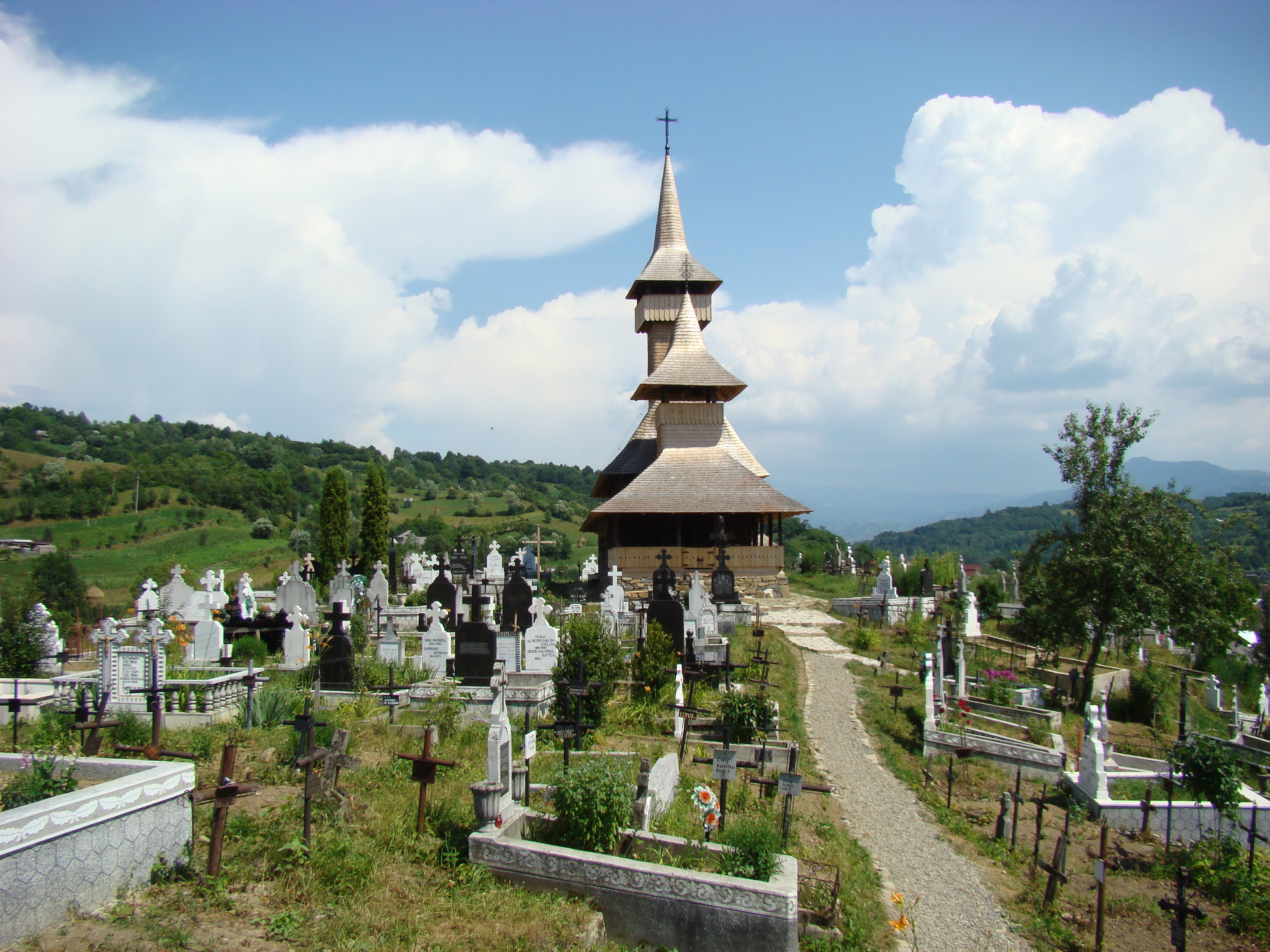
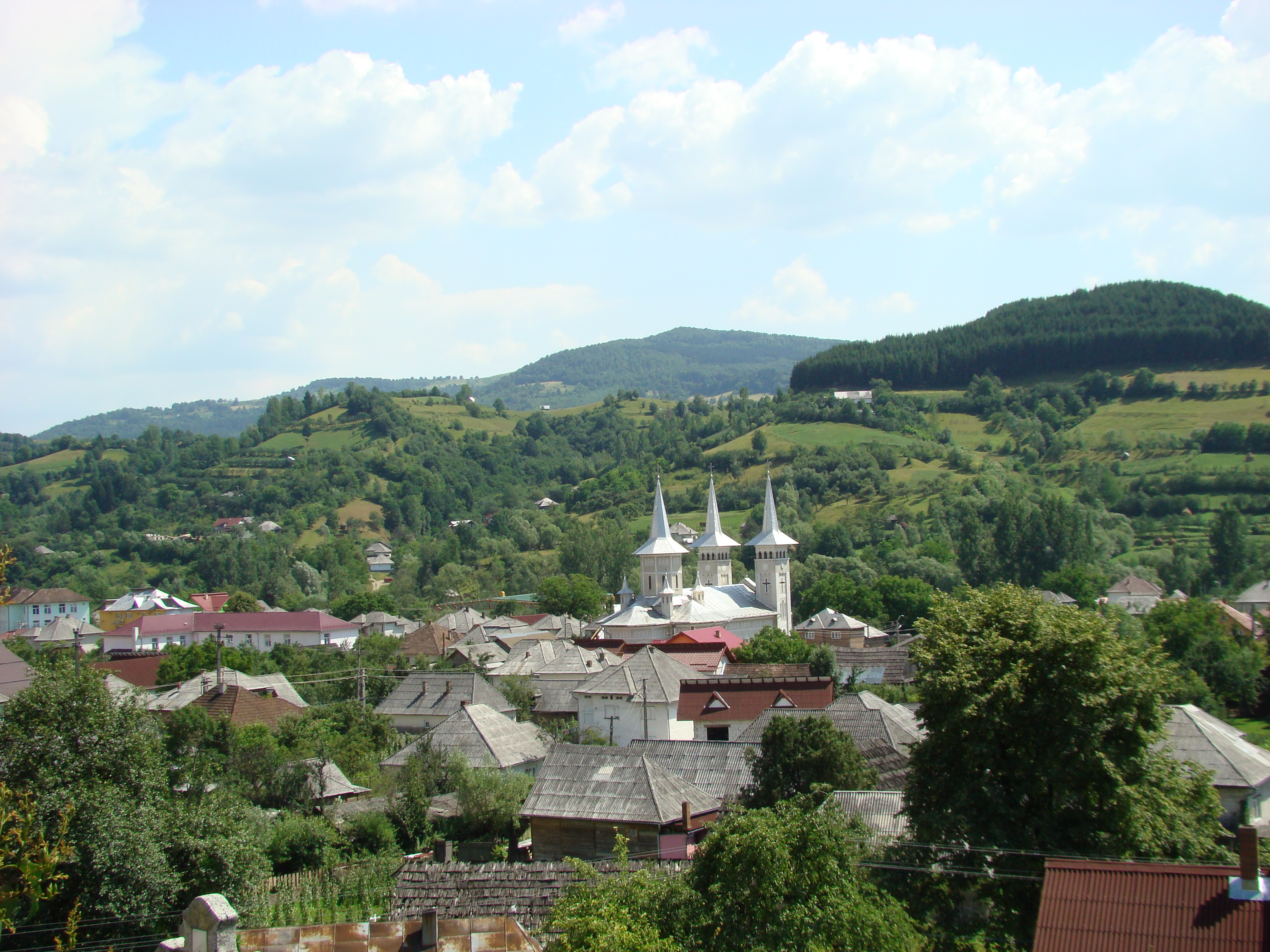

## Imagini din interior

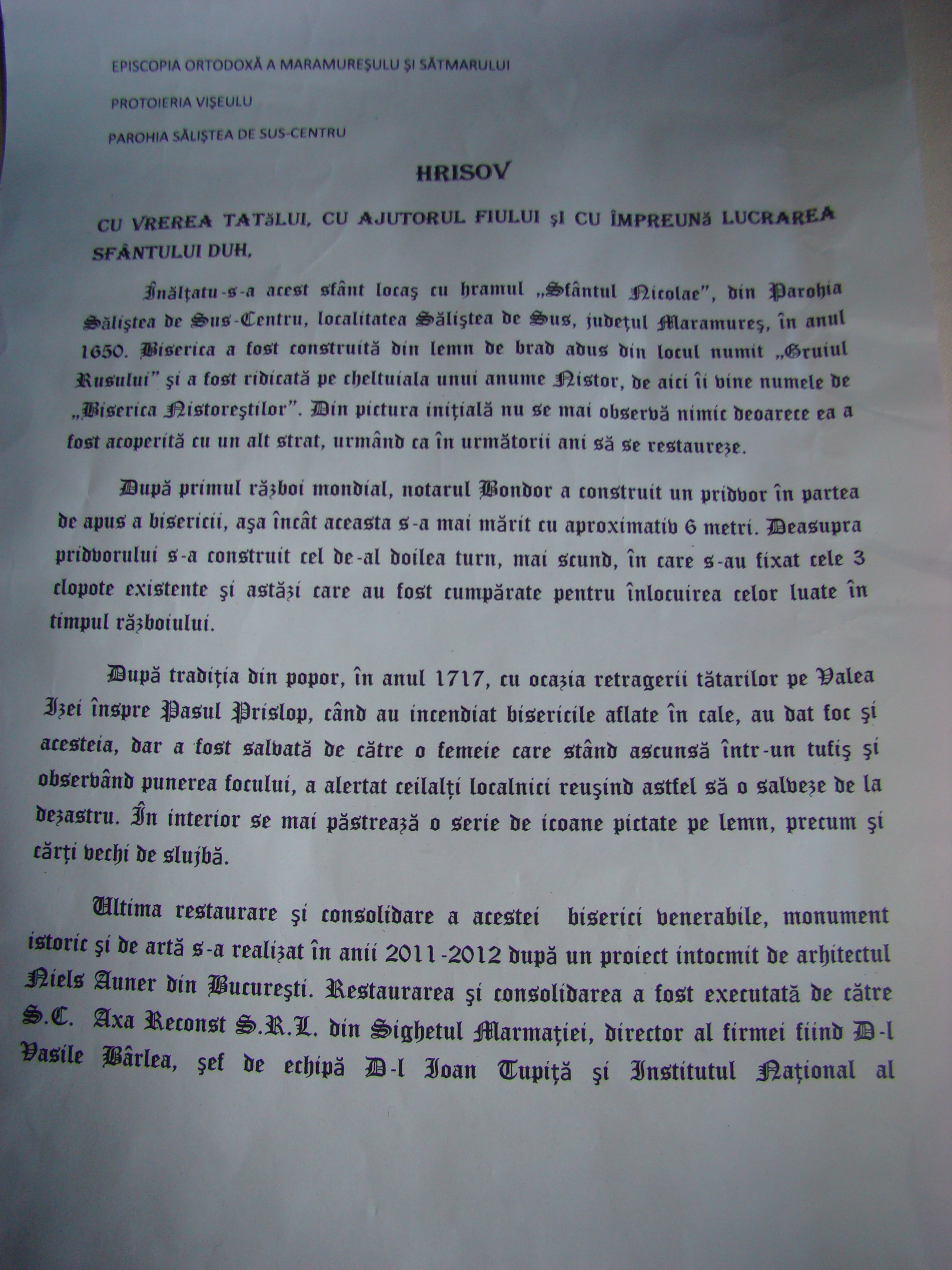
Hrisovul de la resfințirea bisericii, în data de 29.06.2012, de către episcopul Iustin Hodea Sigheteanul alături de un sobor de preoți
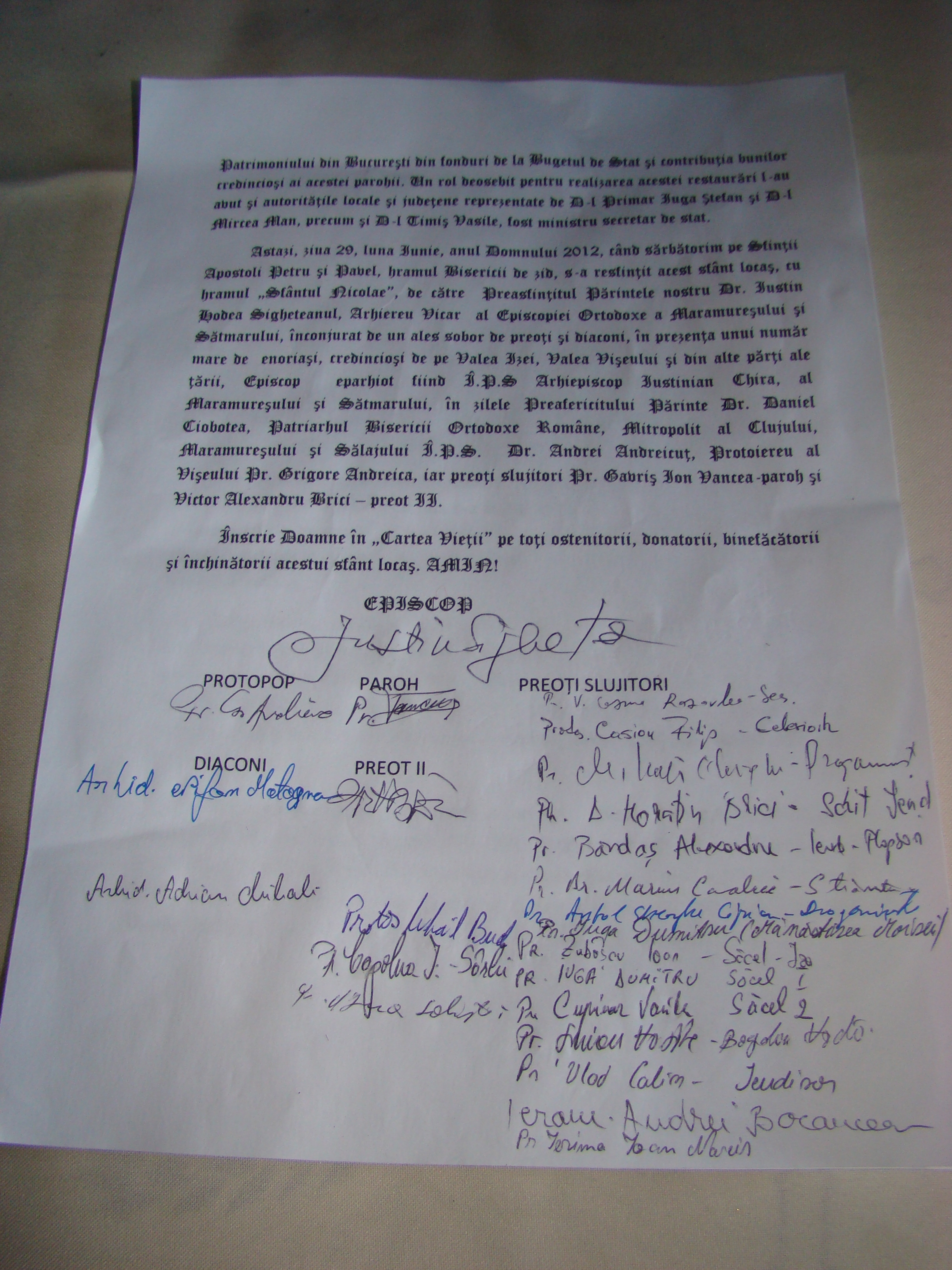
Hrisovul de la resfințirea bisericii, în data de 29.06.2012, de către episcopul Iustin Hodea Sigheteanul alături de un sobor de preoți
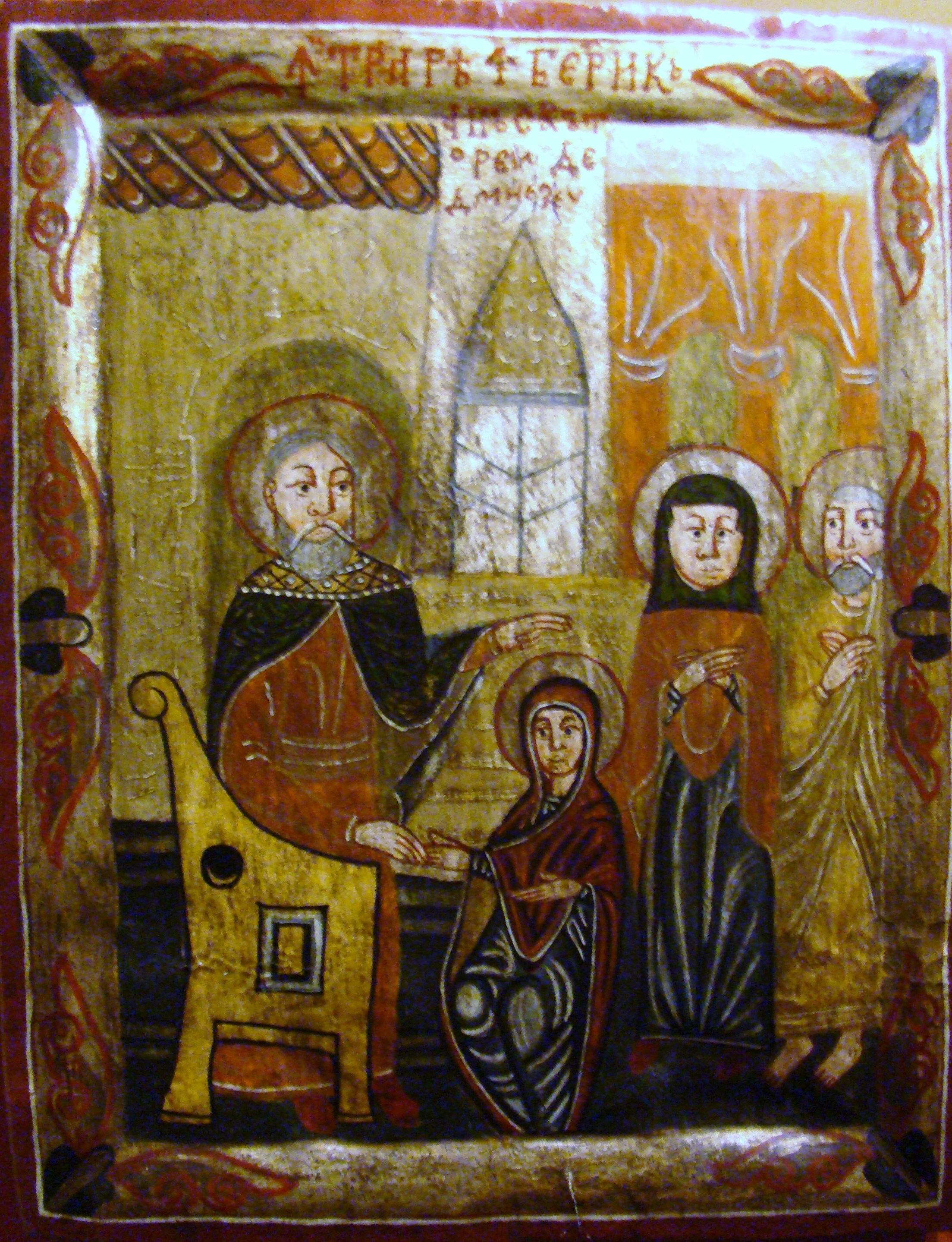
Prezentarea la templu a Fecioarei (icoană semnată de Radu Munteanu, 1775)
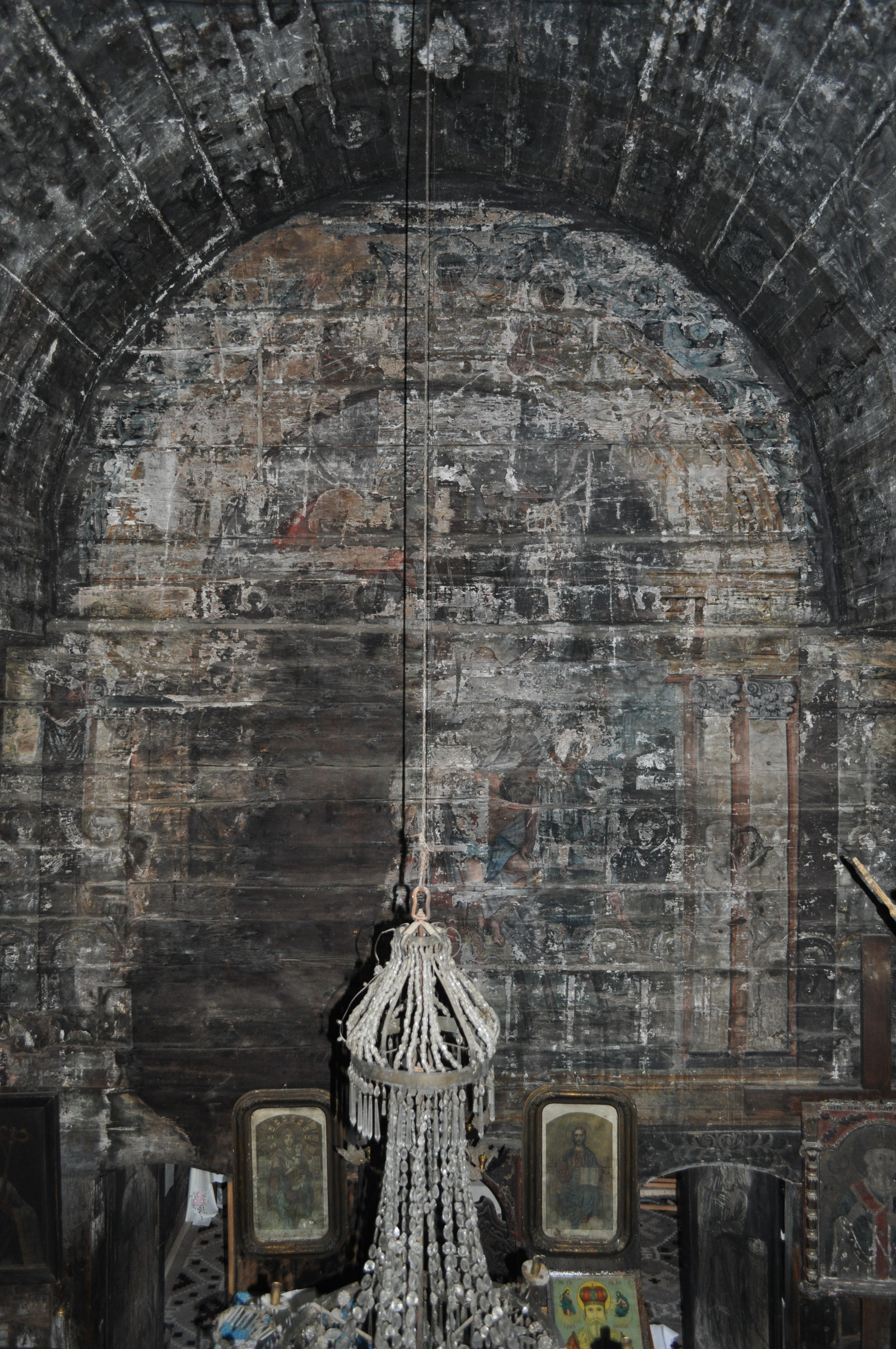
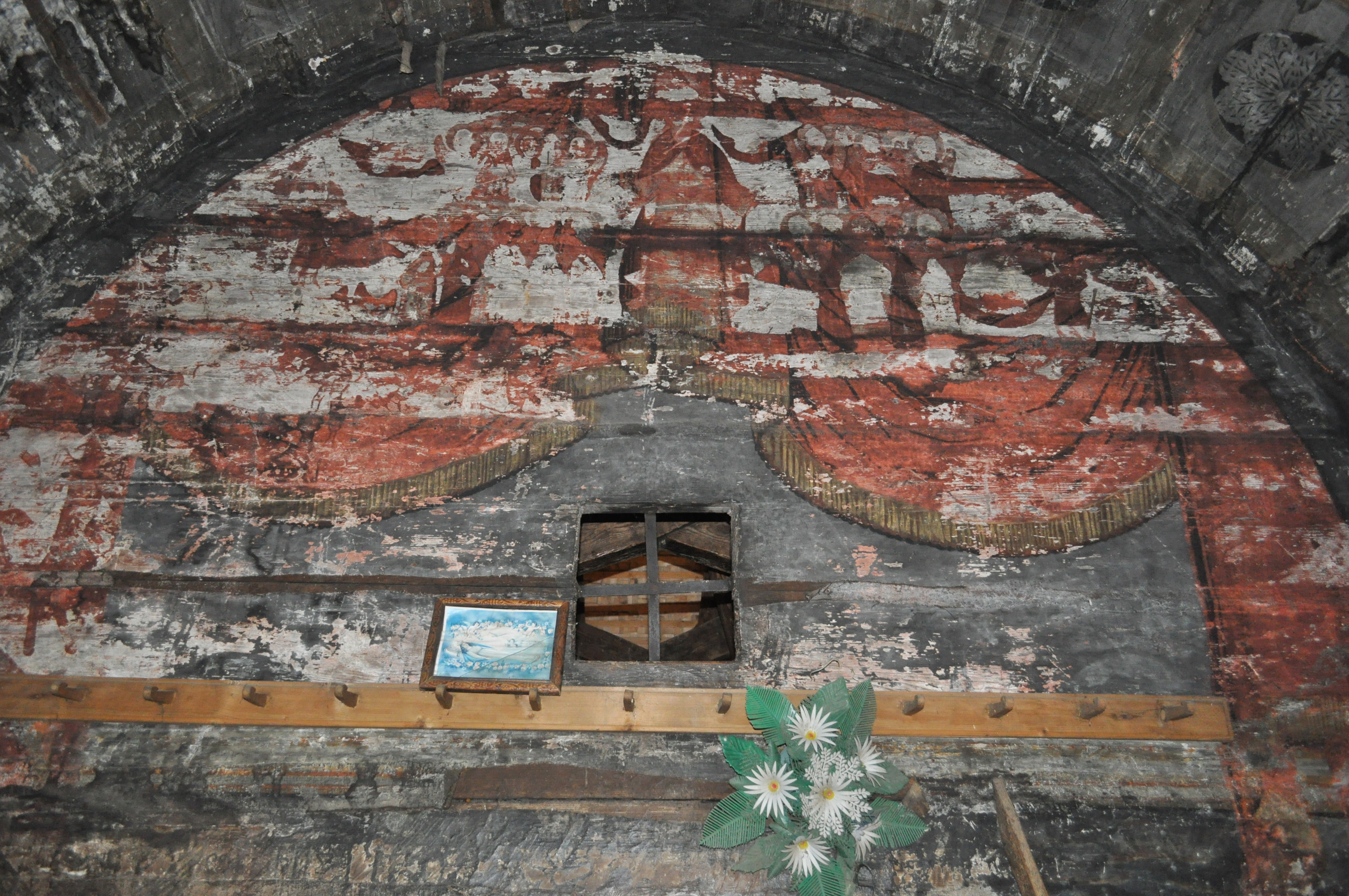
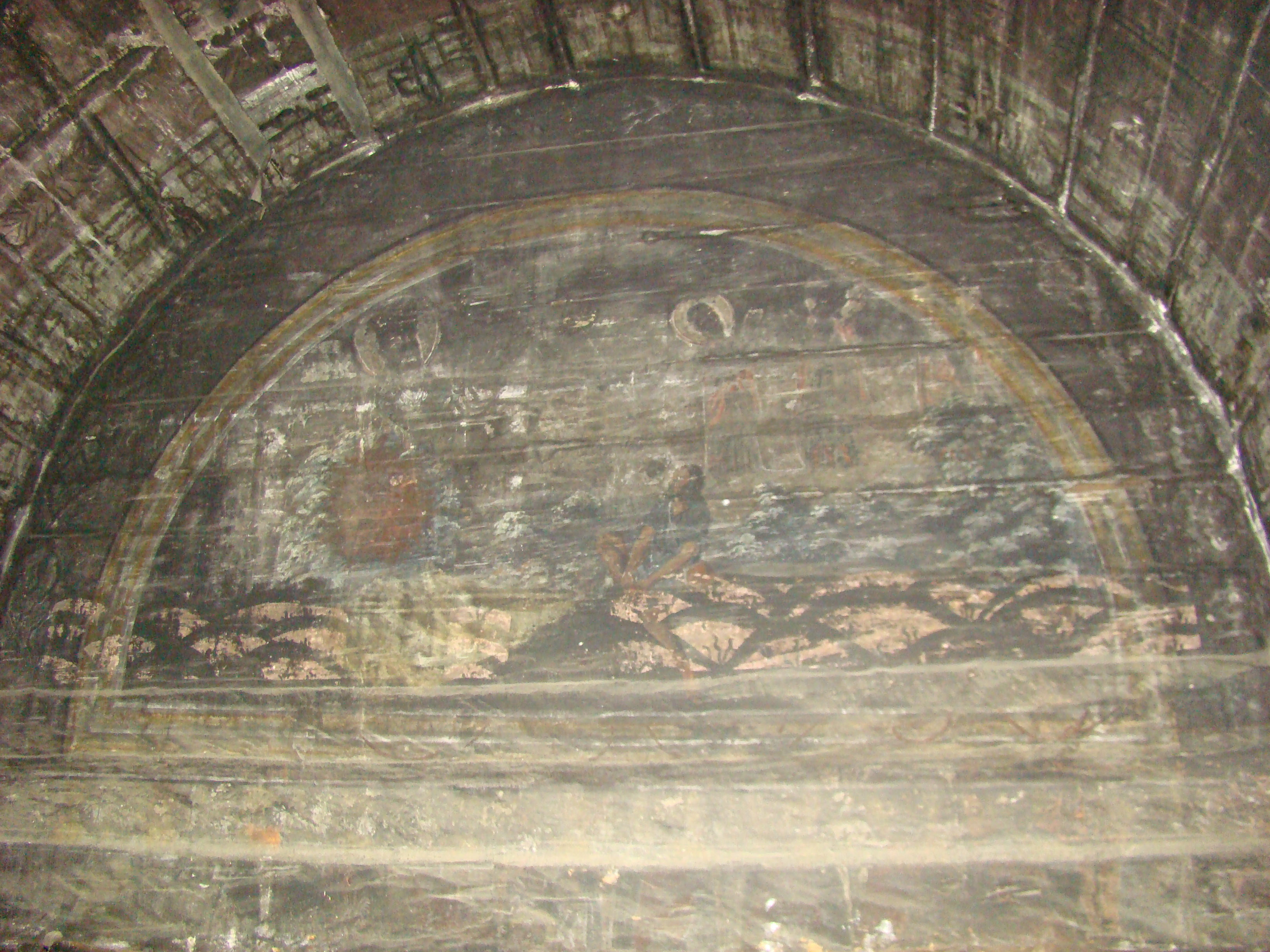
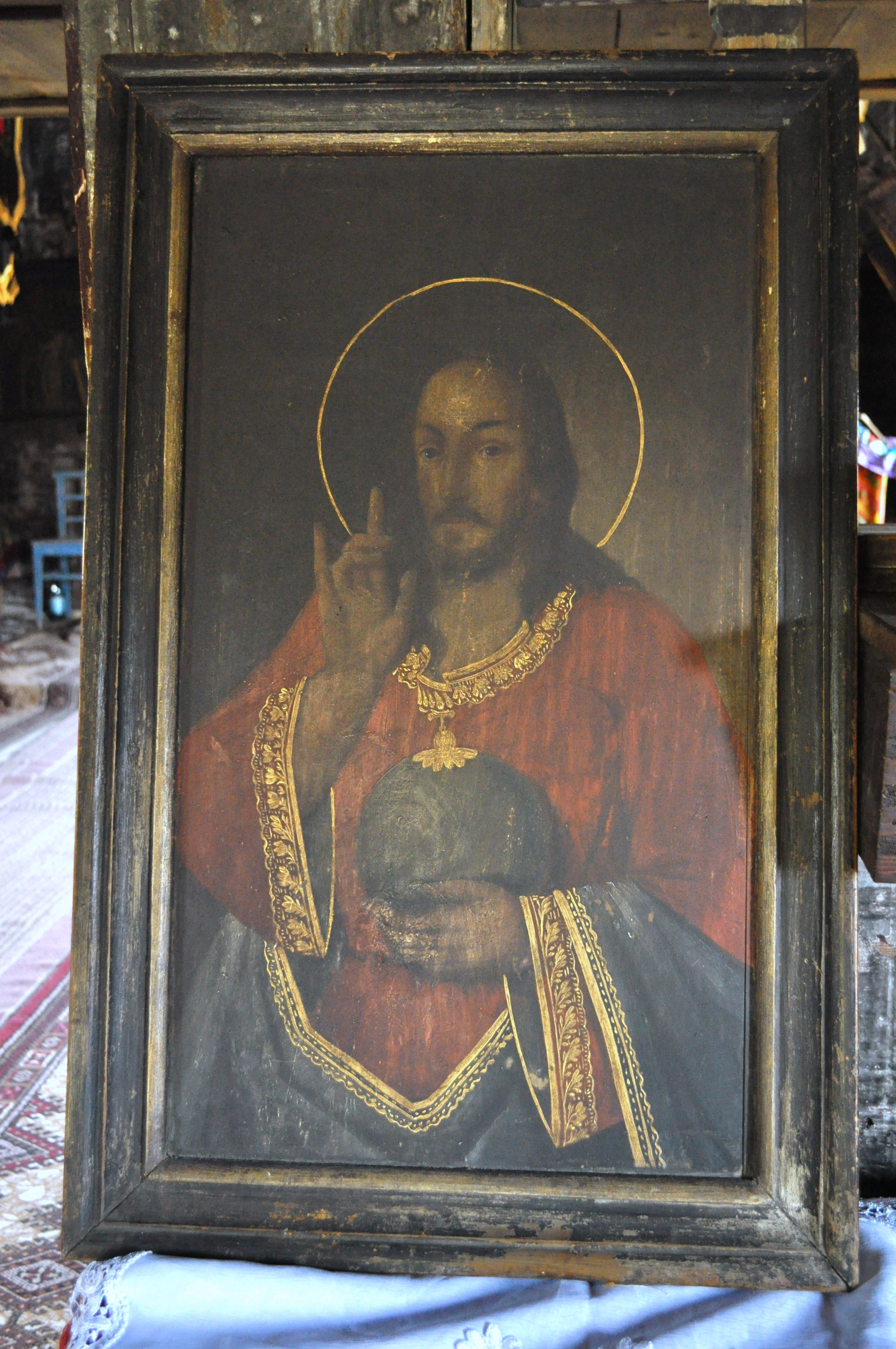
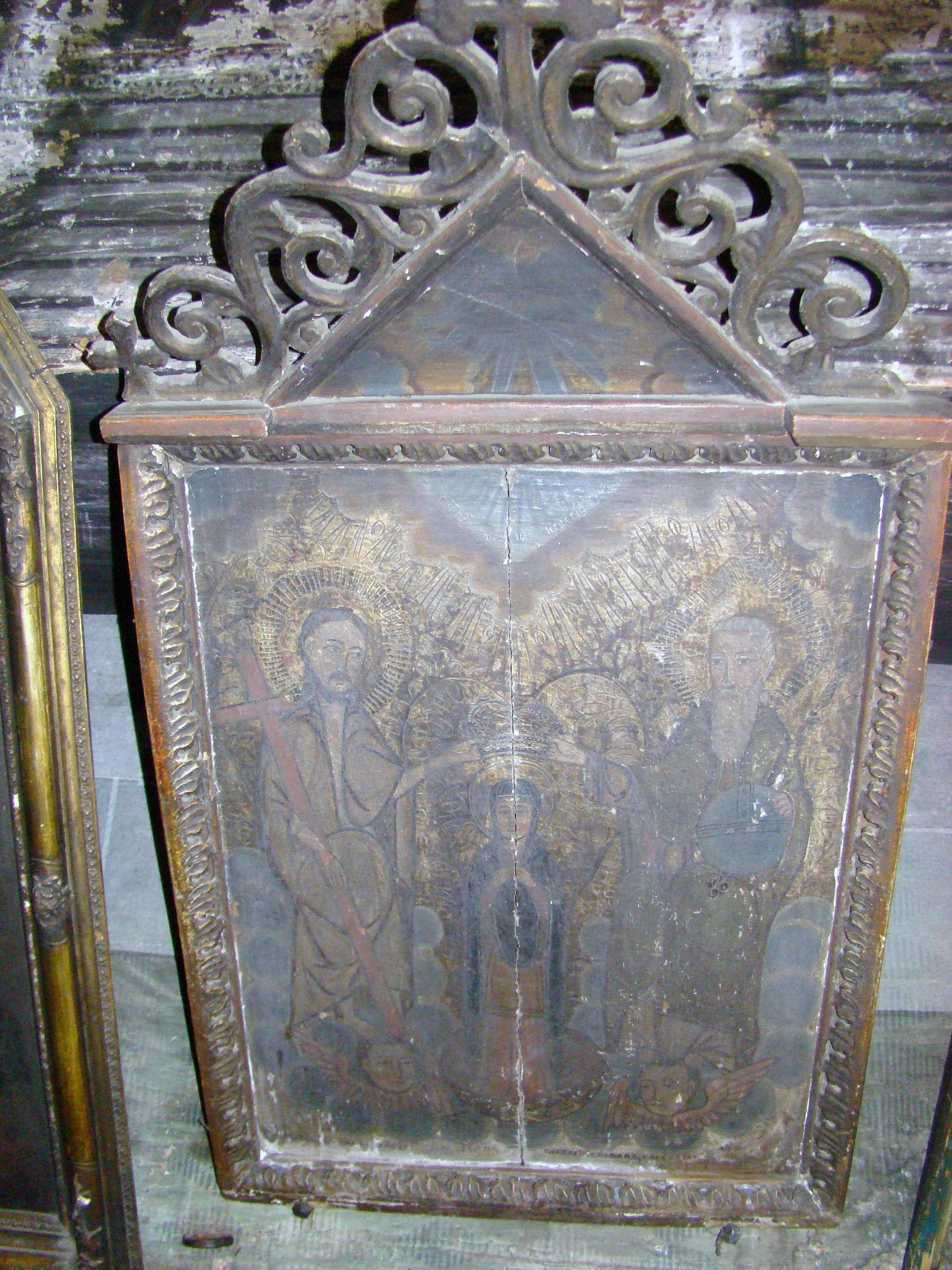
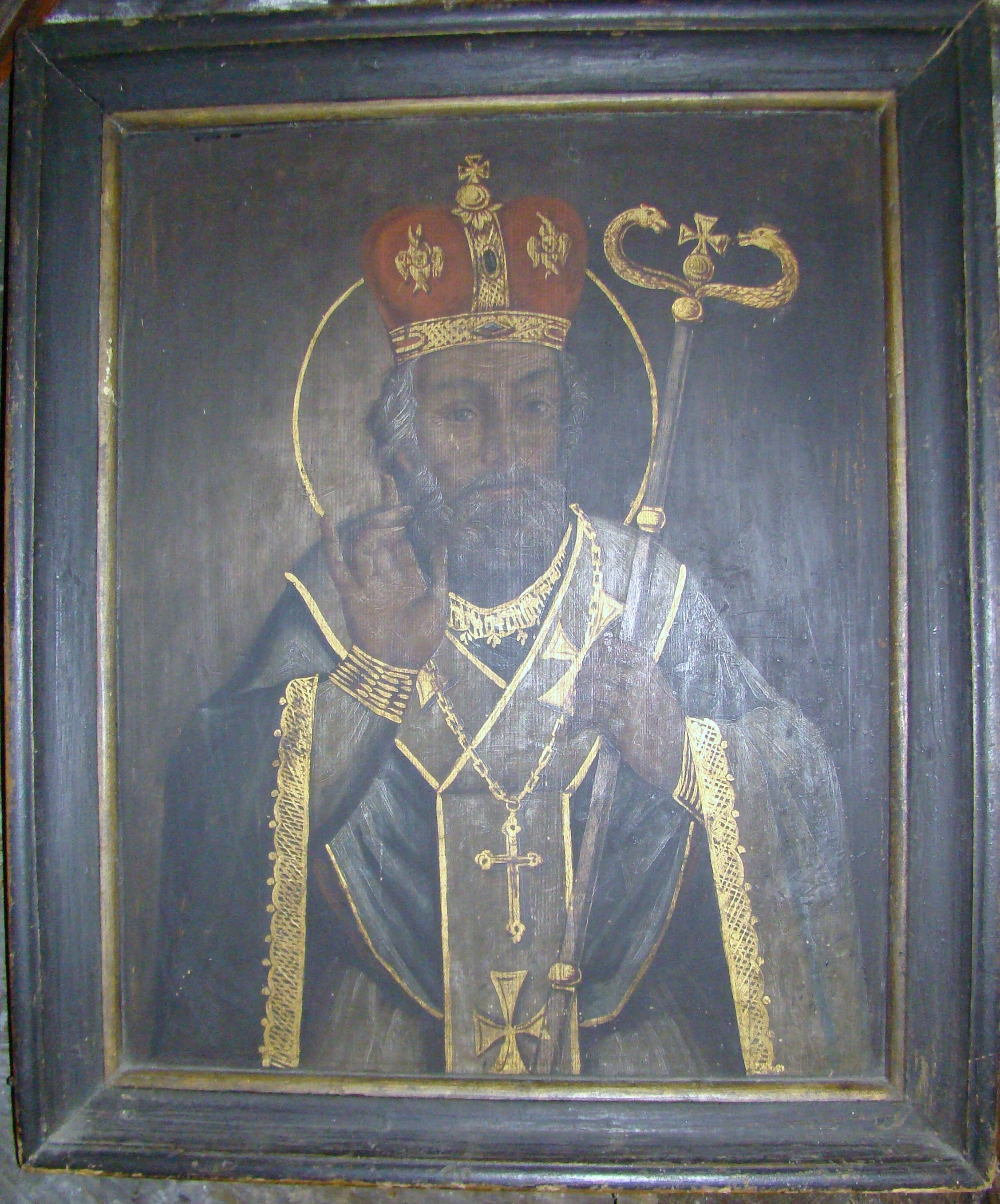
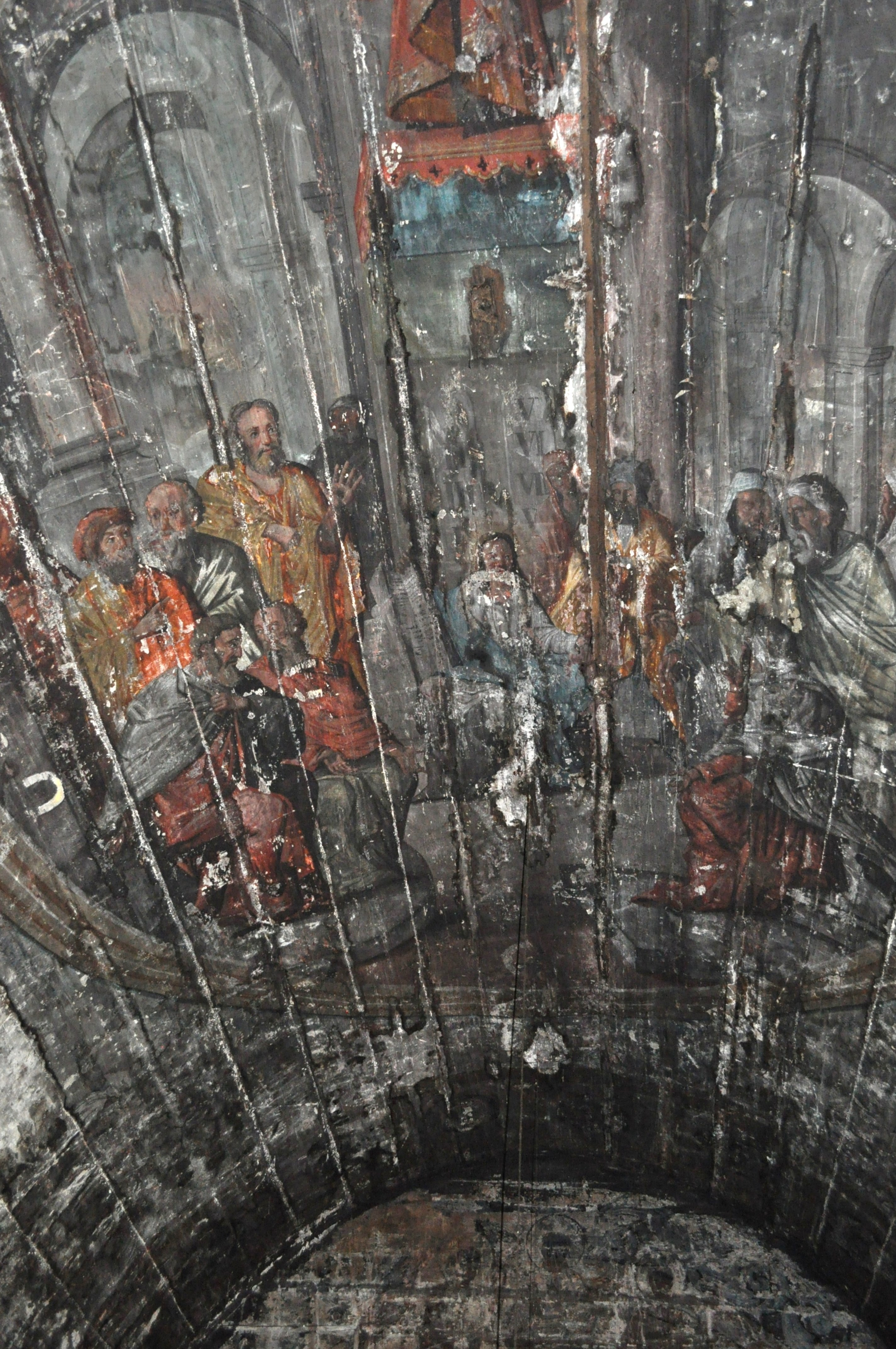
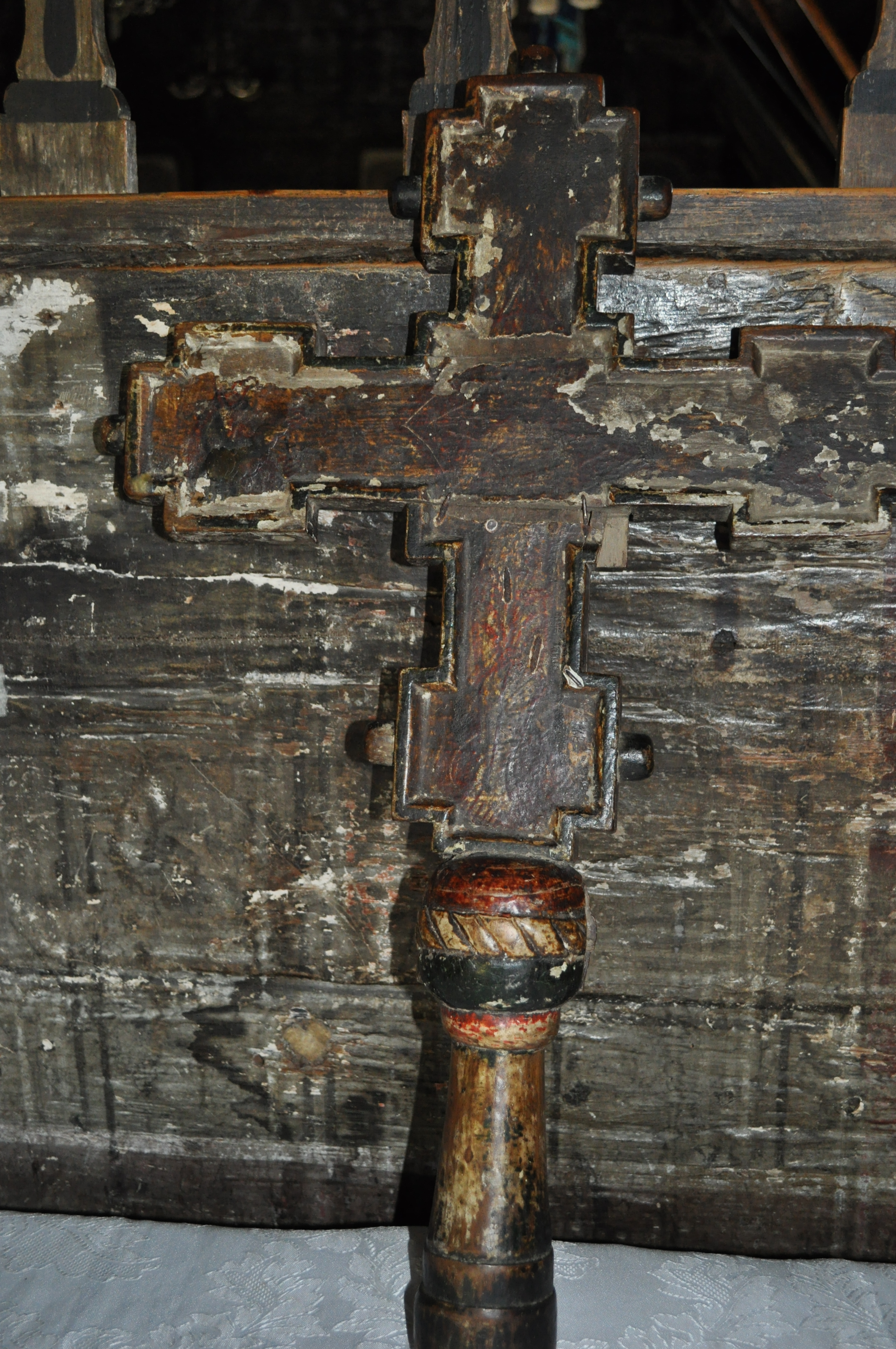
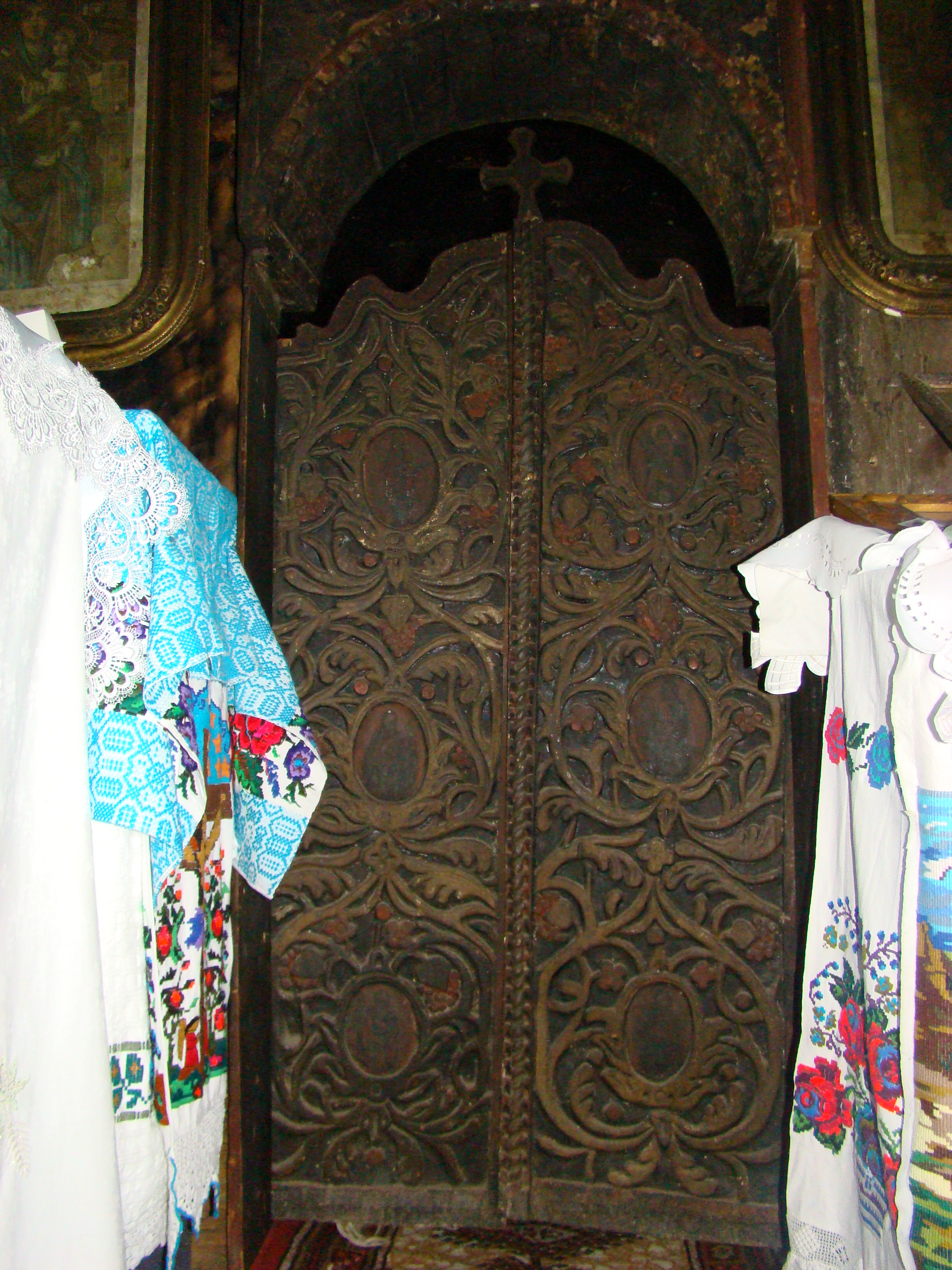
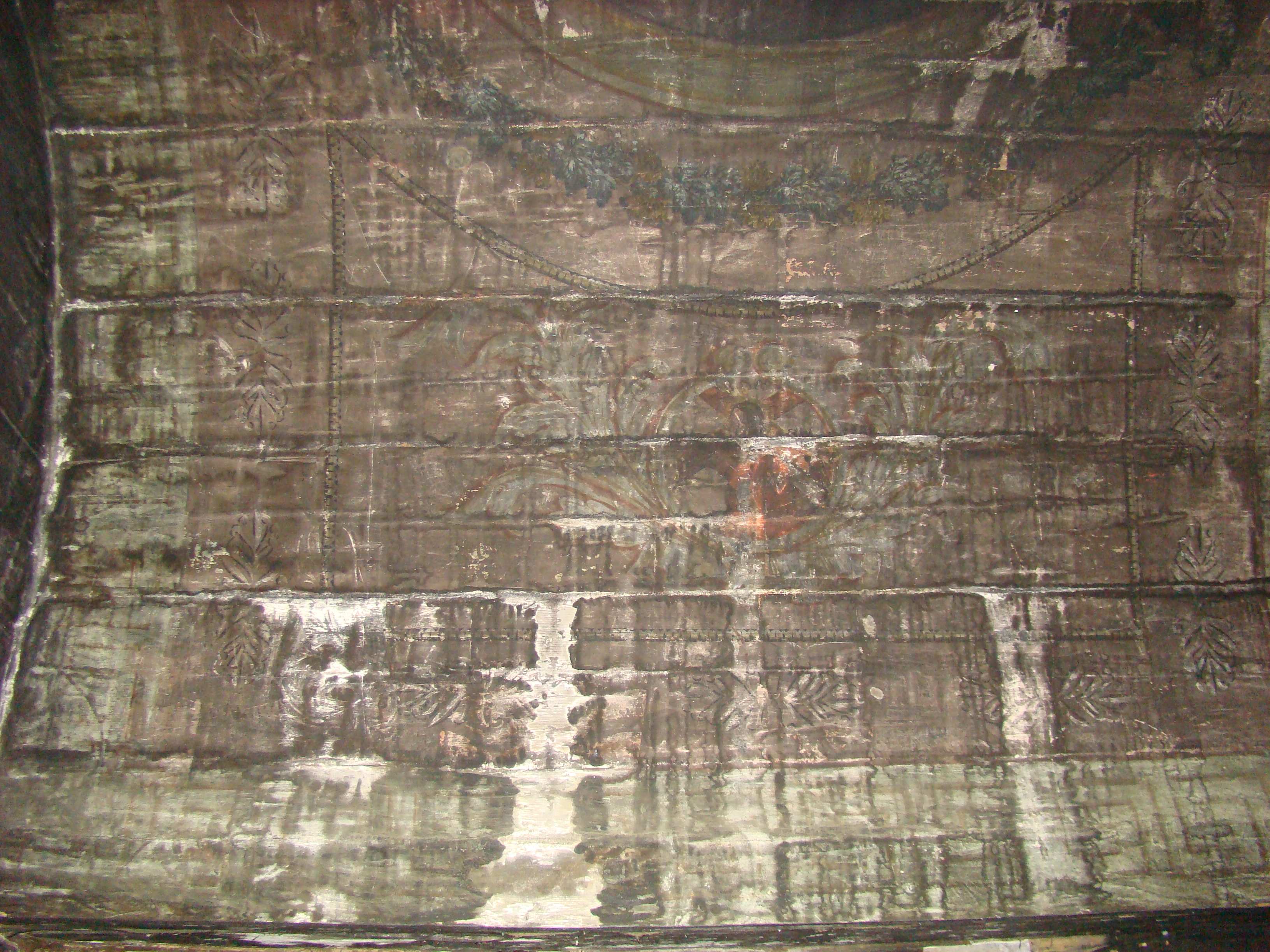
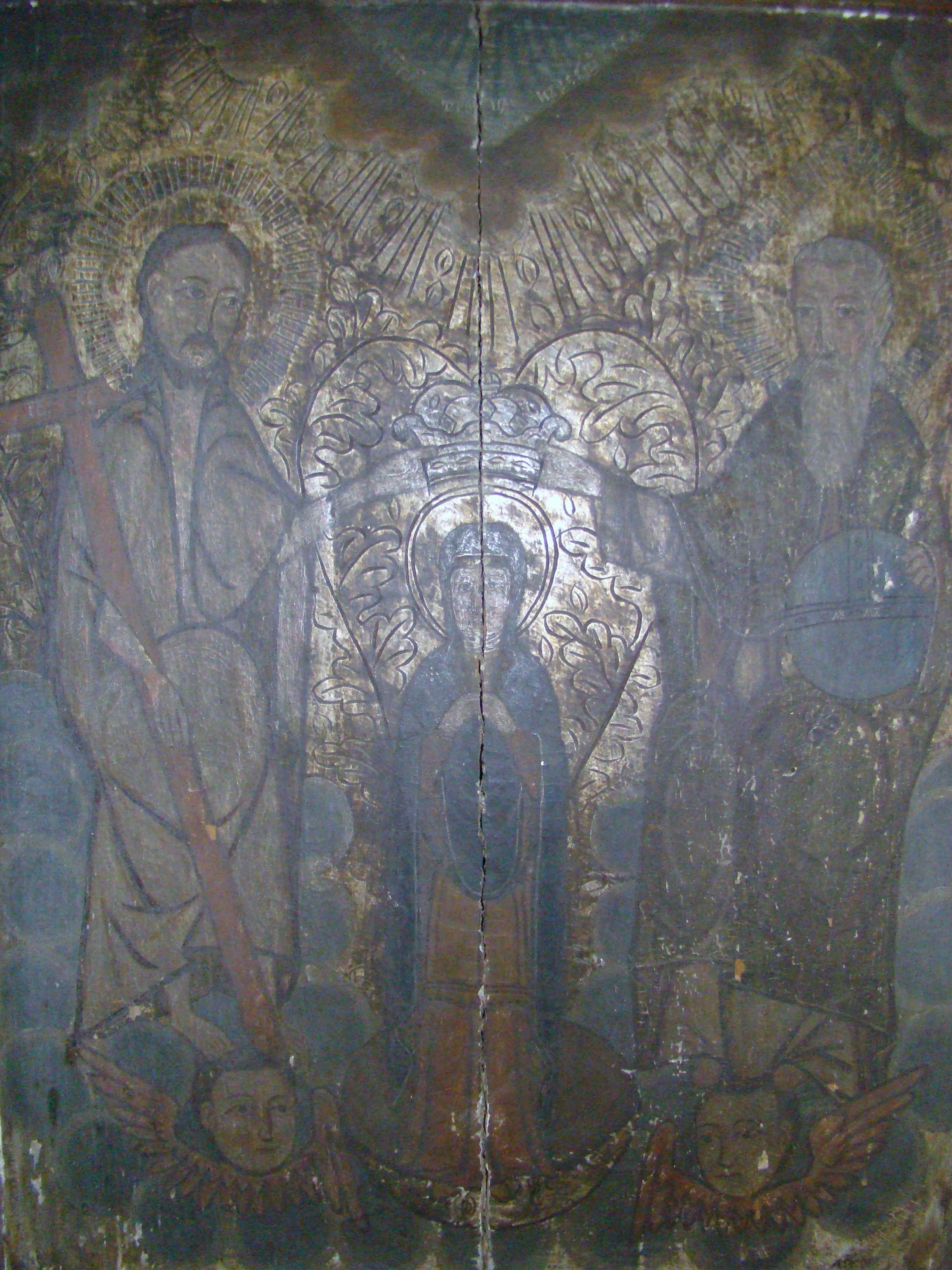
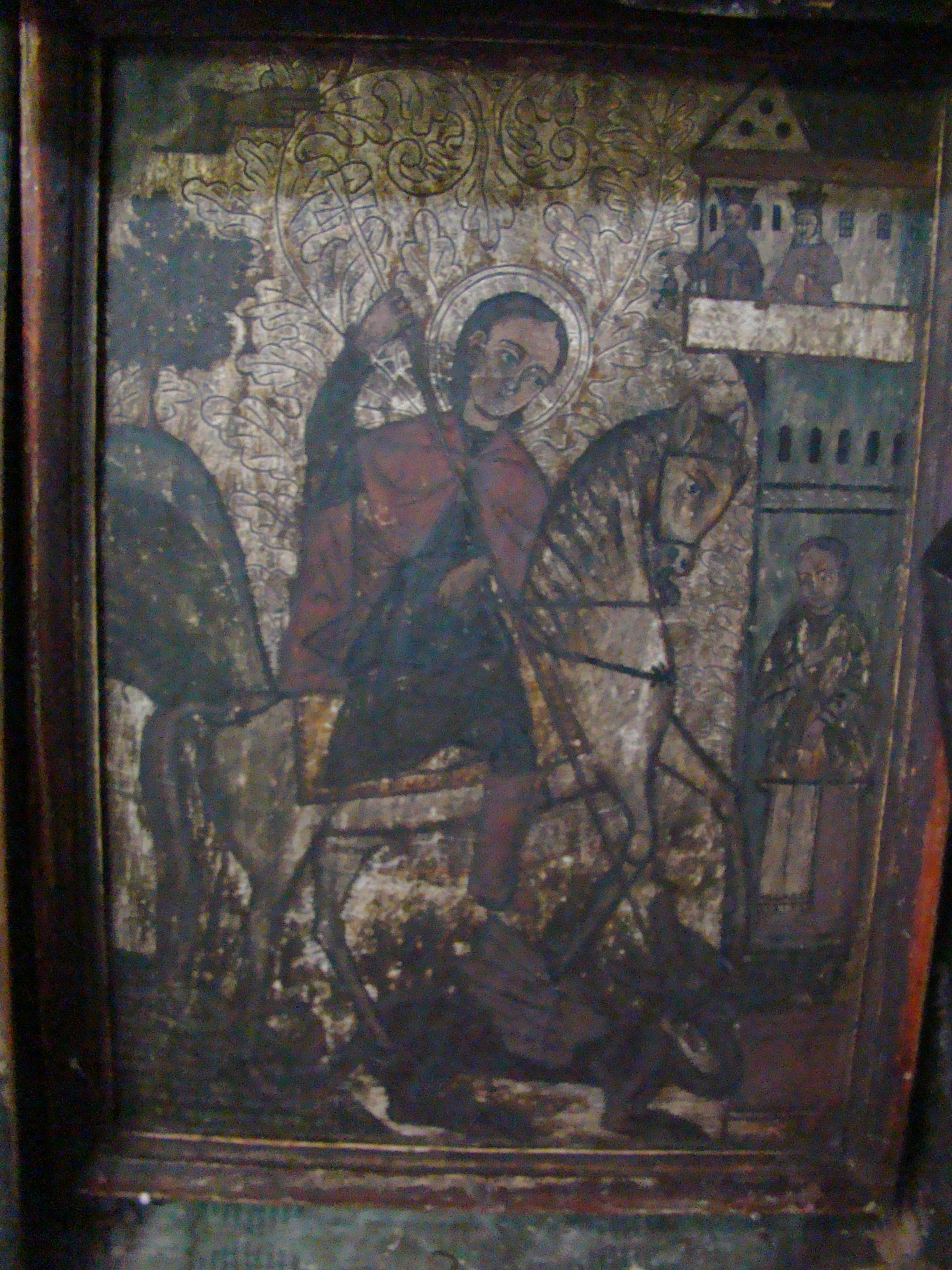
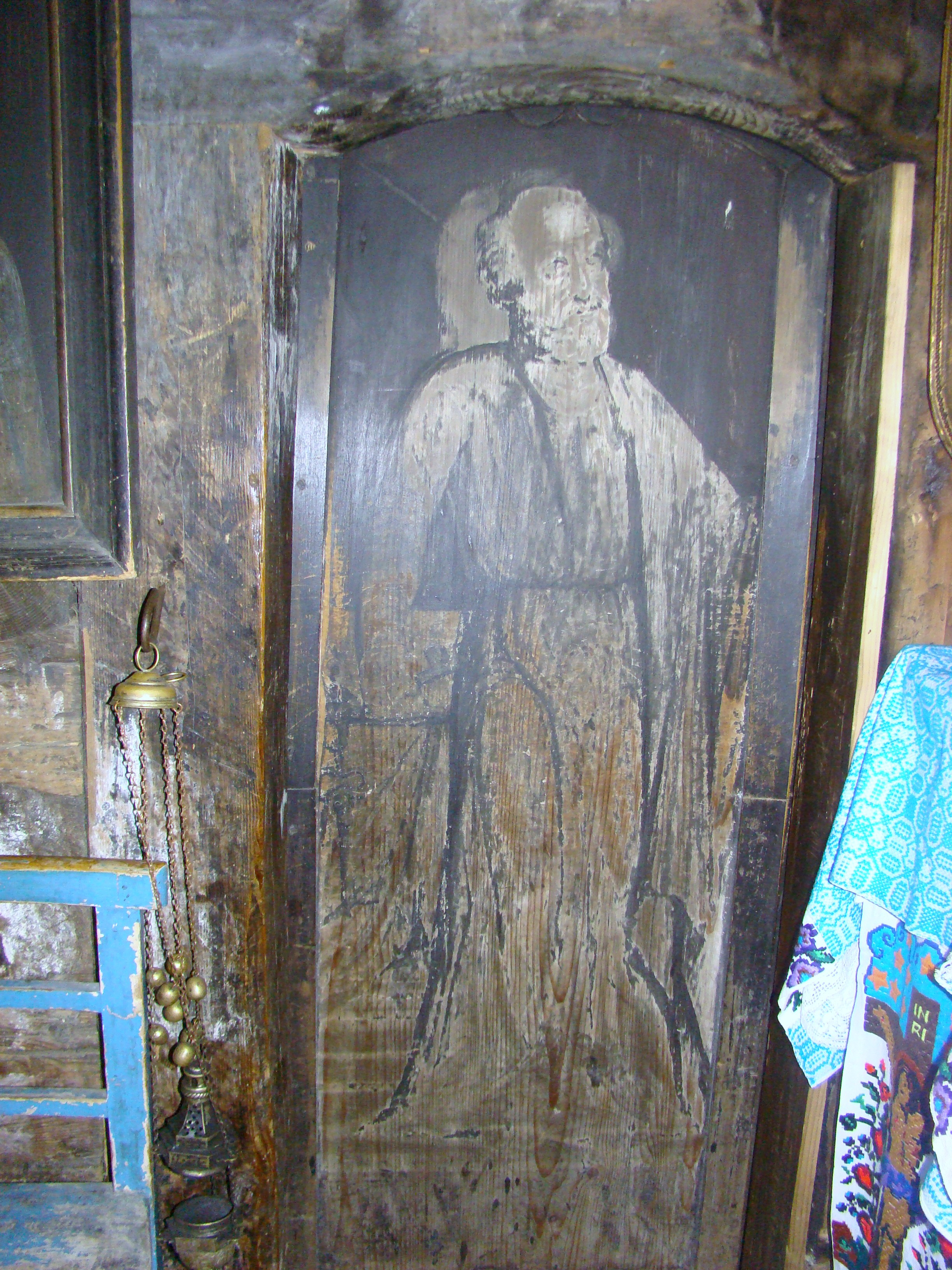
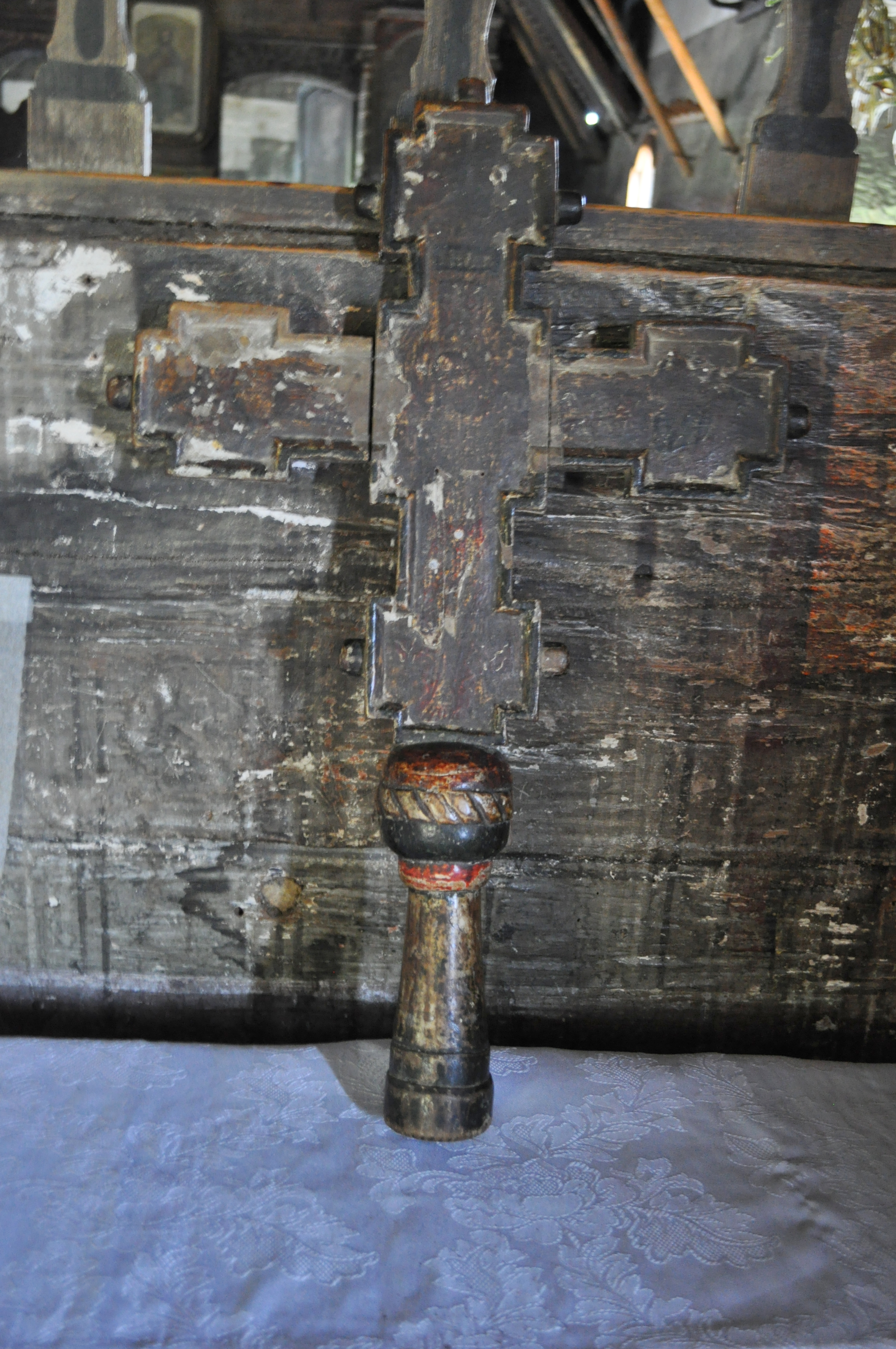
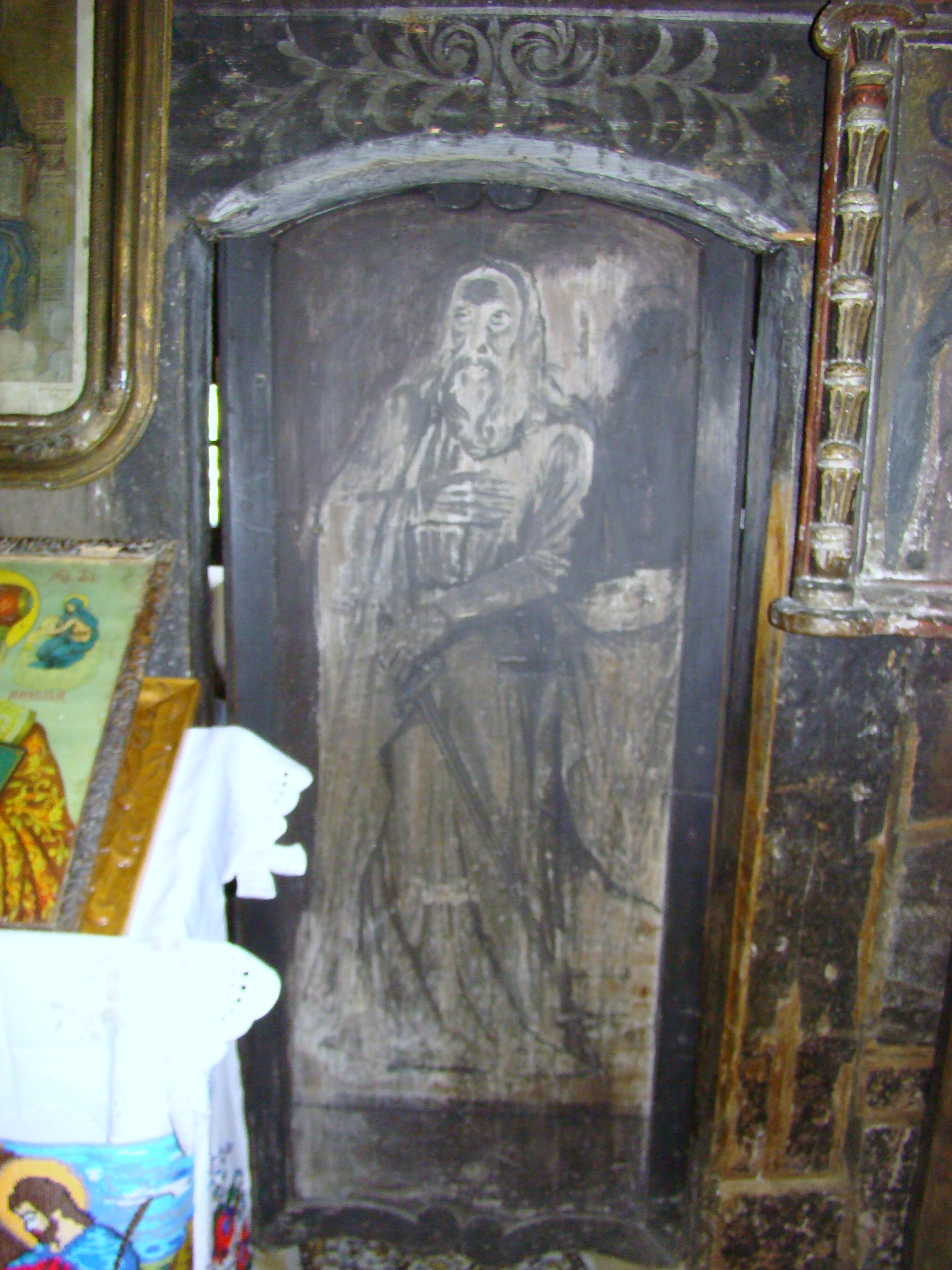
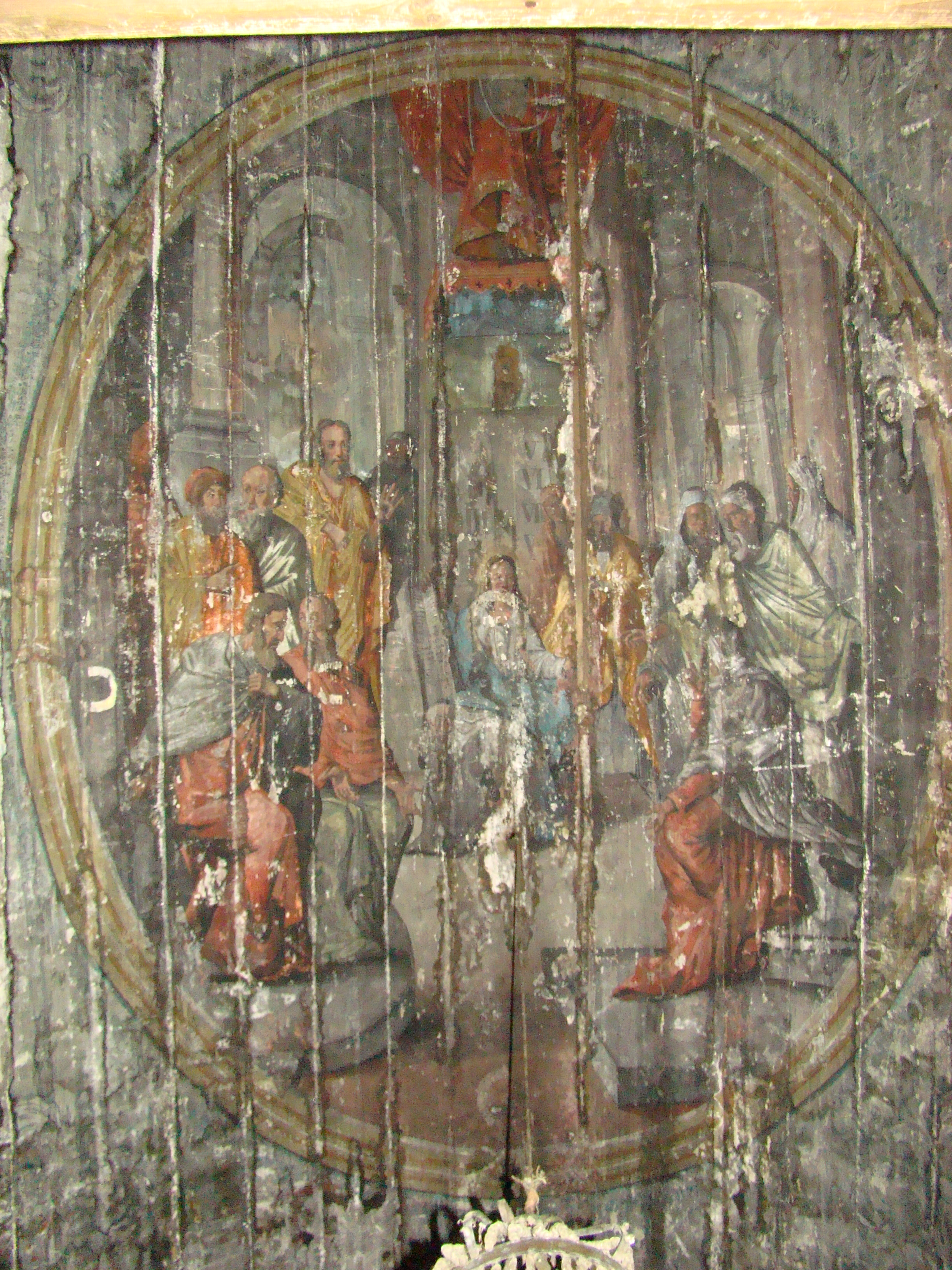
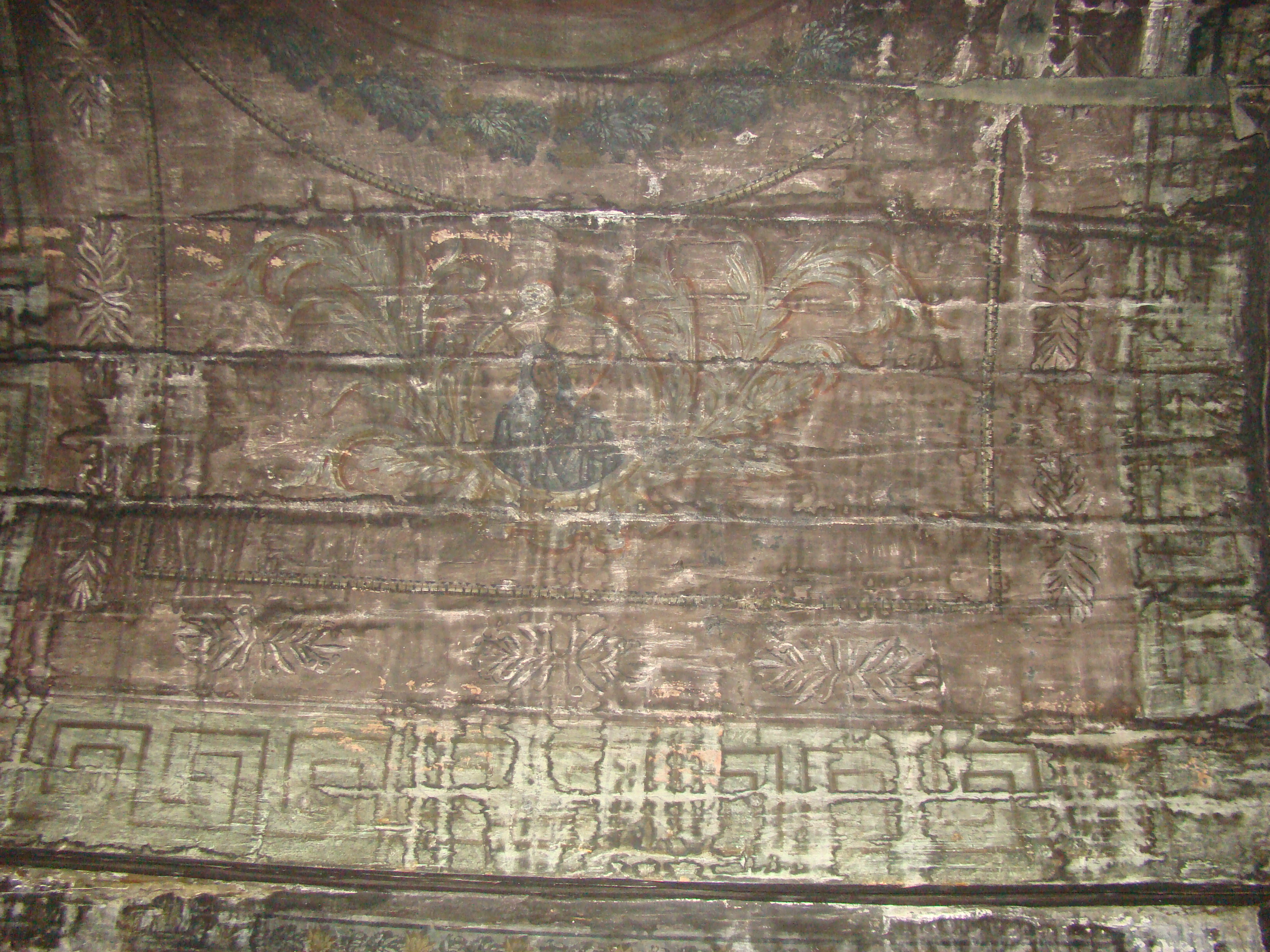
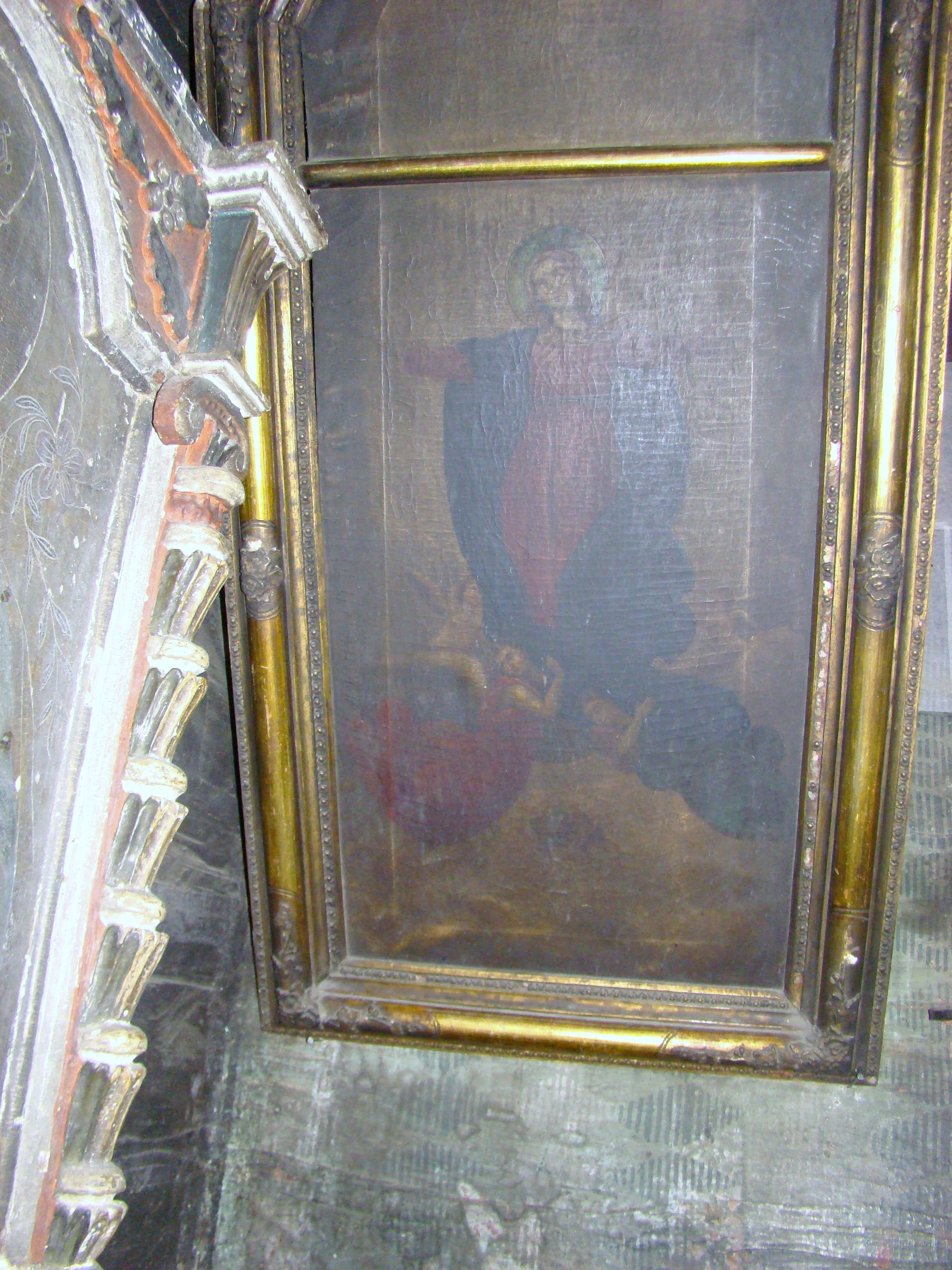
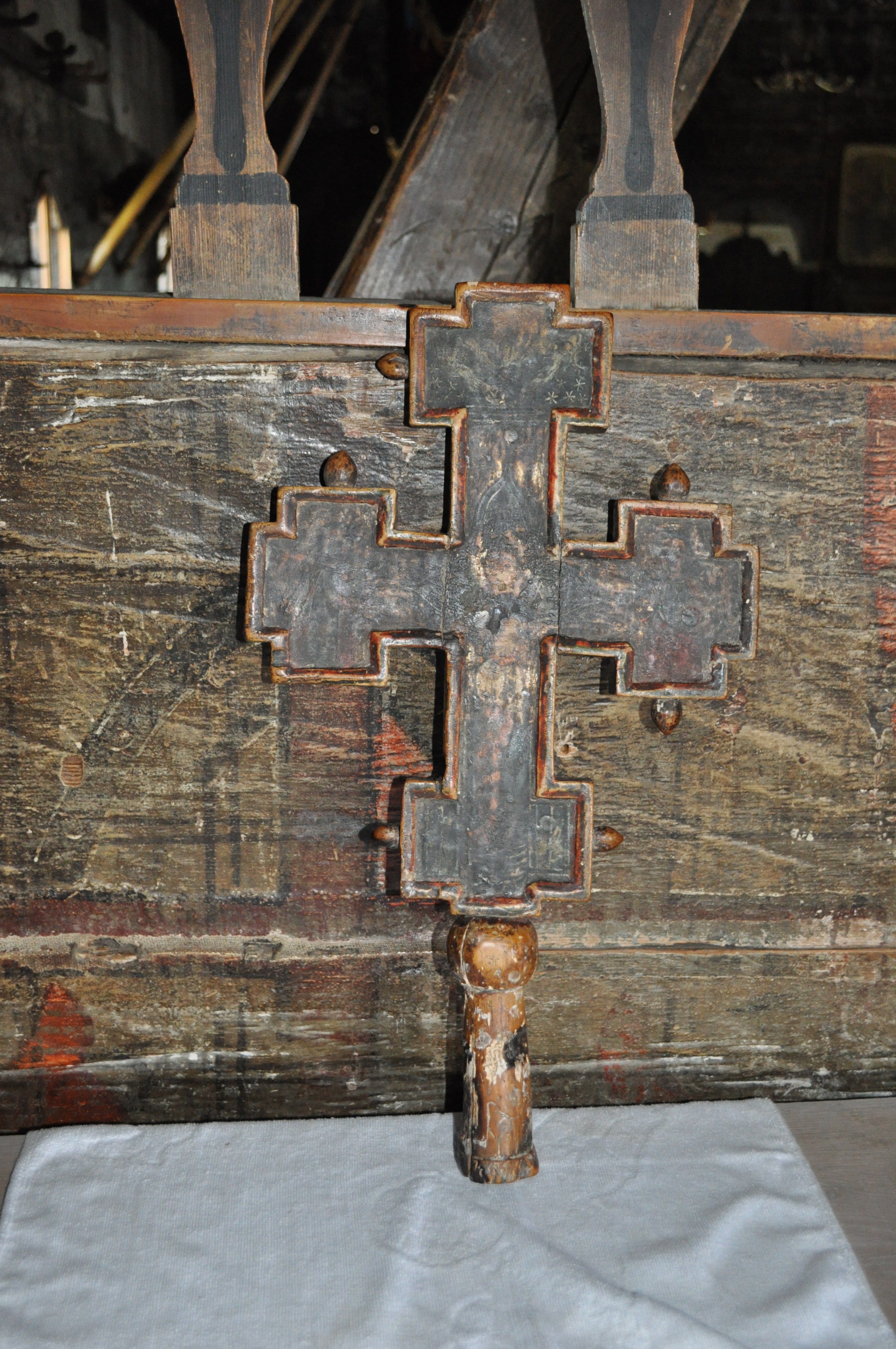
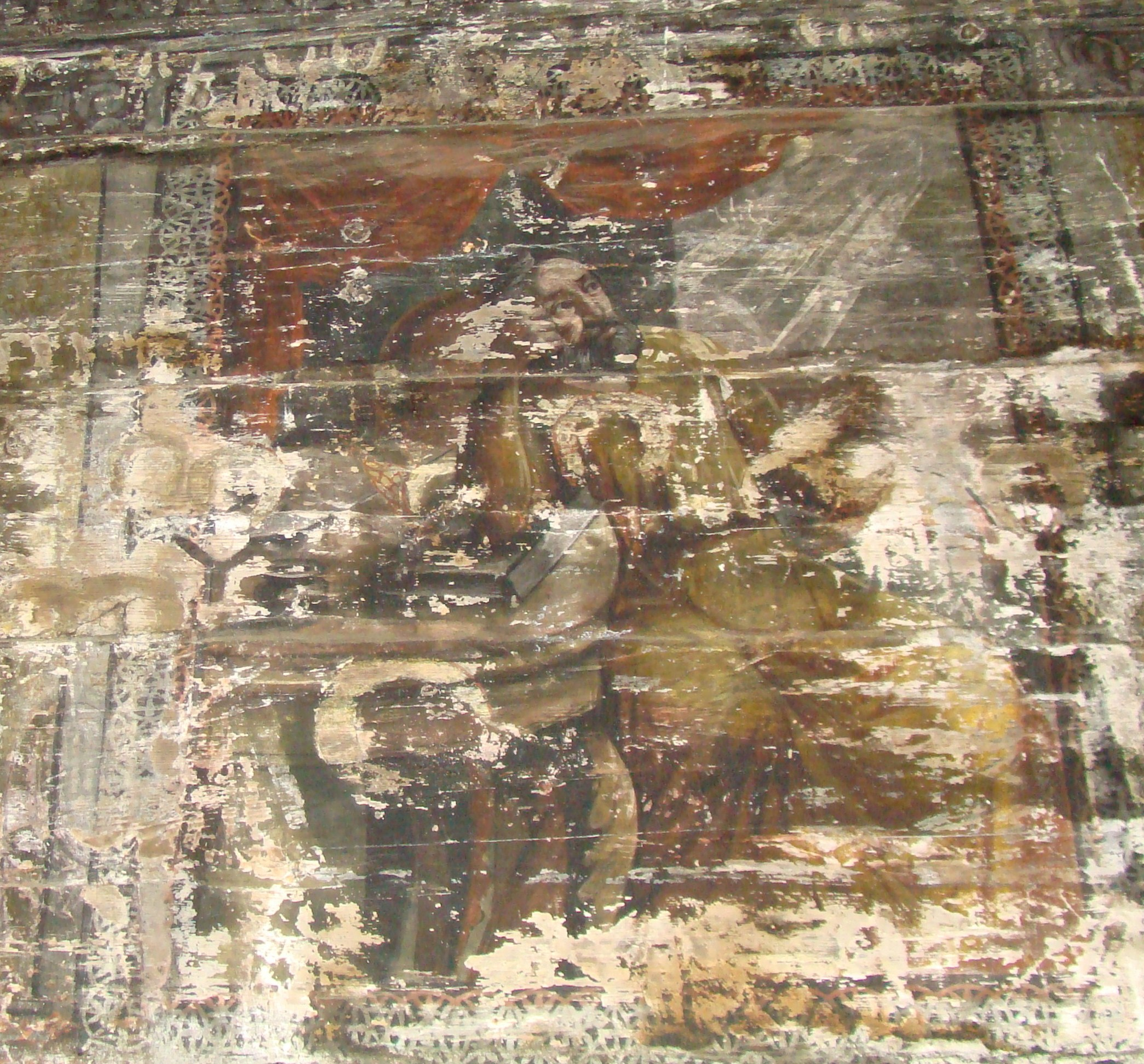
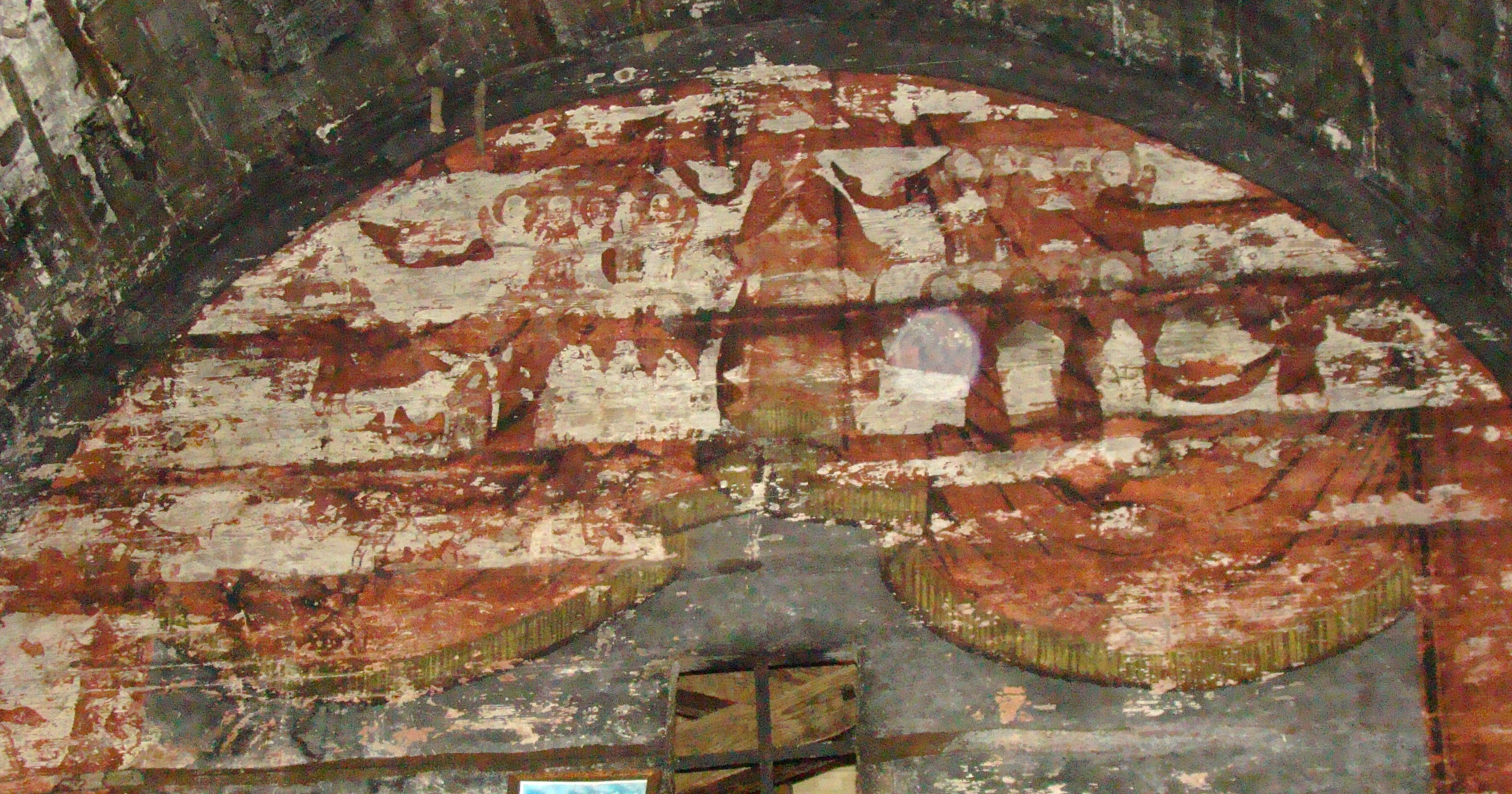
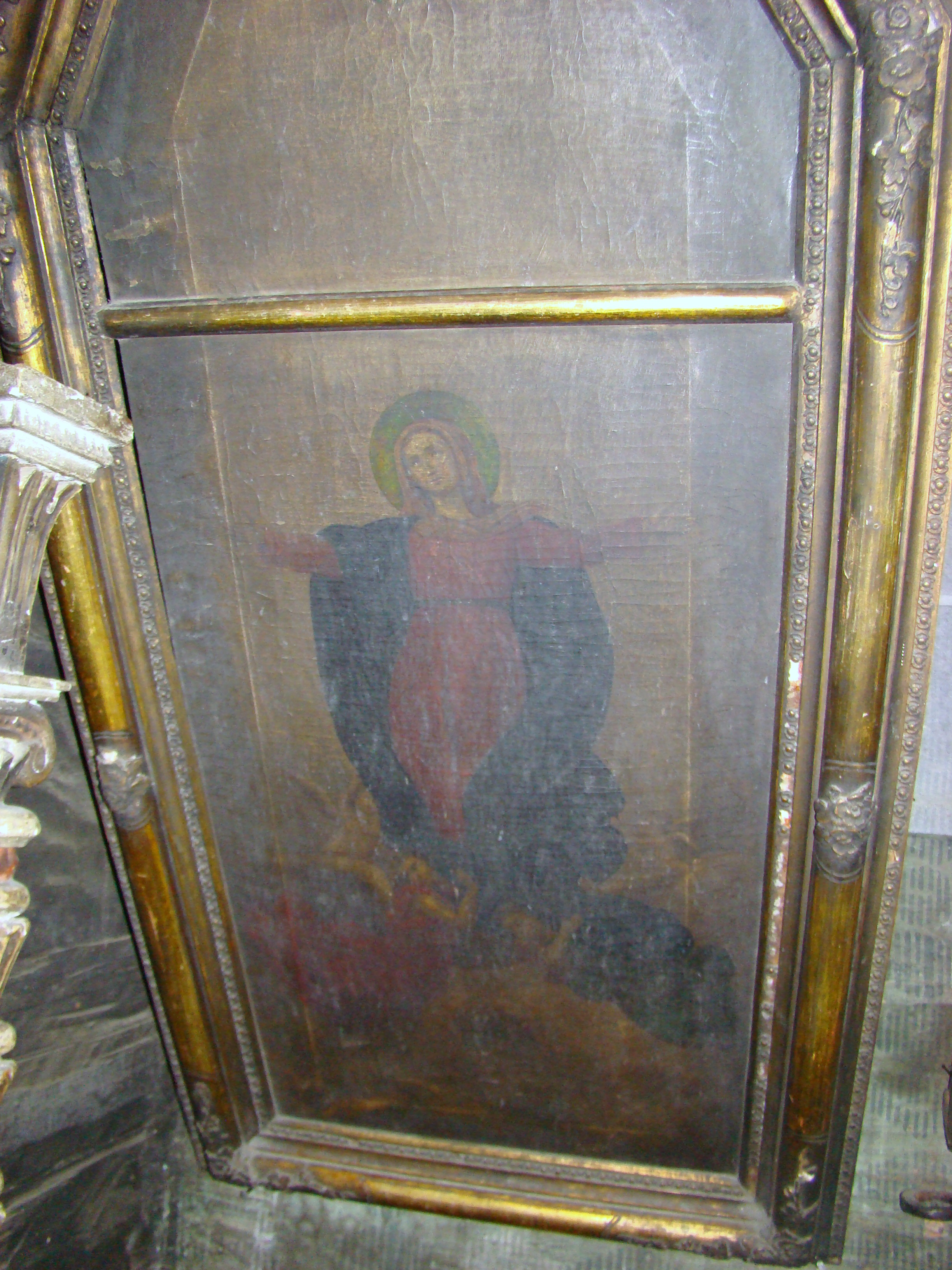
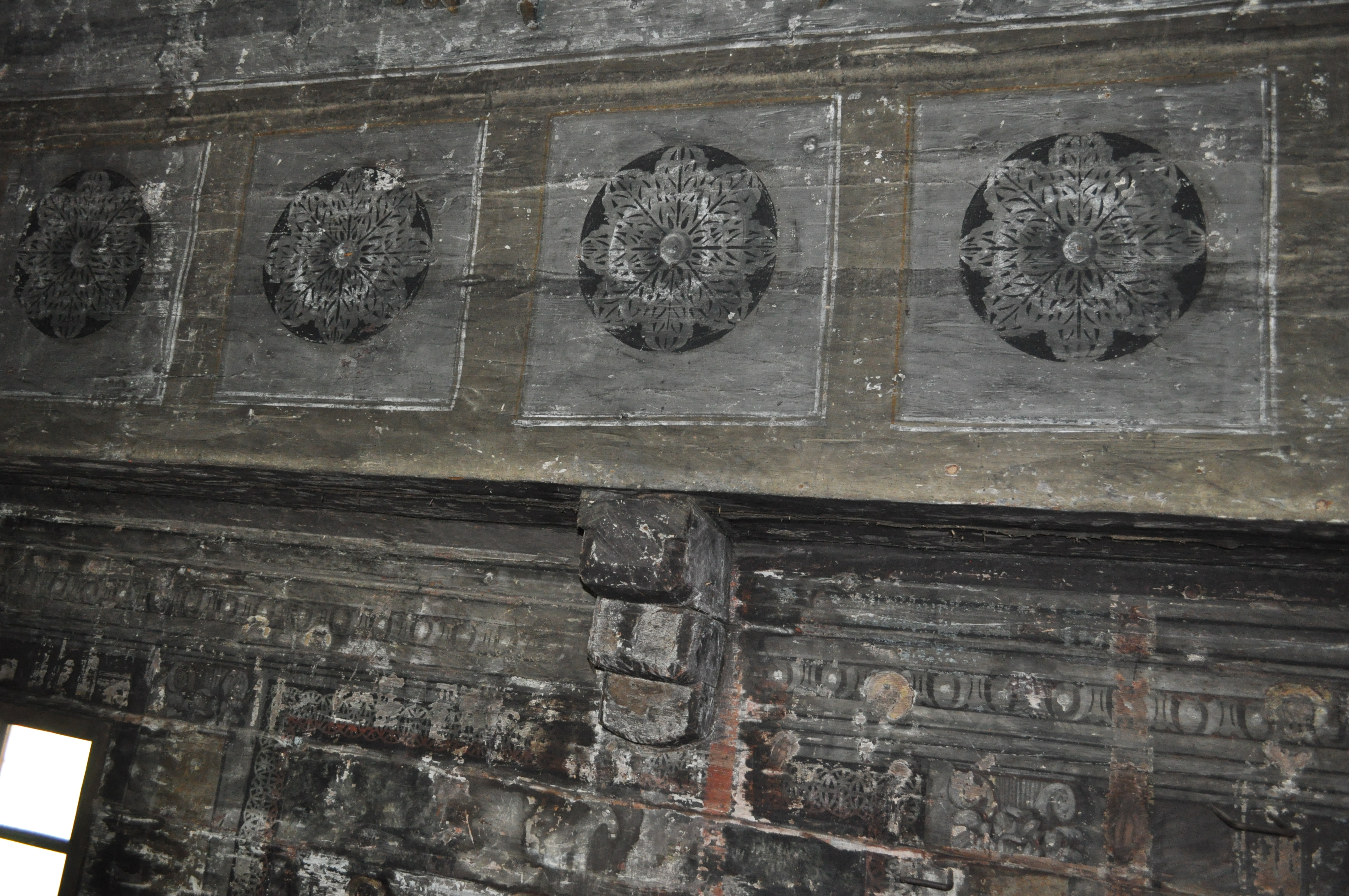
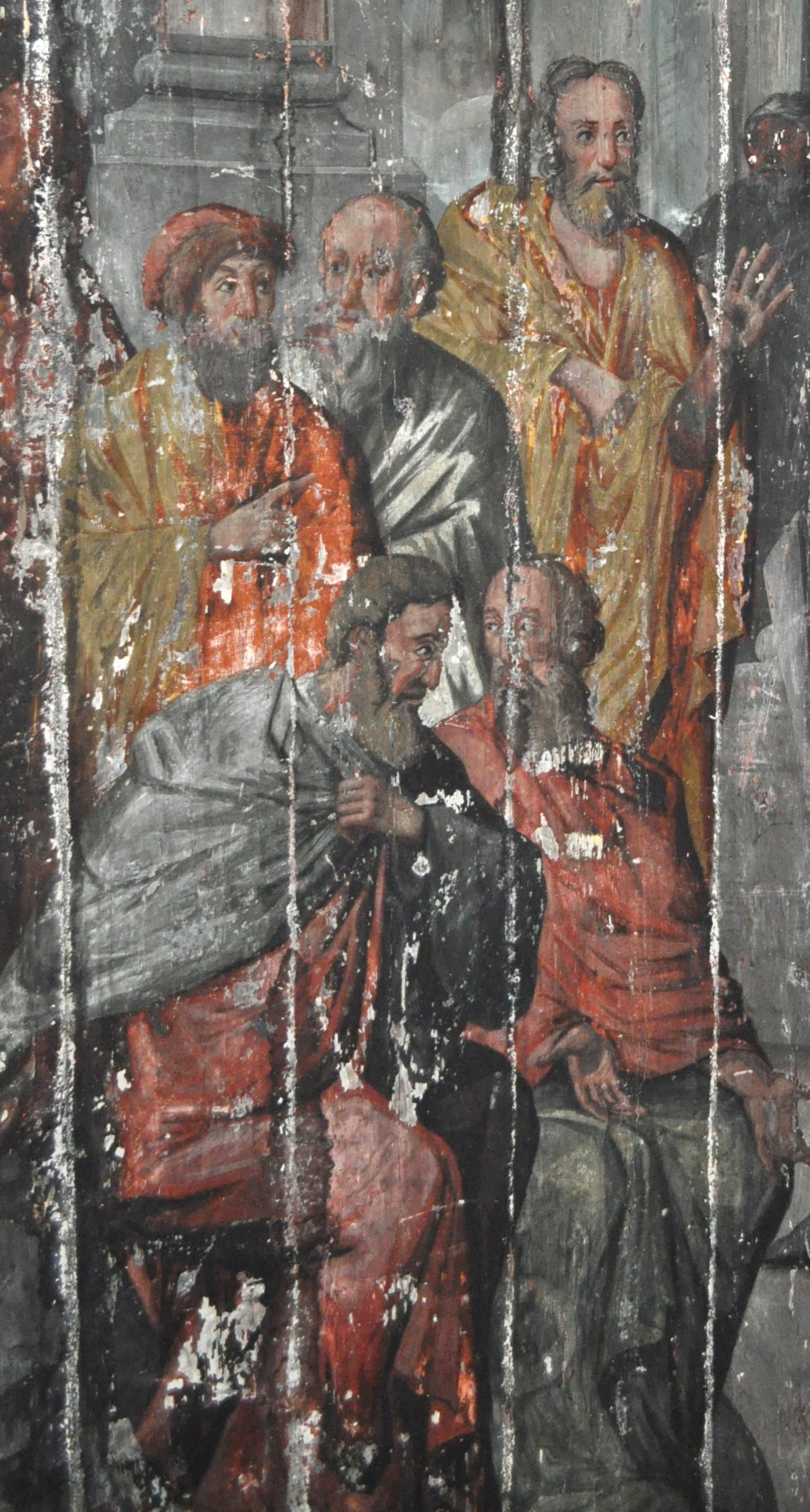
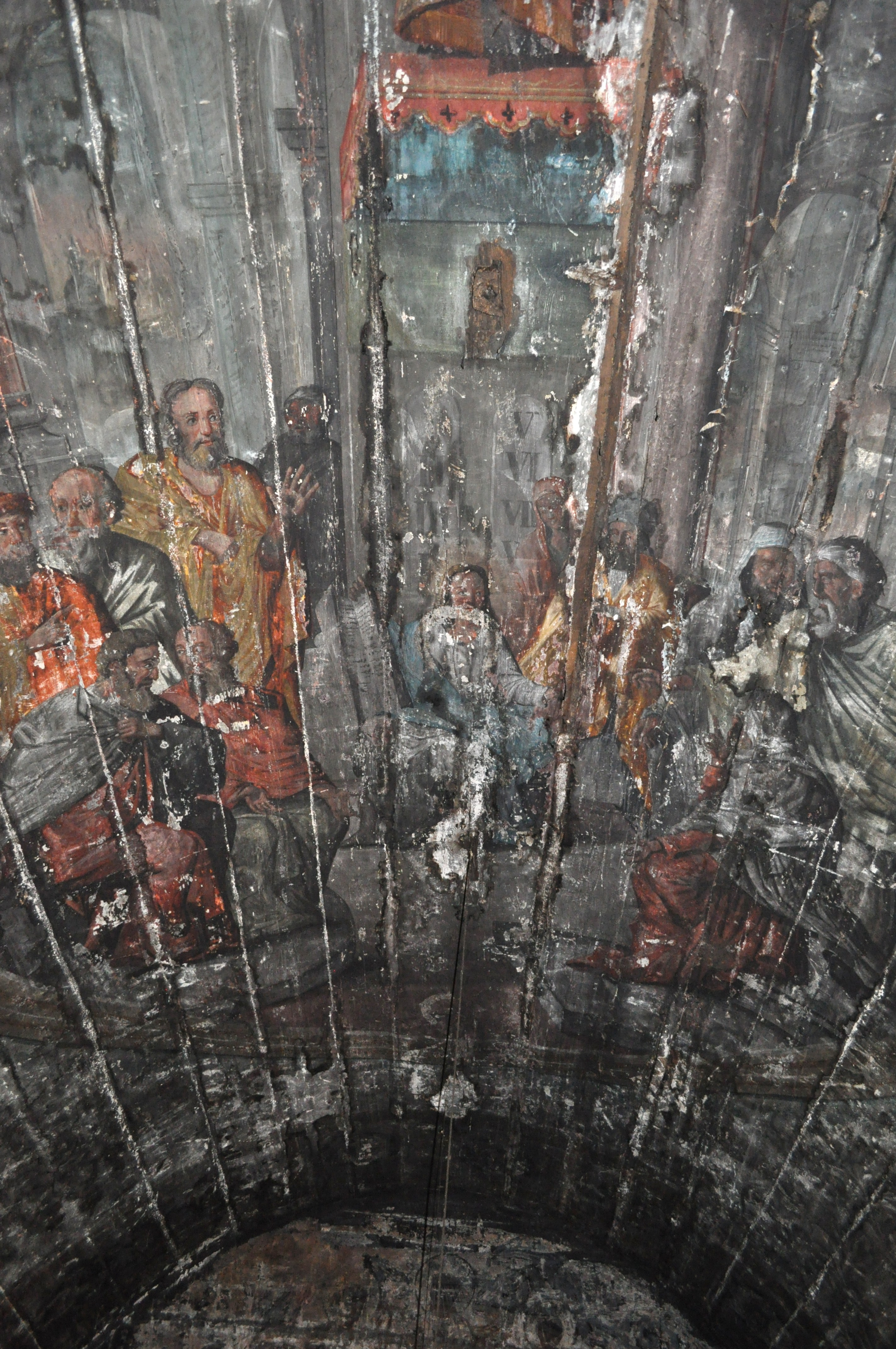
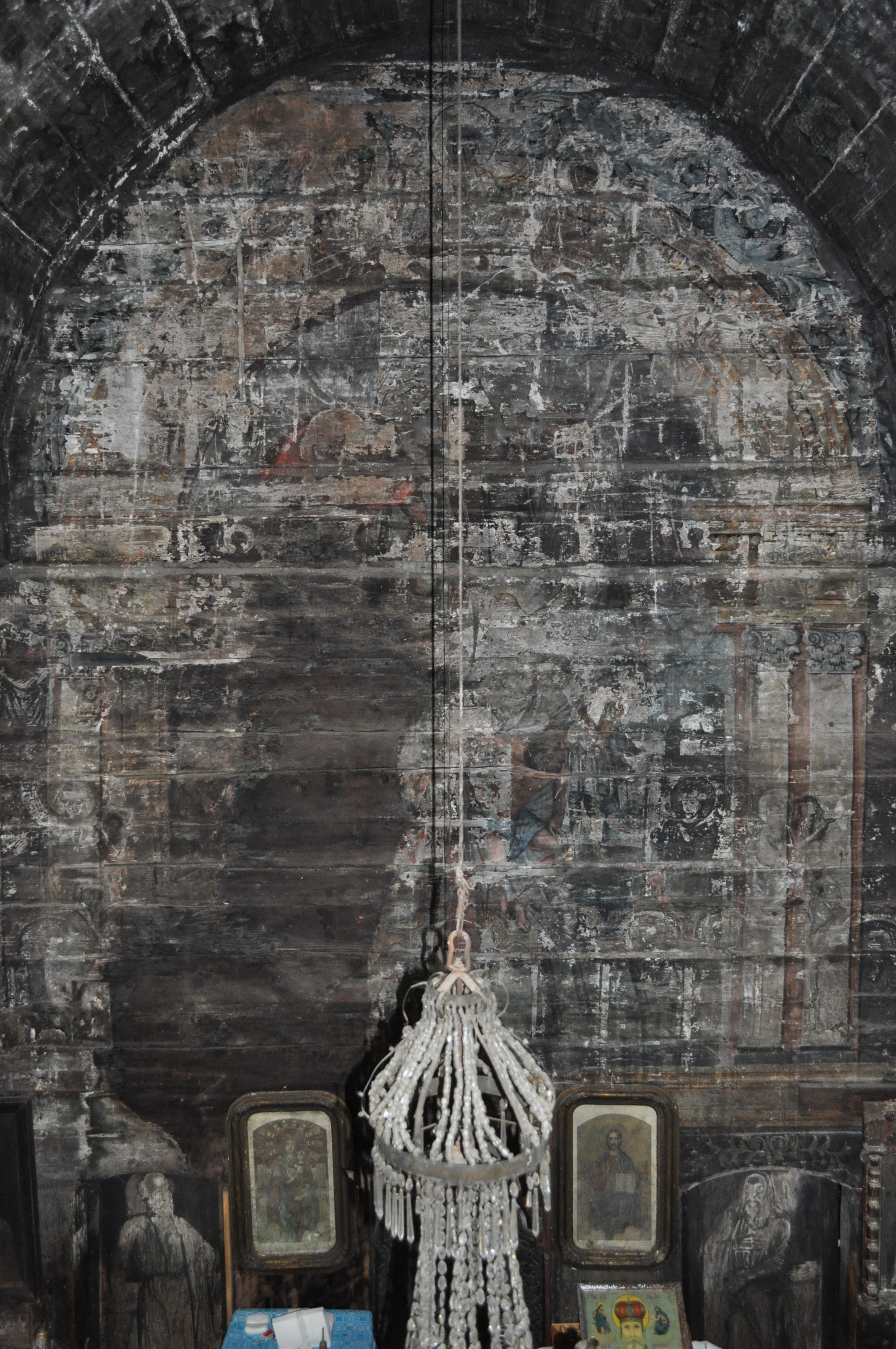
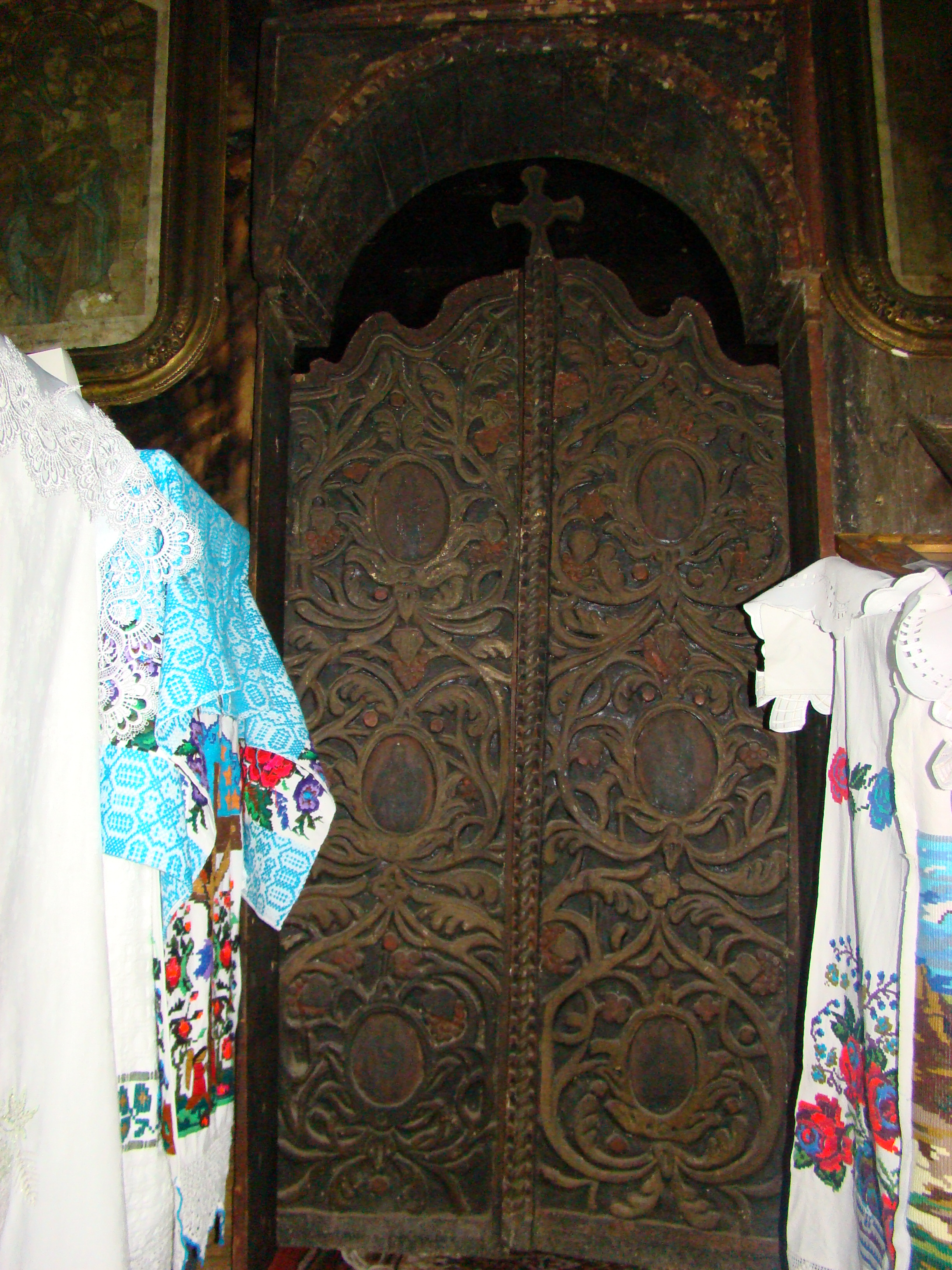
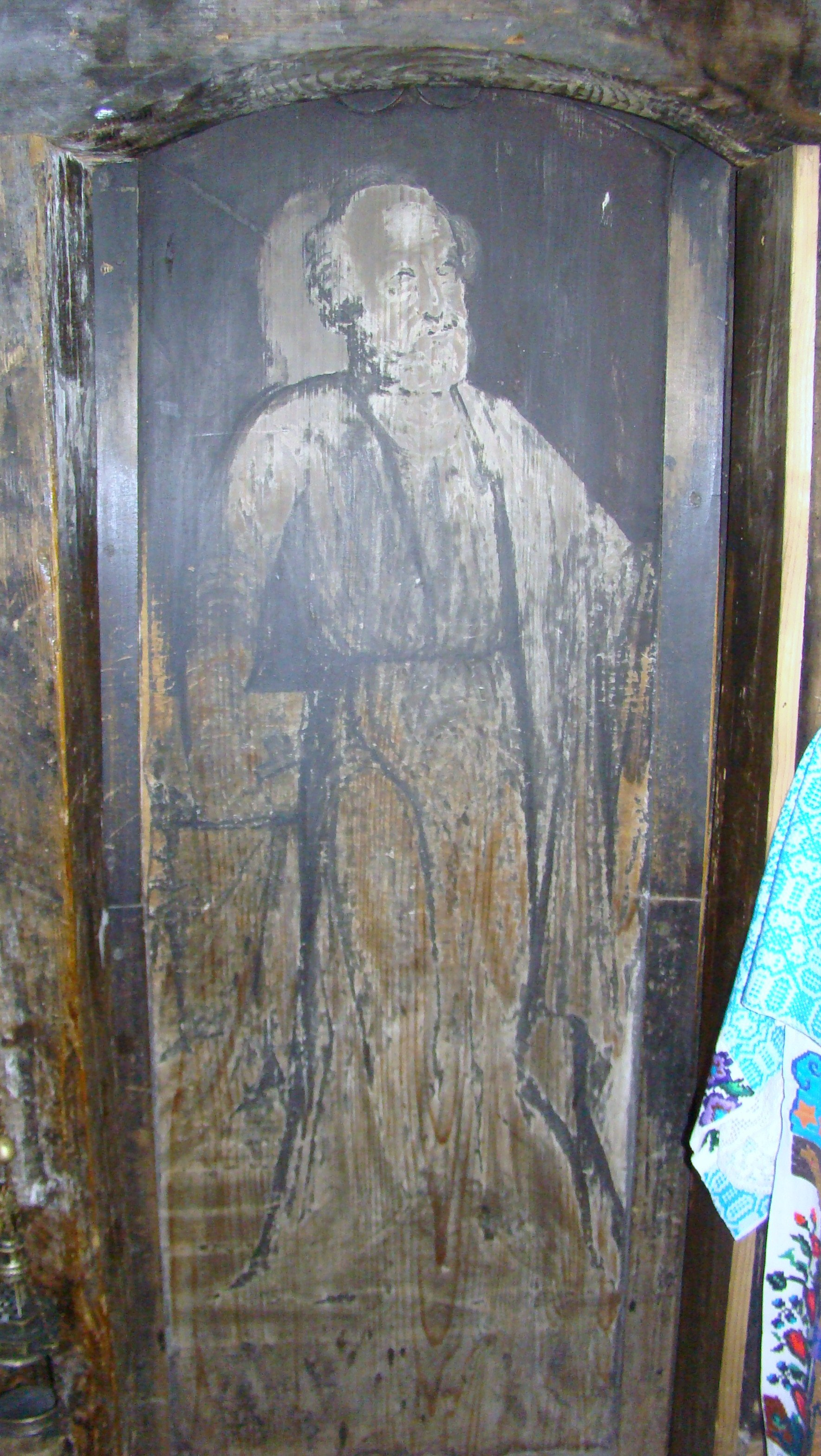
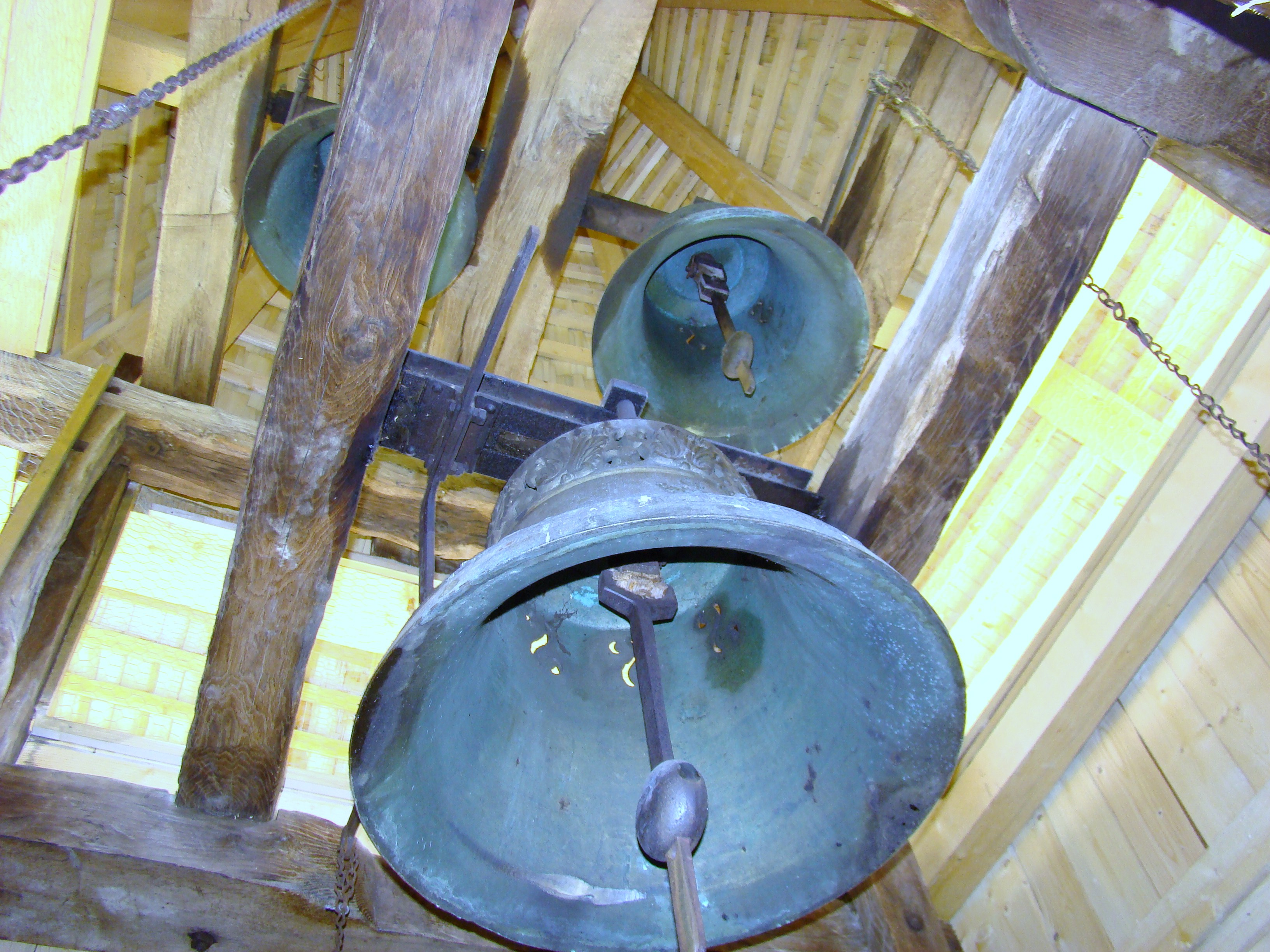
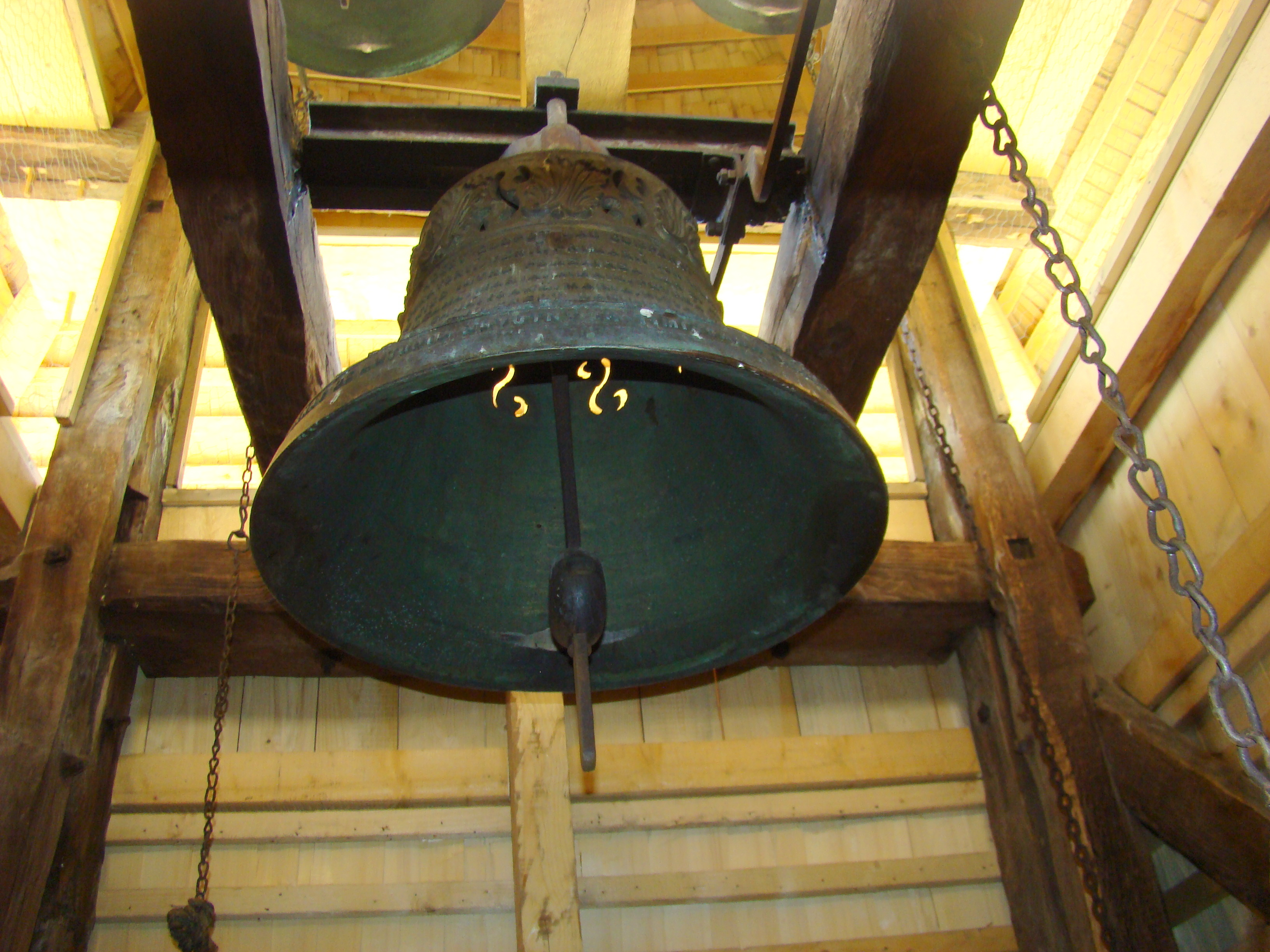
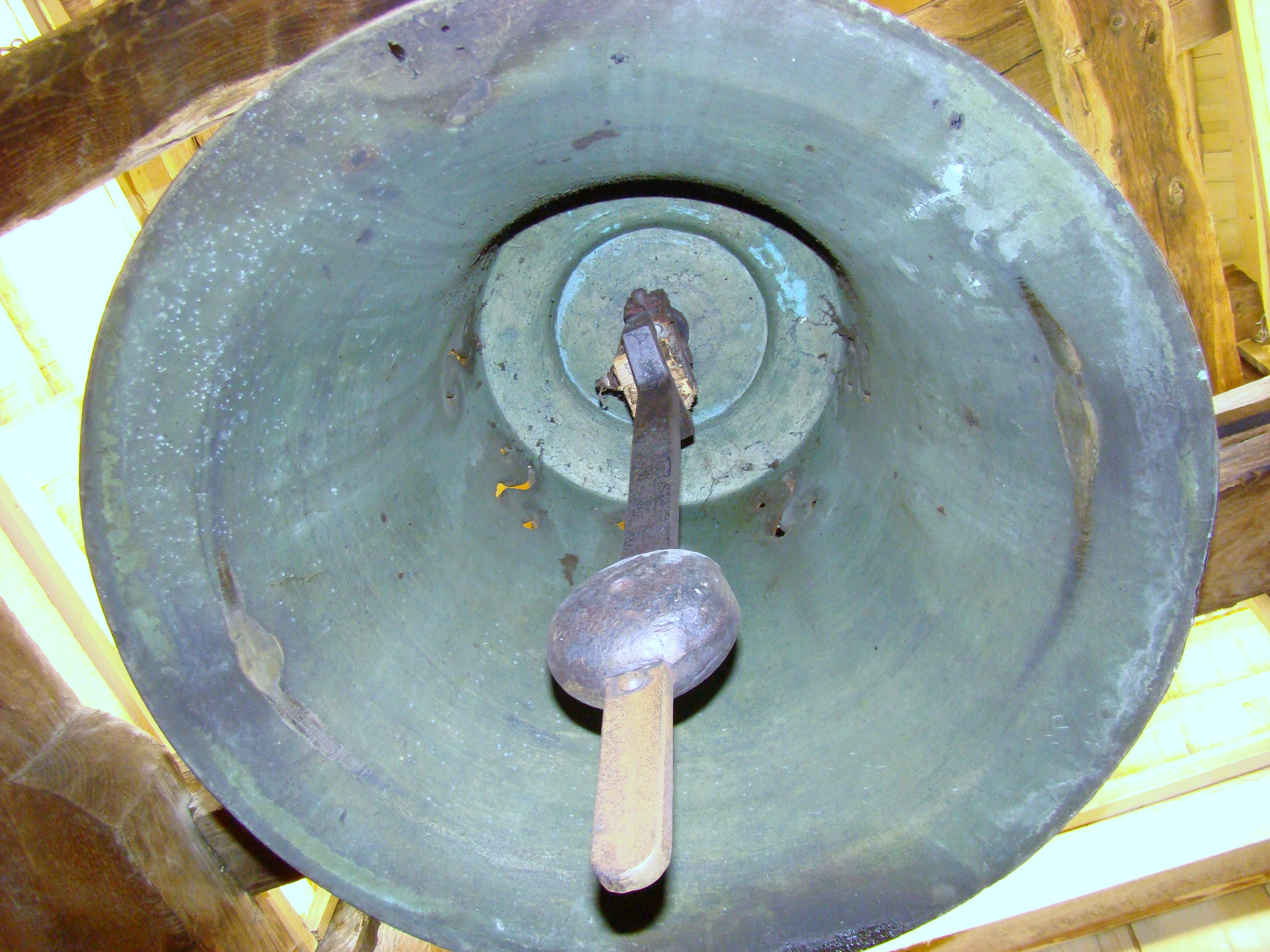